# Art du Nouvel Empire égyptien

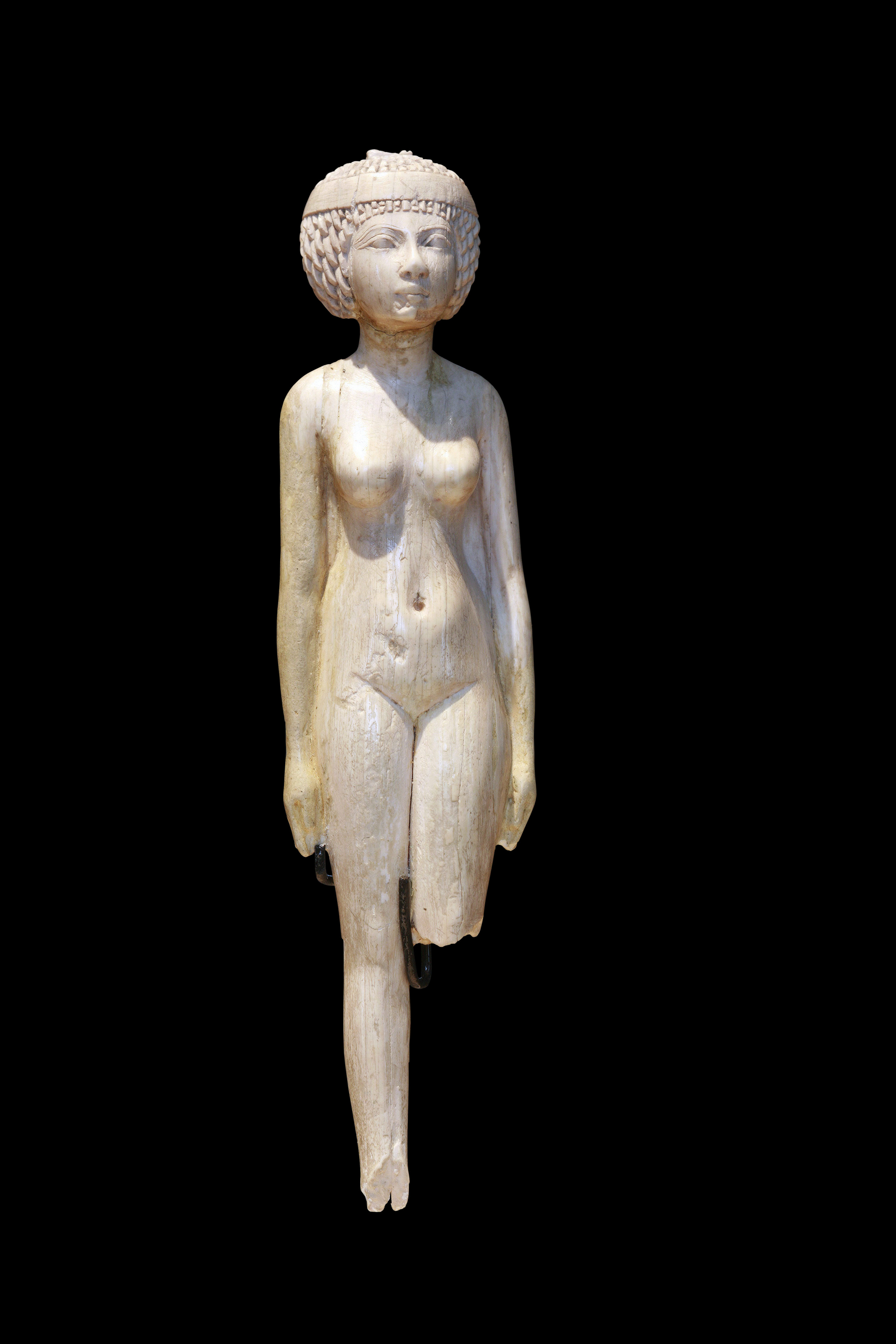
Figurine de femme nue (vers 1300 av. J.-C.)

Sauf précision contraire, les dates de cet article sont sous-entendues « avant l'ère commune » (AEC), c'est-à-dire « avant Jésus-Christ ».
L'art du Nouvel Empire égyptien (vers 1580 – vers 1077) correspond aux règnes des XVIIIe, XIXe et XXe dynasties, le Nouvel Empire. Il atteint un apogée dans l'art de l'Égypte antique qu'il ne retrouvera plus ensuite. En effet, après cette longue période de rayonnement, la Troisième Période intermédiaire, puis la Basse Époque n'auront plus les moyens de tels investissements dans les arts. Cette époque marque aussi une rupture nette après la Deuxième Période intermédiaire aux productions révélatrices de l'état d'une société bouleversée.
C'est la grande période de l'architecture funéraire, après l'époque des pyramides de l'Ancien Empire. Dans la vallée des Rois, ces volumes architecturés sont creusés à flanc de montagne, et pour certains d'entre-eux, construits devant l'ouverture, comme le temple funéraire d'Hatchepsout et son tombeau à Deir-el-Bahari, légèrement au sud de la vallée des Rois, et adossé à la paroi rocheuse de « la Cime », une montagne qui fait office de pyramide, immense.
Le trésor de Toutânkhamon a révélé aux yeux éblouis du monde, un véritable flot d'or et de pierres, travaillé avec un art sidérant. De magnifiques objets, de marqueterie, de céramique, une accumulation de joyaux. Et le visage de ce jeune homme a conservé la perfection de la jeunesse. Une multitude de sculptures du Nouvel Empire ont cette qualité, d'un naturalisme étonnant. Par contre, à l'époque du pharaon Amenhotep IV - Akhenaton, ce sont des corps étrangement redessinés qui nous paraissent invraisemblables. Tous ces portraits, tous ces corps méritent que l'on s'interroge sur leur degré de rapport au réel, précisément, scientifiquement. Le célèbre portrait de Néfertiti, l'épouse d'Amenhotep IV, n'est pas le seul à poser un problème. Mais la recherche scientifique s'appuyant sur des collections aujourd'hui bien répertoriées, permet d'avancer des hypothèses de plus en plus finement étayées.
L'art du bas-relief, et des autres formes de relief, les peintures murales ou sur les objets, conservent une image plus typiquement « égyptienne », avec ses effets de rabattement typiques, comme l'œil de face et le visage de profil. Les solutions qui ignorent notre perspective sont d'ailleurs d'une incroyable richesse à cette époque. Mais cette période révèle aussi des surprises. La Chambre mortuaire de Thoutmôsis III dans la vallée des Rois ne renvoie à rien de connu. Ce sont des dessins où tout un peuple s'active, tracé d'un geste parfaitement maîtrisé, mais sans aucune indication de volume. Et puis ce sont aussi des multitudes de petits dessins, sur éclats de pierre calcaire, parfois des fragments de poterie, les « ostraca ». Comme sur des pages arrachées à un carnet de croquis, le dessinateur égyptien y a multiplié les essais, les croquis, les esquisses qui semblent parfois saisies sur le vif. On y rencontre aussi ce qui nous paraît être des illustrations pour des contes ou des fables amusantes. Elles se trouvent aussi sur des papyrus, toutes aussi comiques, mais tout aussi énigmatiques.

## Présentation. L'architecture du Nouvel Empire
Vers la fin de la Deuxième Période intermédiaire (vers 1650-1550), les dirigeants thébains (la XVIIe dynastie) ont commencé à chasser du Delta les rois Hyksôs (la XVe dynastie). Ainsi Ahmôsis Ier, a réuni à nouveau l'Égypte, inaugurant le Nouvel Empire - la troisième grande ère de la culture égyptienne. Les successeurs d'Ahmose de la XVIIIe dynastie ont mené des campagnes militaires qui ont étendu l'influence de l'Égypte au Proche-Orient et établi le contrôle égyptien sur toute la Nubie, jusqu'à la quatrième cataracte. En conséquence, les pharaons du Nouvel Empire possédaient une richesse inimaginable, dont ils offraient une grande partie à leurs dieux, en particulier à Amon-Rê, dont le temple culte de Karnak (l'antique Thèbes, la moderne Louxor, en Haute-Égypte) a été agrandi par des générations successives de dirigeants égyptiens et rempli de statues votives commandées par les rois et les courtisans.
Bien que les dirigeants de la  XIXe dynastie aient établi une capitale administrative près de leur résidence, dans le delta, Thèbes est restée un centre culturel et religieux. Les pharaons ont construit leurs temples funéraires ici et ont été enterrés dans d'énormes tombes taillées dans la roche. Elles ont été décorées de peintures ou de reliefs peints illustrant des textes religieux concernant la vie après la mort. Une ville, Deir el-Médineh, a été fondée à l'ouest de Thèbes pour les artistes qui réalisaient toutes ces tombes. Sur ce site, ils ont laissé une mine d'informations sur ce que pouvait être la vie dans une ancienne communauté égyptienne d'artisans, parfois de très haut niveau, et d'ouvriers plus ou moins spécialisés.
Connu spécialement pour l'architecture monumentale et la statuaire en l'honneur des dieux et des pharaons, le Nouvel Empire, une période de près de 500 ans de stabilité politique et de prospérité économique, a également produit une abondance de chefs-d'œuvre artistiques créés pour être utilisés par des individus de statut non royal, des sculptures restées à l'état de modèles dans le village des artisans de Deir el-Médineh, des objets d'art surprenants ainsi que des dessins ébauchés sur des éclats de pierre ou de vases brisés (les ostraca), des dessins rapides comme des photographies.

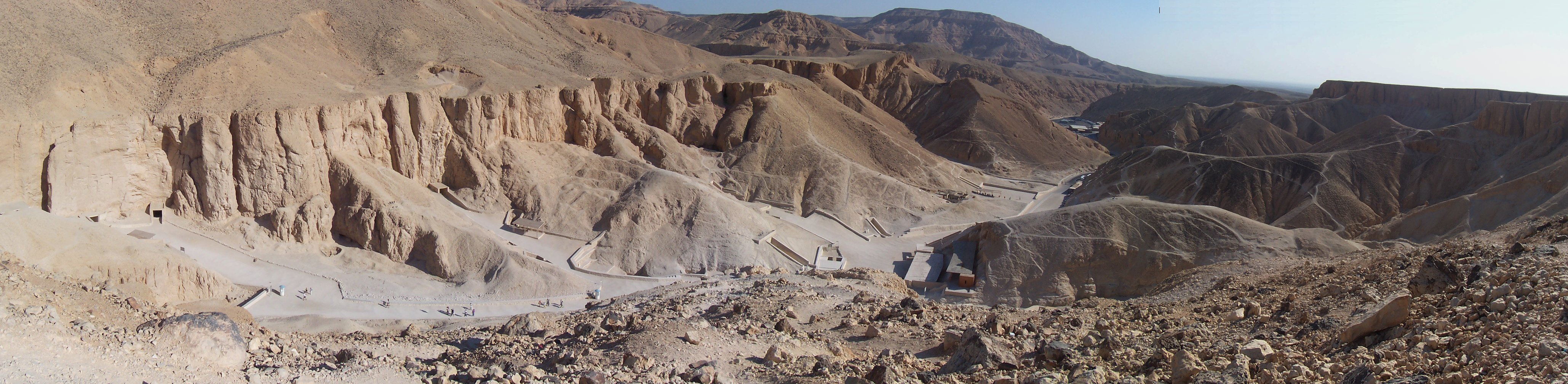
La vallée des Rois. Thèbes Ouest.

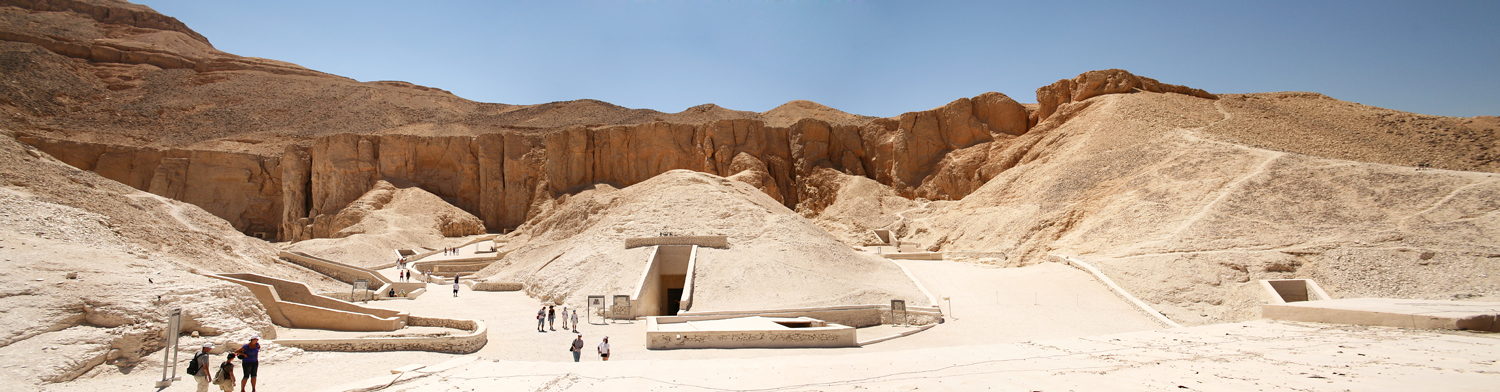
La vallée des Rois.

Les tombes royales étaient des installations somptueuses, avec de grands temples commémoratifs situés en marge du désert et dédiés au souverain décédé et au dieu Amon. L'enterrement proprement dit avait lieu dans de profondes chambres souterraines de la vallée des Rois, où le seul symbole extérieur de la royauté était la « pyramide » naturelle qui couronne la montagne, juste au-dessus de la célèbre vallée. Ces tombes, remplies de richesses, comme on le voit dans la tombe semi-intacte de Toutânkhamon (1335–1325 avant notre ère), témoignent de la richesse des rois égyptiens et des splendides compétences de leurs artistes et artisans.
D'autre part, cette période voit l'extension de nombreux temples. Karnak existait en tant que site religieux avant la XVIIIe dynastie. Hatchepsout a fait construire la Chapelle rouge vers la fin de la première moitié de la XVIIIe dynastie. Dans la même enceinte, l'Akhmenou ou « La salle des fêtes » de Thoutmôsis III (mi-XVIIIe dynastie) a conservé une partie de son décor peint, avec un plafond couvert de petites étoiles sur fond bleu. Datant essentiellement de la XIXe dynastie, la grande salle hypostyle de l'enceinte d'Amon-Rê (ou « domaine » d'Amon-Rê), de Séthi Ier, conserve, entre autres, cent trente-quatre colonnes dont la plupart ont gardé leur décor, en relief. À l'époque de Séthi Ier, c'était un ensemble colossal et d'une très grande richesse, alimenté, en grande partie par ses propriétés foncières et par des dons de la couronne jusque sous Amenhotep III.

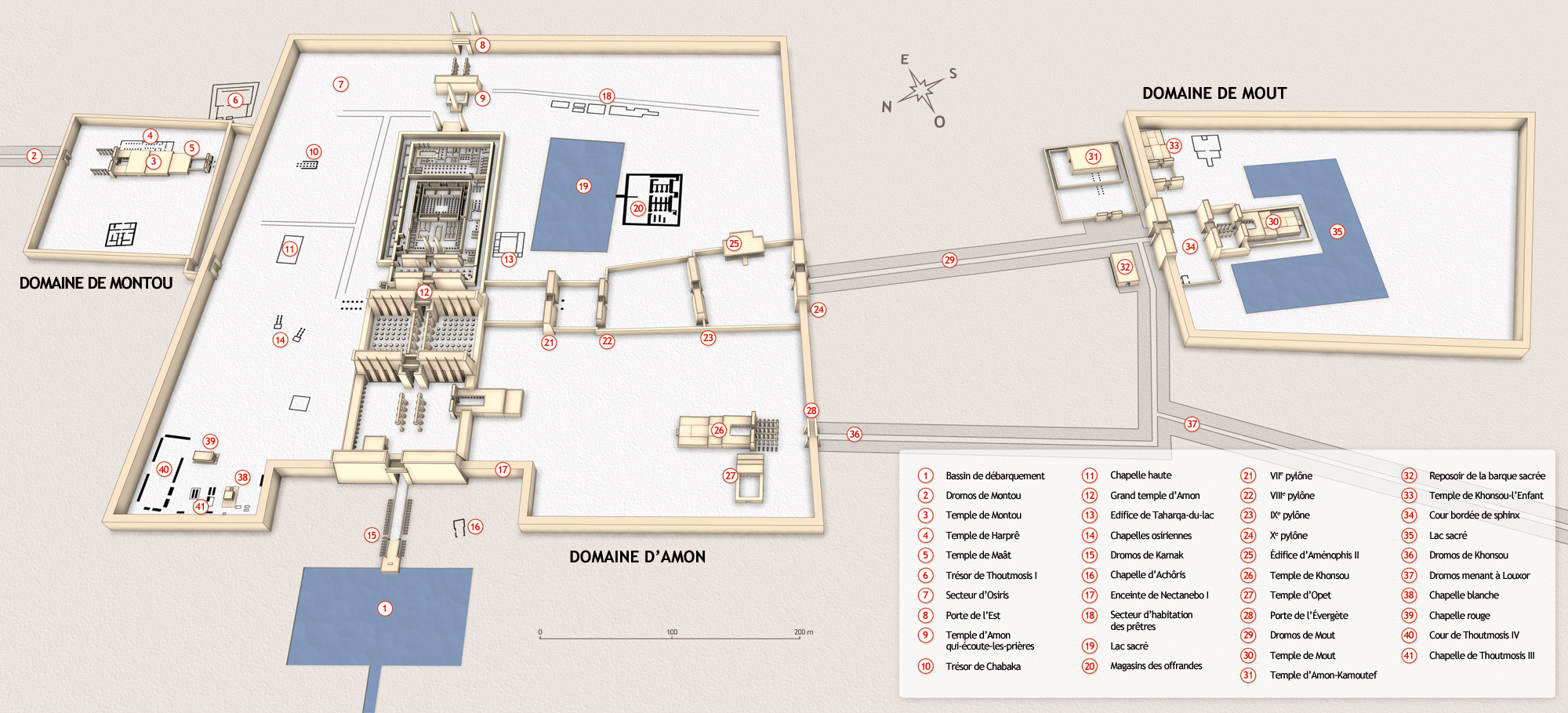
Plan du site de Karnak, avec le domaine de Montou (Temple de Montou, Amenhotep III (XVIIIe dynastie)), le domaine d'Amon (Grande salle hypostyle de Séthi Ier), Akhmenou, Thoutmôsis III (XVIIIe dynastie)] , etc.)  et le domaine de Mout.
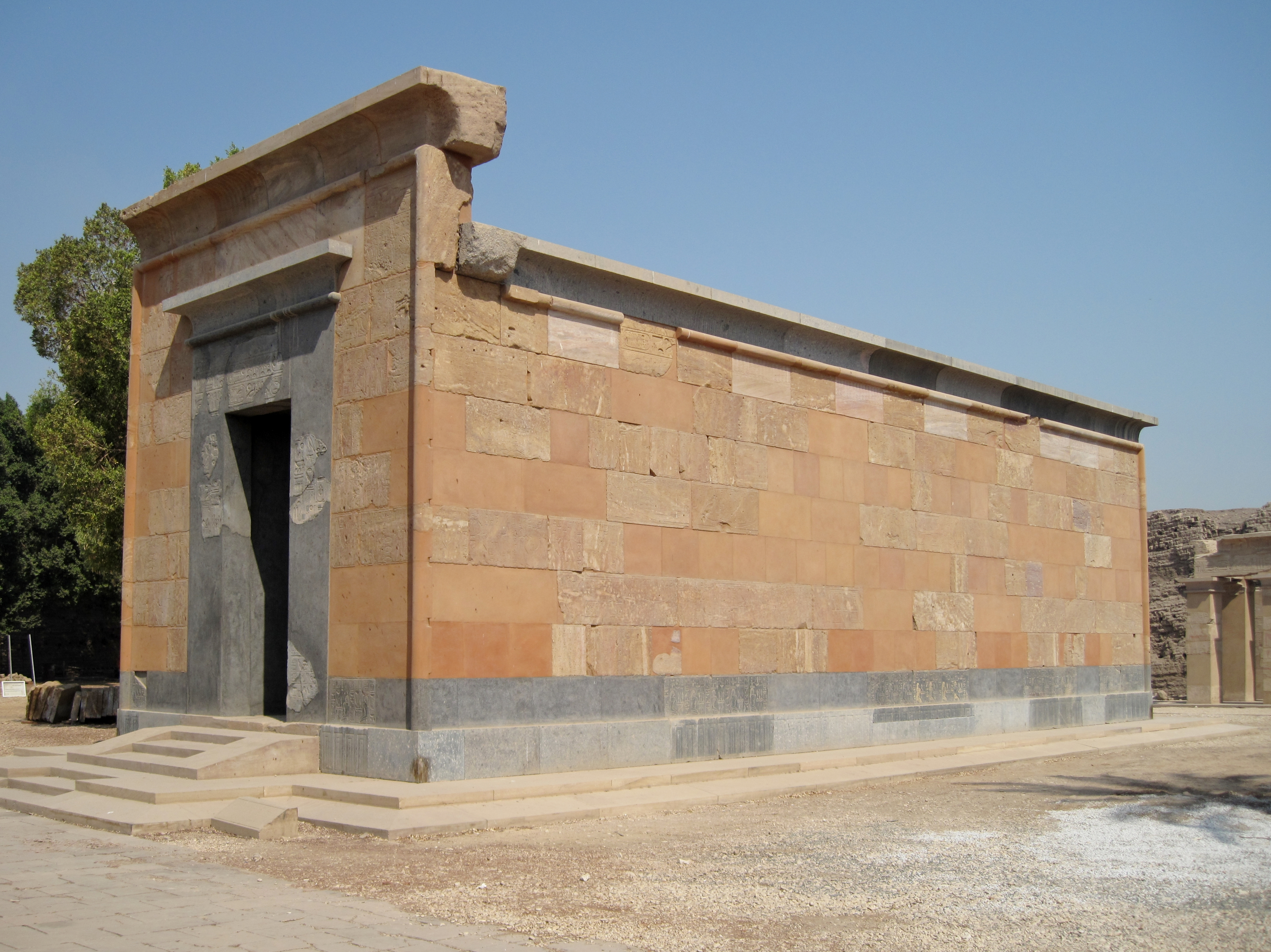
Chapelle rouge d'Hatchepsout (XVIIIe dynastie). Enceinte d'Amon-Rê, Karnak.
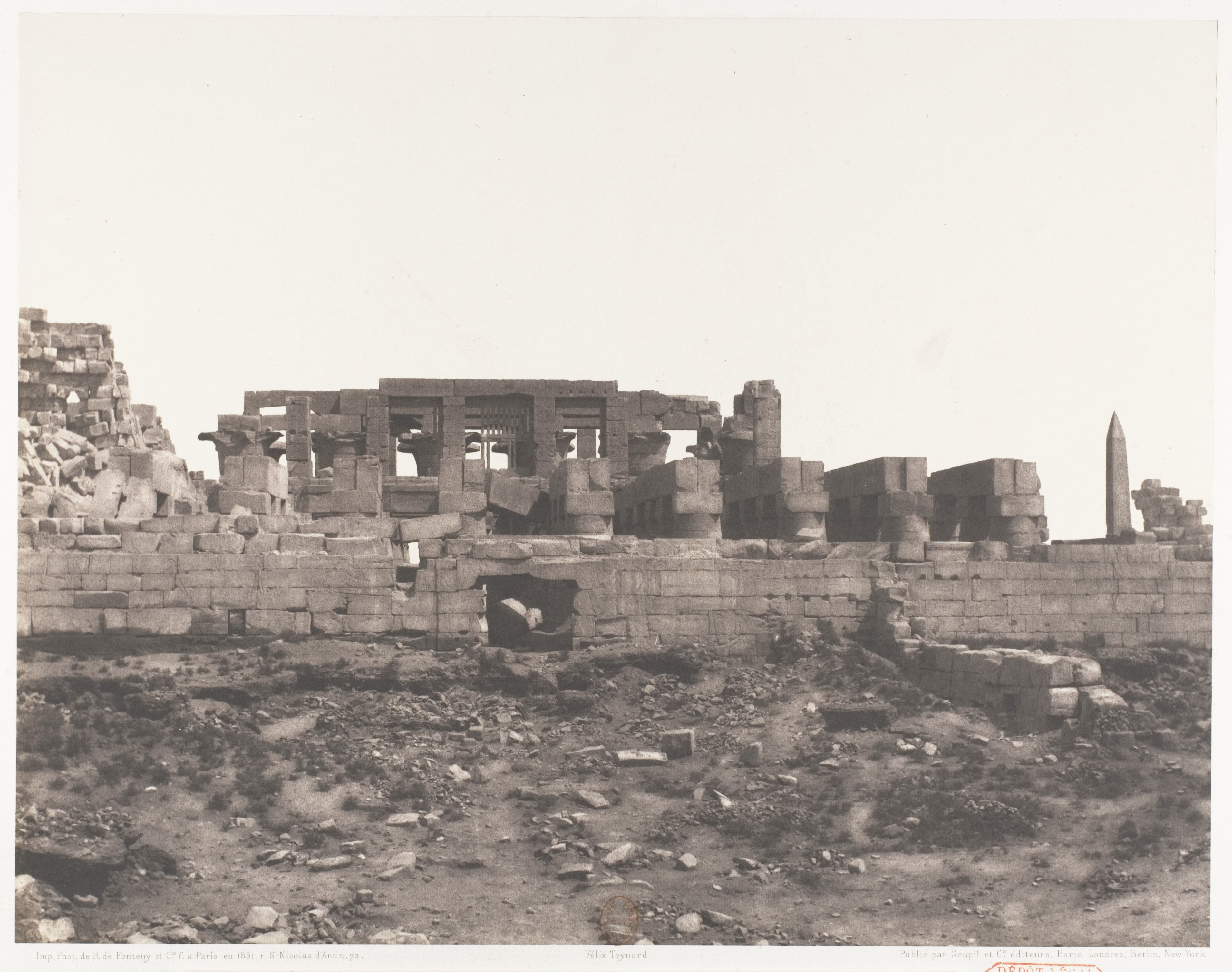
Akhmenou, Enceinte d'Amon-Rê Félix Teynard, 1851-52 ("Thèbes, Karnak" sur BNF), épreuve papier salé d'après un négatif papier.
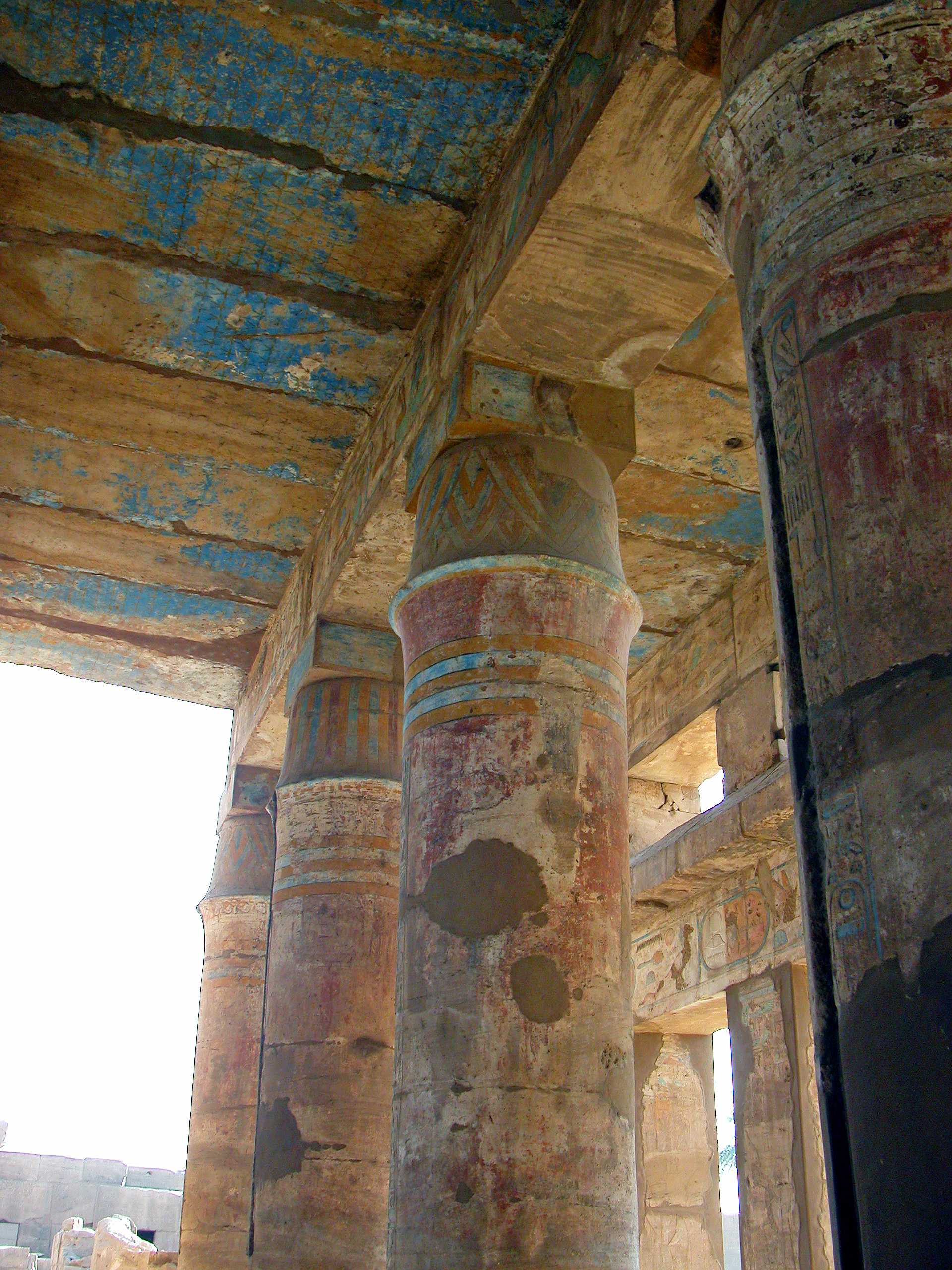
Akhmenou ou « La salle des fêtes » de Thoutmôsis III. Karnak.
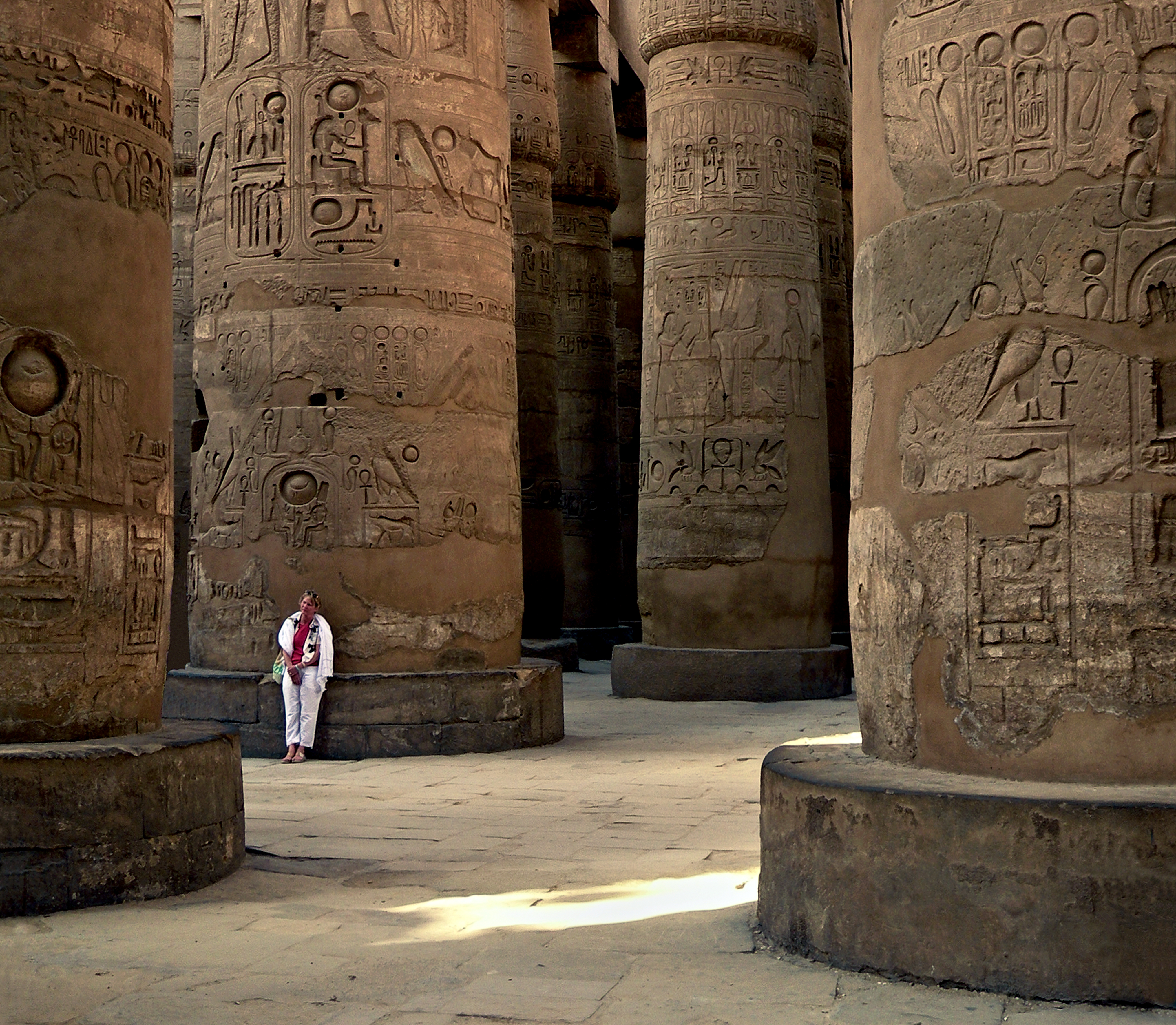
Grande salle hypostyle du temple d'Amon-Rê à Karnak. Séthi Ier (XIXe dynastie)

Sous le règne des Thoutmôsis, cet état fort octroya des richesses inestimables au clergé d'Amon déjà extrêmement riche. Les réalisations architecturales et artistiques ont été, alors, considérables, comme en témoigne l'ensemble de Karnak. Ceci n'est pas sans signification pour la suite, où les souverains suivants s'écartèrent progressivement de ce clergé devenu comme un état dans l'état, au point de s'en séparer frontalement sous Amenhotep IV et avec de nouvelles formes d'art, totalement différentes des traditions. Enfin, au-delà, les ramessides décidèrent de déplacer leur capitale dans le delta, Pi-Ramsès, en partie pour s'éclater, lui aussi, de ce clergé jugé dangereux, lors la reprise en main destructrice sous Toutânkhamon et Horemheb. Le clergé thébain prit finalement le pouvoir pendant la Troisième Période intermédiaire.

## XVIIIedynastiejusqu'au règne d'AmenhotepIII(v. 1550-1353)

### Art funéraire
La reine Hatchepsout et son successeur Thoutmôsis III entreprennent les grands chantiers de la région de Thèbes, en Haute-Égypte. Il s'agit souvent de véritables prouesses. Ainsi la nef centrale de la grande salle hypostyle du temple d'Amon à Karak est constitué de deux rangées de six colonnes de 22,4 m de haut et de 3,5 m de diamètre. Le but obtenu, c'est une puissante sensation à la fois d'écrasement, où l'individu est dominé par une forêt dense de futs colossaux, mais aussi par une aspiration du regard vers le haut, d'où provient la lumière qui éclaire les chapiteaux en forme de fleur de papyrus.
Au lieu de faire élever des pyramides, ces souverains font creuser leurs tombes au fond d'une étroite vallée, totalement désertique, la vallée des Rois, sur la rive gauche du Nil, à la hauteur de Thèbes. Les tombeaux de la vallée des Rois sont identifiés suivant une convention, un sigle KV pour « King Valley » ou WV pour « West Valley », suivi d'un numéro.
Cette suite de bâtiments et de tombes creusées dans la roche, travaux qui seront poursuivis ensuite, feront de Thèbes l'un des ensembles architecturaux les plus célèbres d'Égypte : le sanctuaire d'Amon à Karnak (peut-être fondé par Sésostris III, repensé par Hatchepsout et réalisé ensuite) et les temples funéraires de la rives gauche du Nil, les « temples de millions d'années » dont il reste guère que celui d'Hatchepsout à Deir el-Bahari. Le temple funéraire d'Hatchepsout a été placé, volontairement, à proximité immédiate de celui de Montouhotep II, souverain de la XIe dynastie qui a réuni l’Égypte au Moyen Empire, afin de ré-affirmer la continuité de la monarchie et la fluidité du commerce sur l'ensemble de la vallée du Nil depuis la deuxième cataracte.
Dans leurs images, sur les parois de ces tombes, peintres et sculpteurs abandonnent peu à peu les scènes de la vie quotidienne pour décrire une vie essentiellement religieuse. Ces images vont se multiplier sous les Ramsès. Une tombe du maire de Thèbes et intendant, Sennefer, se distingue par l'originalité unique et la qualité de son décor : le plafond en est couvert d'une immense treille chargée de grappes et raisins, toutes les parois sont ornées de scènes aux couleurs vives. Ce type de très haut dignitaire est capable de faire que l'on réalise des images sculptées de son propre couple, sur le modèle du couple royal, ou du roi et sa mère (Thoutmôsis IV et sa mère, Le Caire).

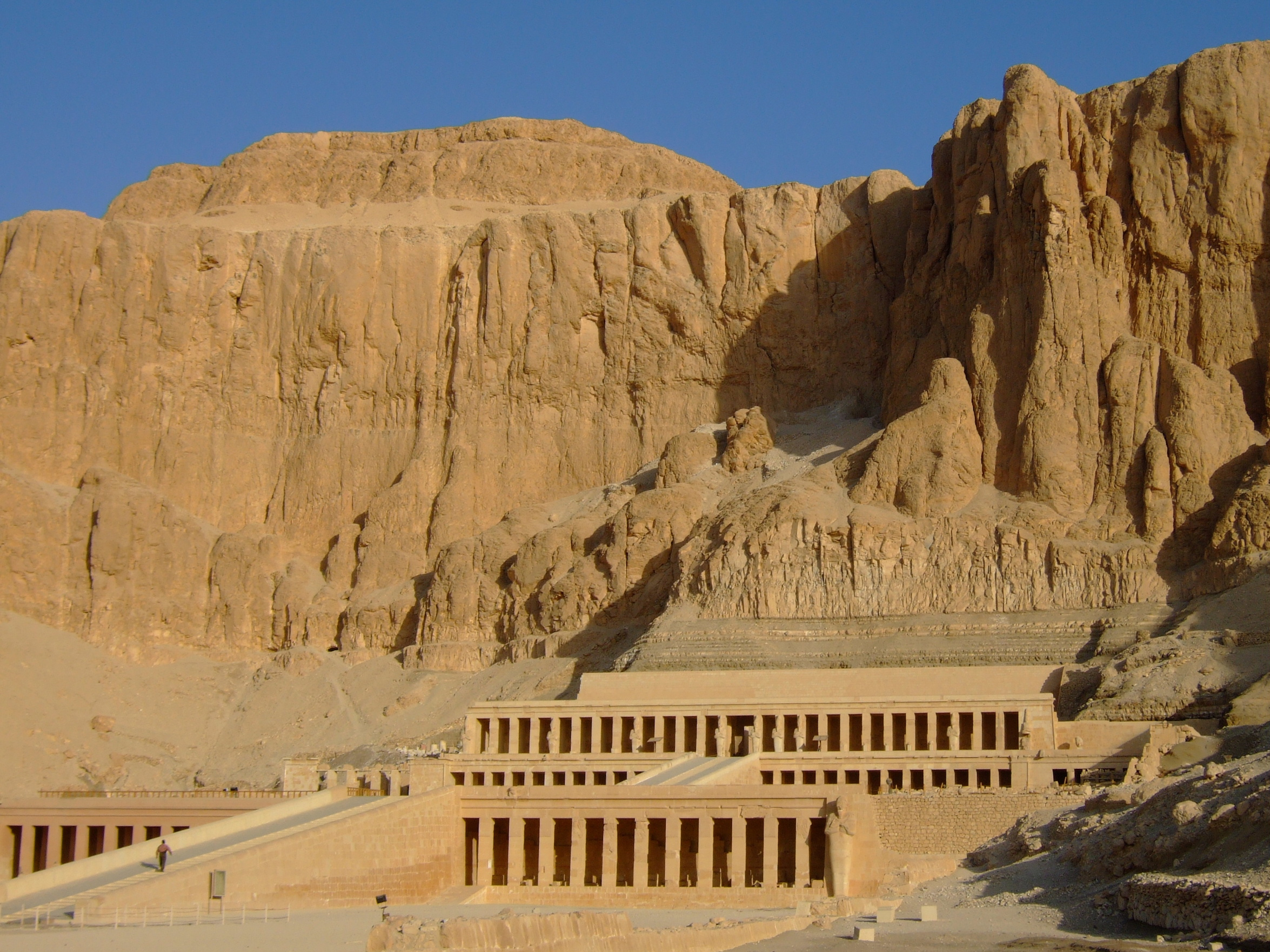
Temples de Deir el-Bahari. XVIIIe dynastie, règne d'Hatchepsout (1479-1457)
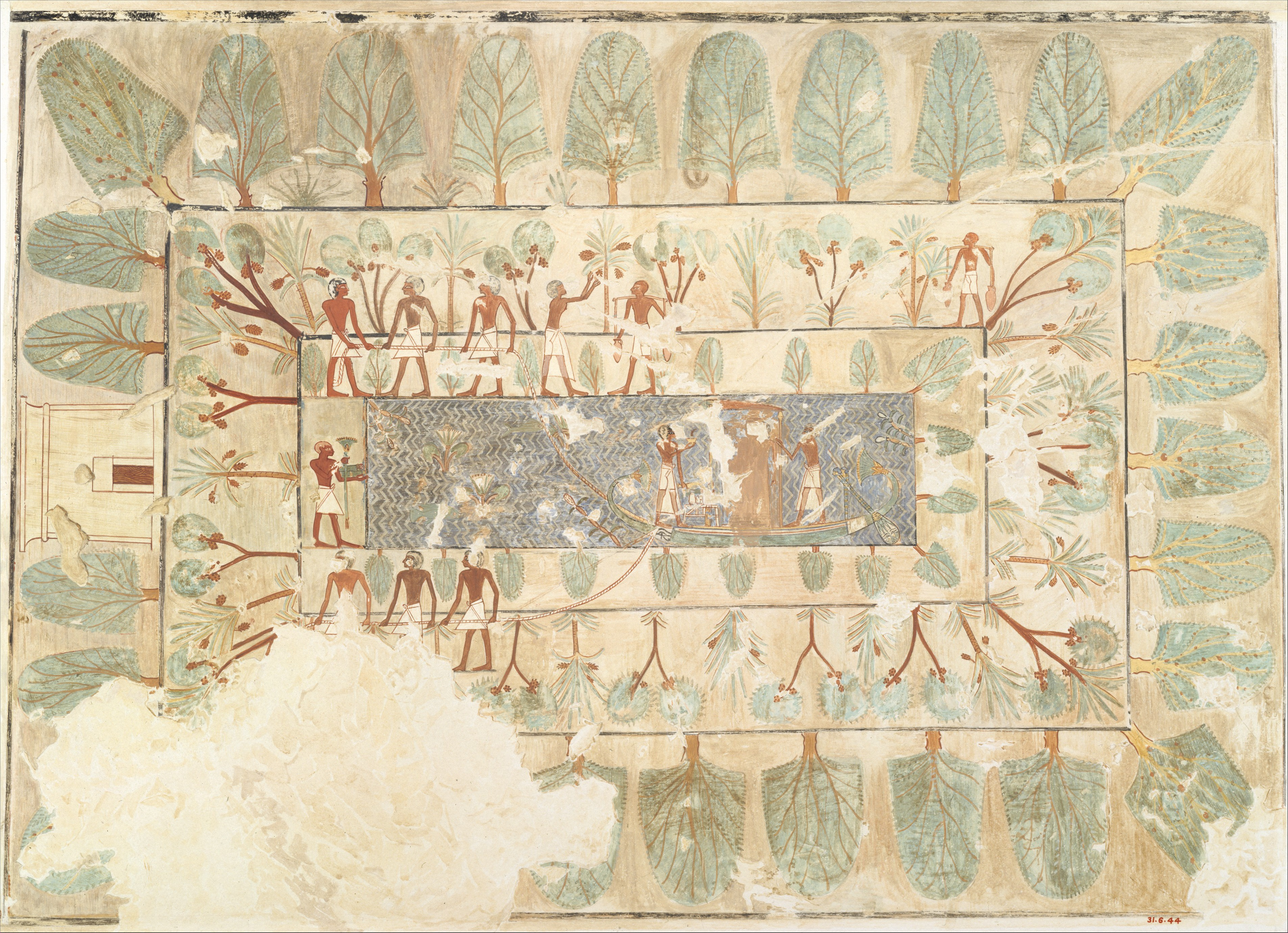
Peinture murale. Jardin. Tombe de Rekhmirê (TT100). Règnes de Thoutmôsis III et Amenhotep II
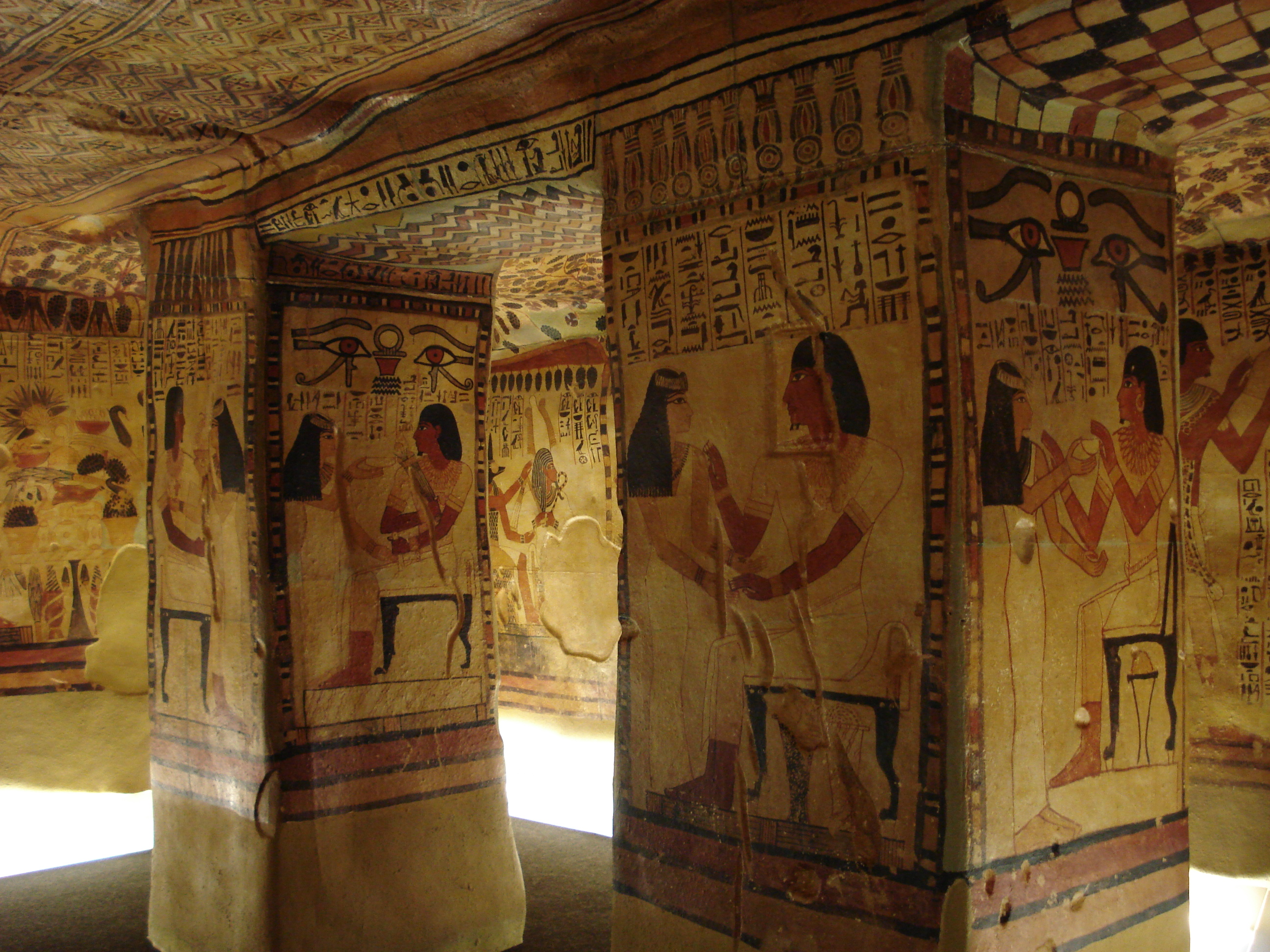
Tombe de Sennefer (fac-simile). Règne d'Amenhotep II Roemer-Pelizaeus Museum
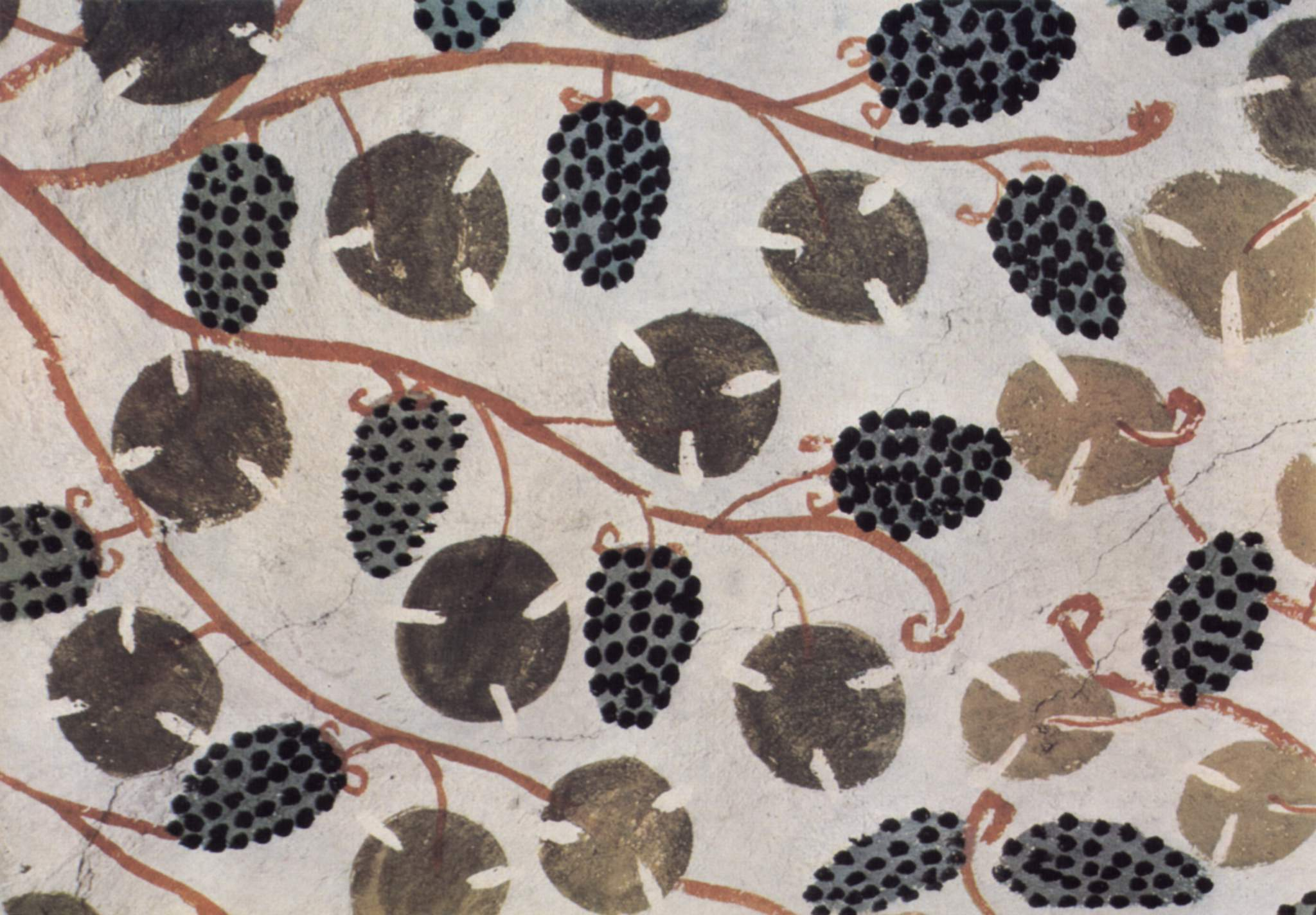
Plafond de la tombe de Sennefer couvert de grappes de raisins<ref>
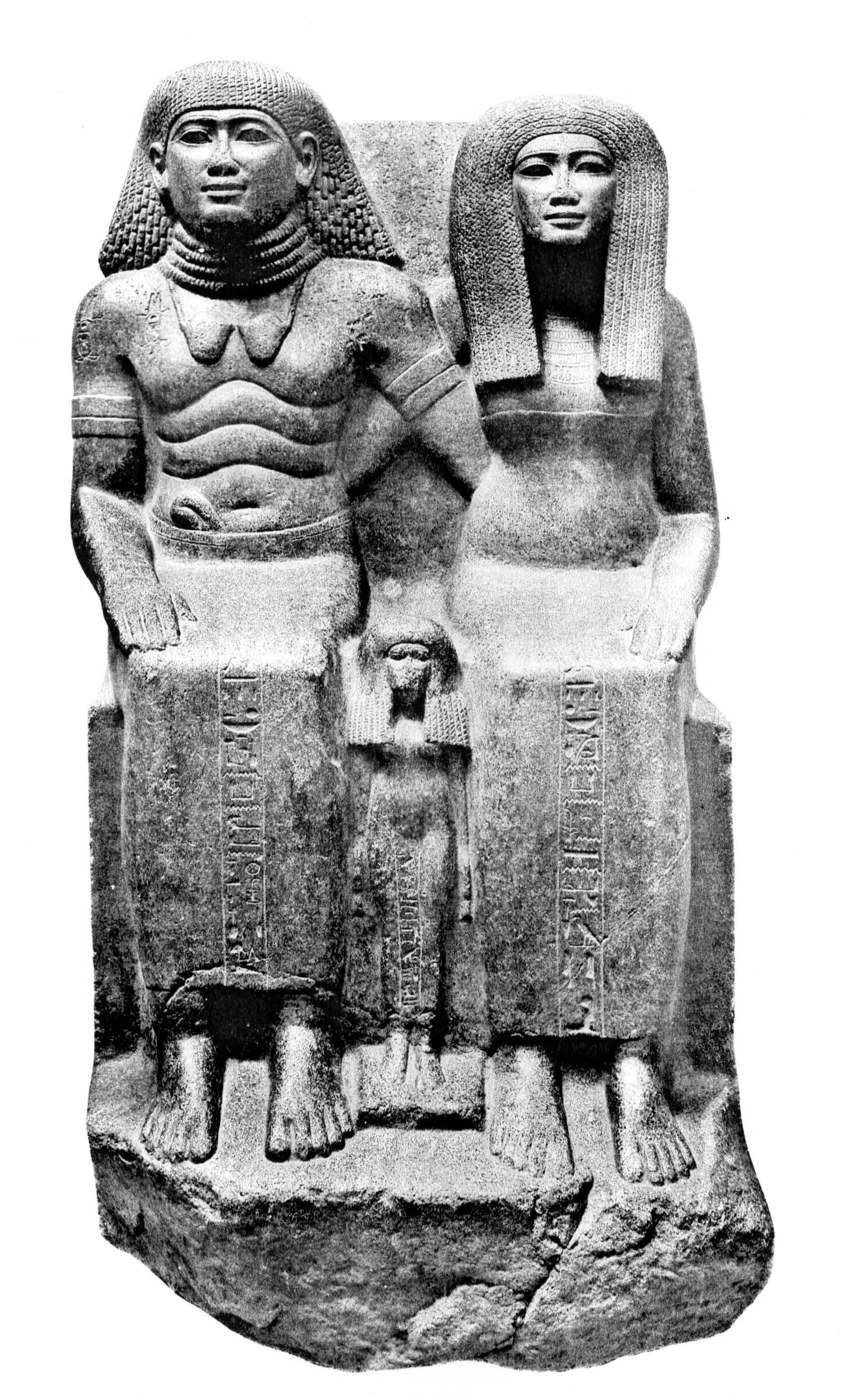
Sennefer, son épouse, leur fille. Granit noir. H. 120 cm, v. 1400. Musée du Caire
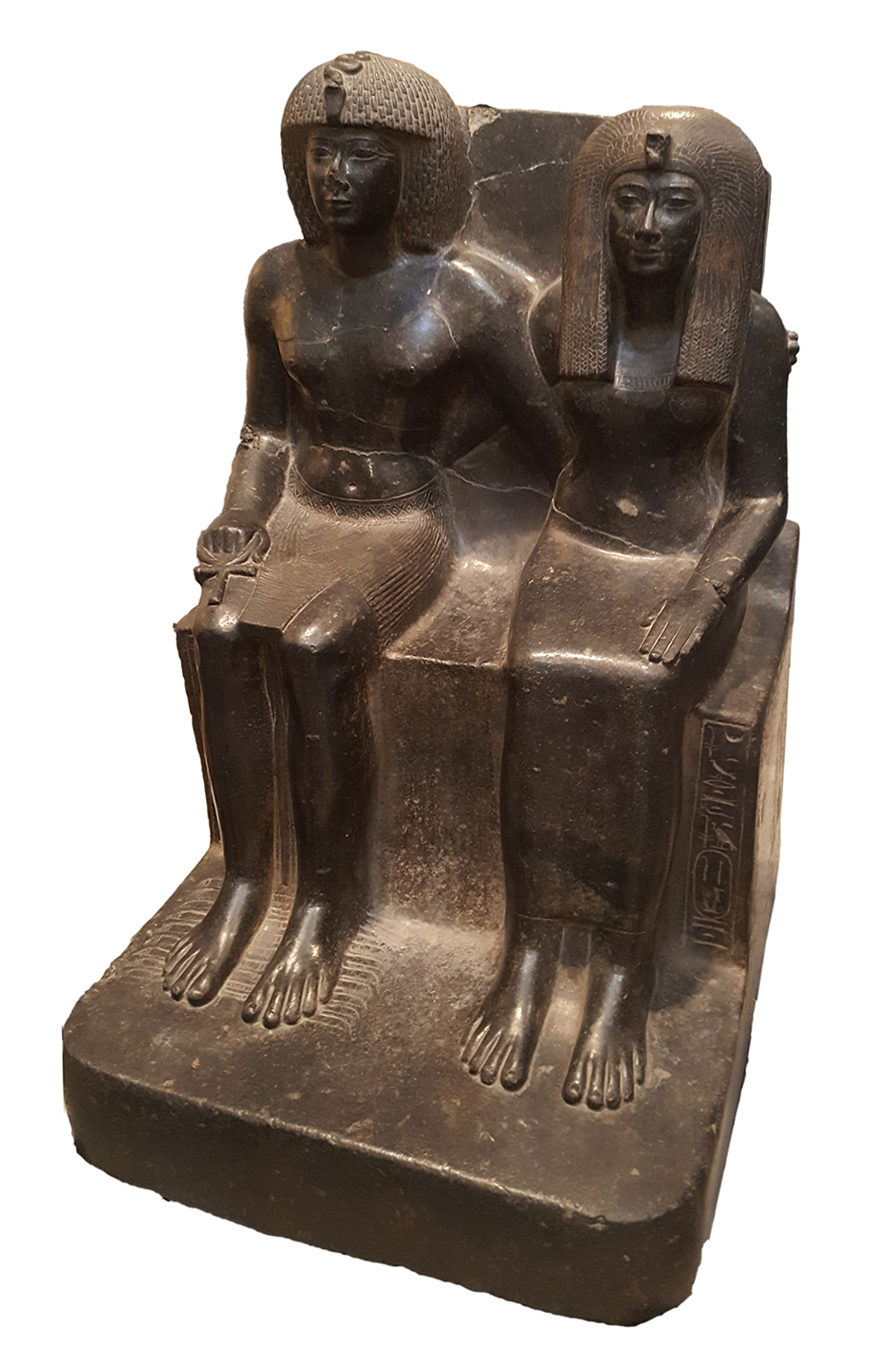
Groupe statuaire : Thoutmôsis IV et sa mère, v. 1400. Granit noir, H. 110 cm. Musée du Caire

### L'image des relations internationales
La reine Hatchepsout tiendra à laisser, dans le temple du gigantesque complexe funéraire qu'elle se fait construire, l'image du rétablissement du commerce avec les autres pays d'Afrique, plus au Sud. Le transport des arbres à encens dans des paniers depuis le pays de Pount est le premier signe de restauration de ces relations pacifiques avec le reste de l'Afrique, au Nouvel Empire. L'expédition au pays de Pount frappe encore par l'attention au détail exotique observé, et sa transcription dans le bas-relief, avec des effets multiples pour la représentation de l'espace propre à l'Égypte, des habitations nubiennes, des poissons, des oiseaux, du palmier dattier et de l'arbre à myrrhe.

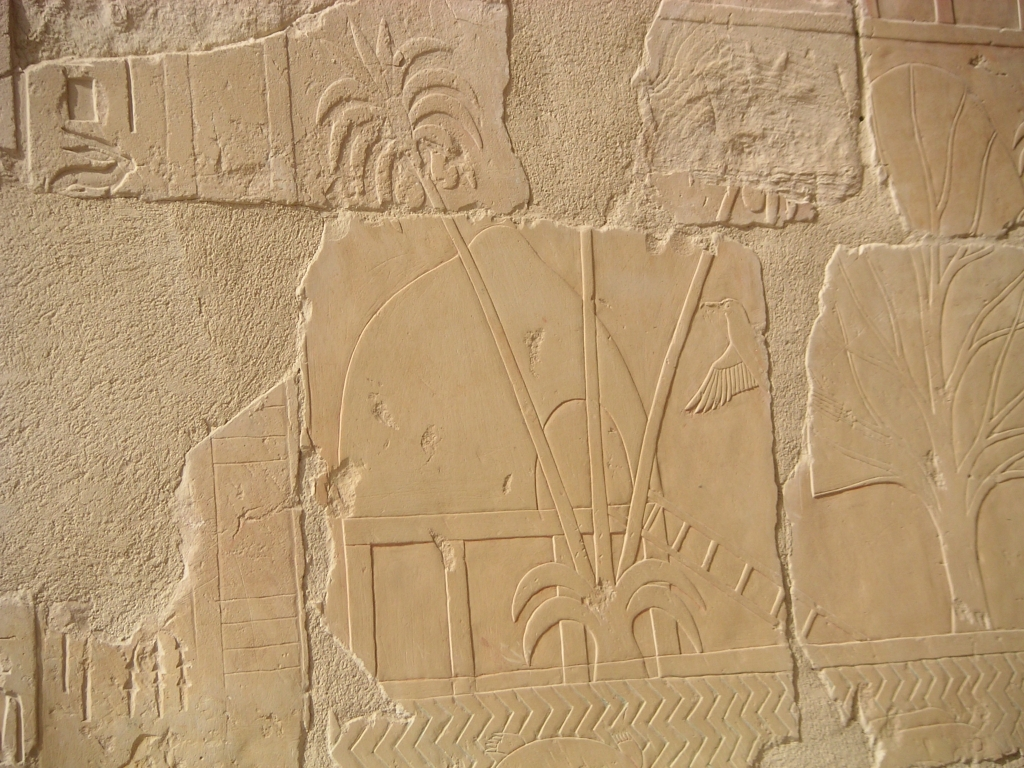
Habitation au pays de Pount (?)
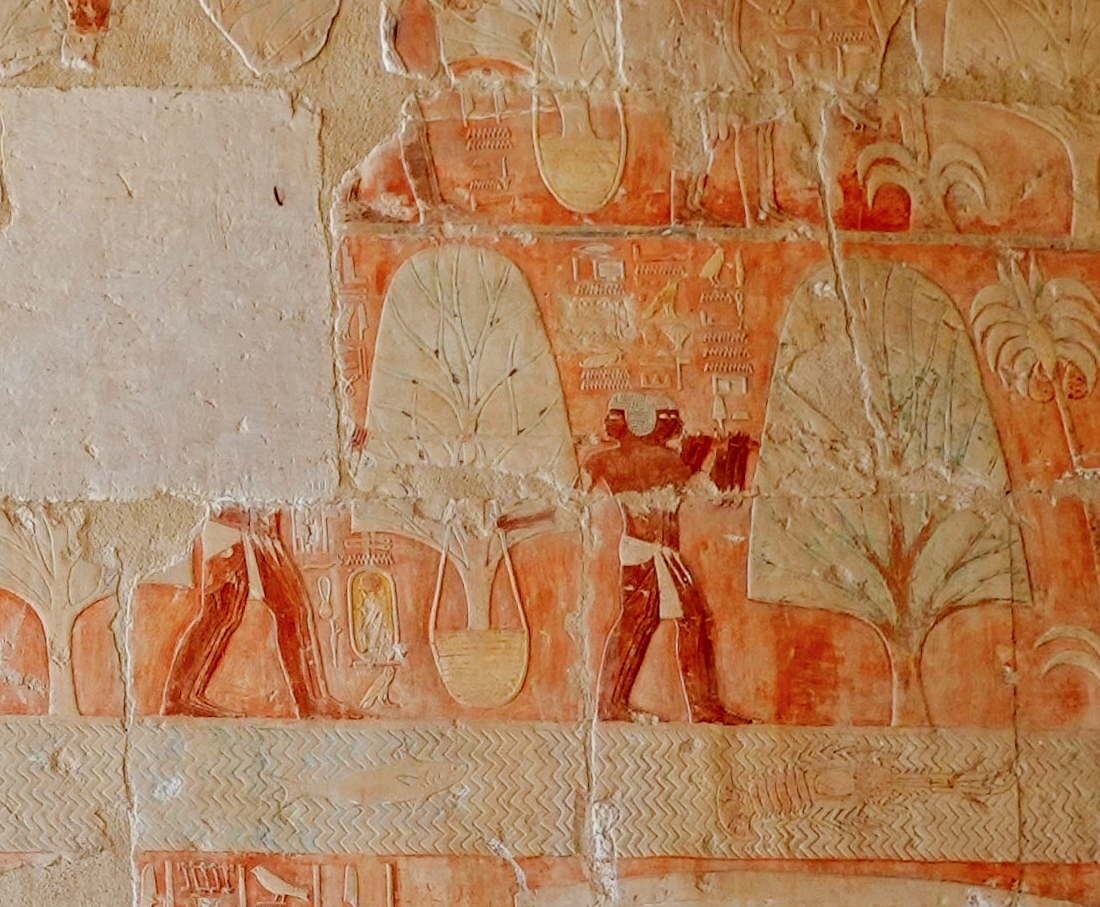
Transport des arbres à encens. Bas-relief de l’expédition au pays de Pount. Temple funéraire d'Hatchepsout Deir el-Bahari
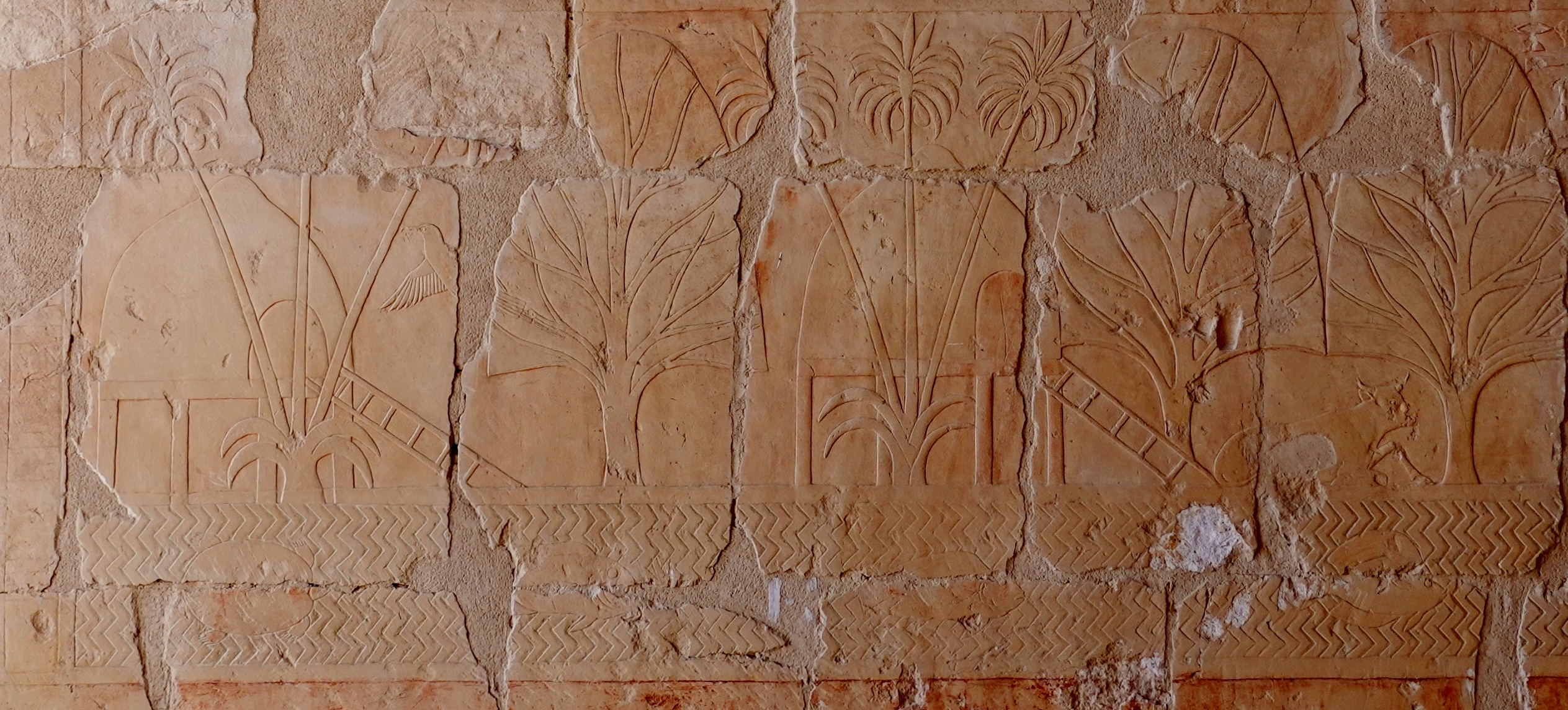
Bas-relief de l'expédition au pays de Pount : habitat, faune et flore du pays. Deir el-Bahari

La décoration des temples reflète l'esprit belliqueux des souverains de cette période. Nombreuses sont les scènes de massacres des ennemis comme celle représentant Thoutmôsis III, en vainqueur, sur un pylône du temple de Karnak. Les vaincus et les étrangers se distinguent par une image qui leur est propre : très souvent vus de face, alors que l'égyptien est toujours représenté de profil, ils portent souvent la barbe alors que celle-ci est très rare en Égypte. Quant au vainqueur il est représenté par convention en pleine action, jambes largement écartées, tendues, le corps porté vers l'avant, souriant.

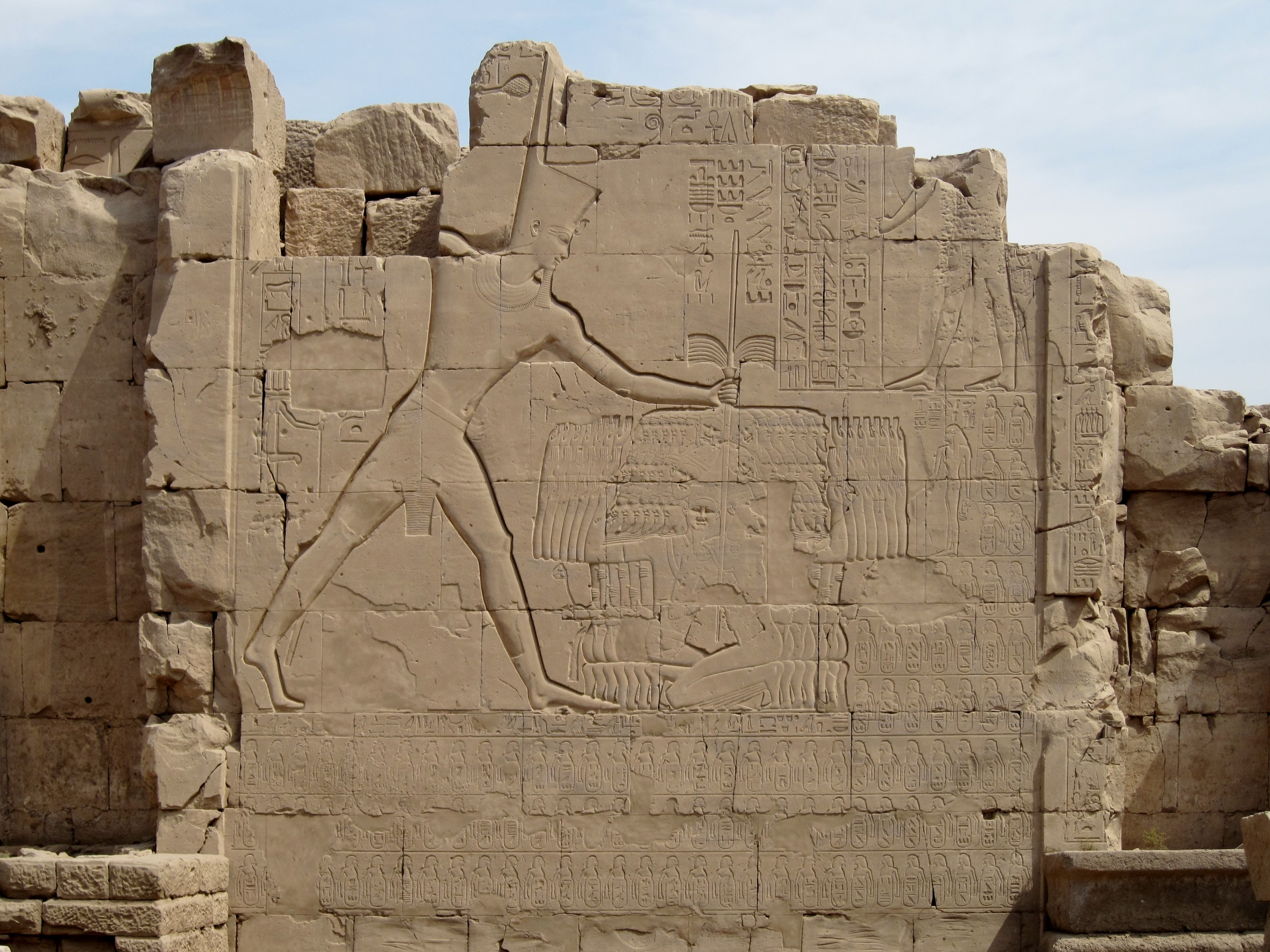
Thoutmôsis III, vainqueur au Levant. Ensemble du relief du pylône
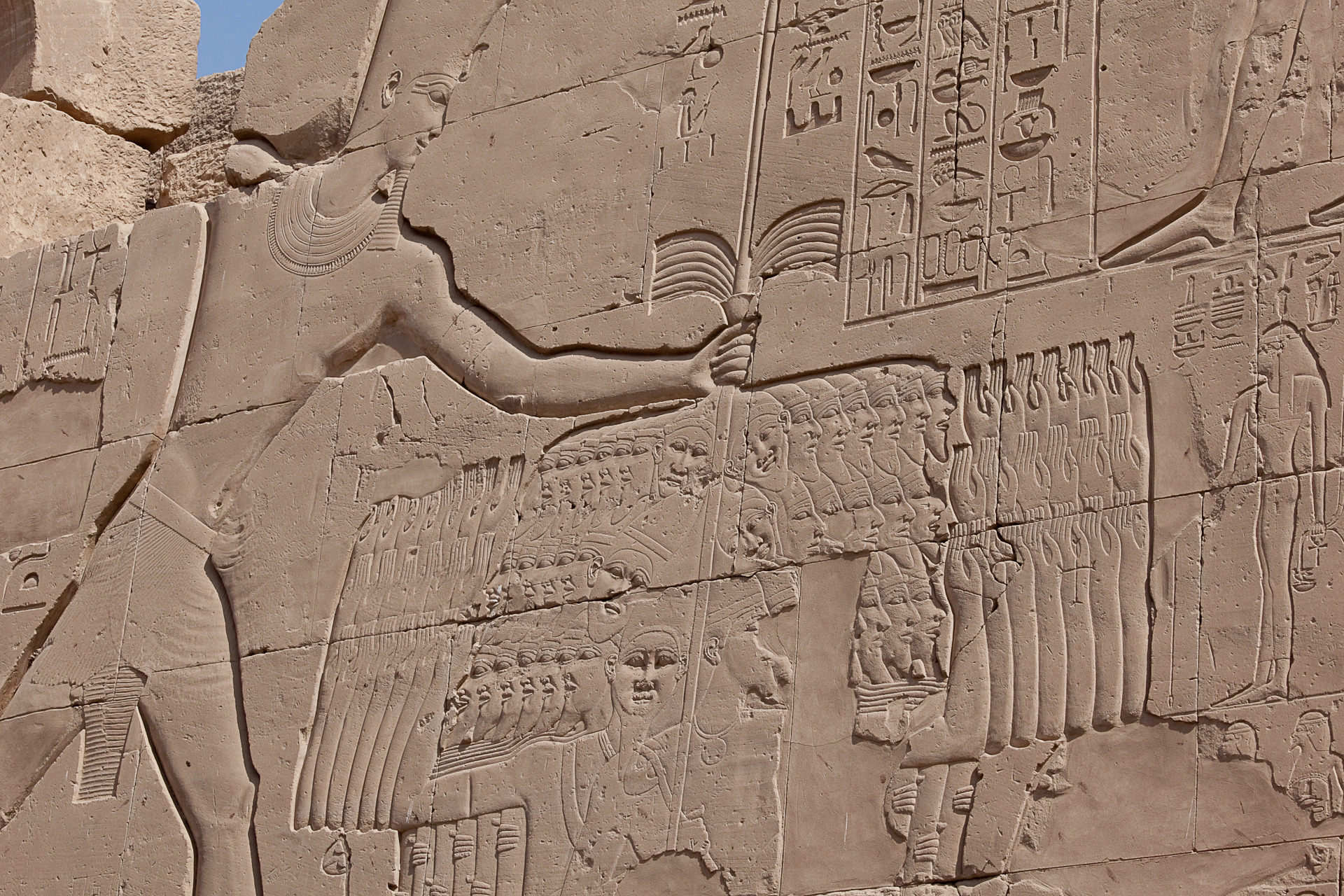
Thoutmôsis III en vainqueur au Levant. Relief du 7e pylône temple de Karnak
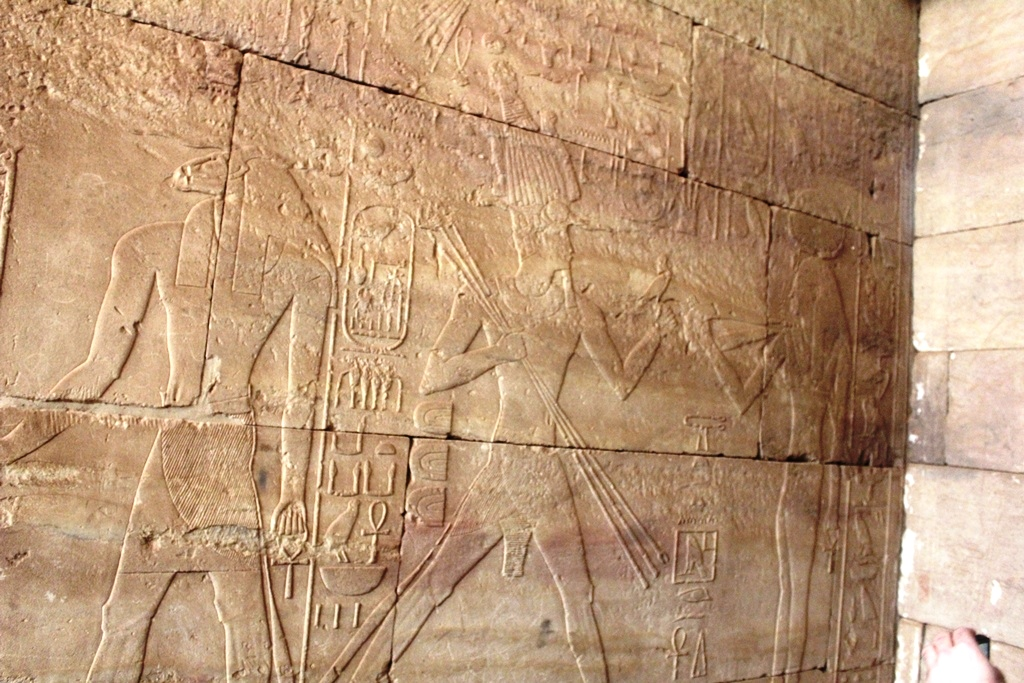
Thoutmôsis III en vainqueur en Nubie. Temple de Koumma (Nubie). Musée national du Soudan

### L'image de l'élite
Hatchepsout et Thoutmôsis III ont laissé d'eux une série de portraits royaux, sculptés, où ils apparaissent d'une beauté idéale, très jeunes, sans l'ombre d'une marque de l'âge. Les portraits de l'Ancien Empire n'hésitaient pas à présenter le souverain dans la force de la maturité (Khéphren, Mykérinos). Au cours du Moyen Empire, un souverain comme Sésostris III a laissé de nombreux portraits, contrastés, ceux d'un homme jeune et énergique, ou bien d'un homme assez âgé, digne et autoritaire, dans la puissante héritée avec l'âge. Toutes les images du roi Thoutmôsis III, qui a régné apparemment cinquante-quatre ans, ne montrent aucune marque du temps sur son corps. Dans la statue du musée de Louxor, la perfection du modelé du corps atteint une forme de « grâce efféminée ». La matière choisie, le grauwacke, permettant un modelé très doux. De toute évidence, l'artiste crée des variations sur un prototype du souverain jeune, quel que soit l'âge du prince au moment de la commande.

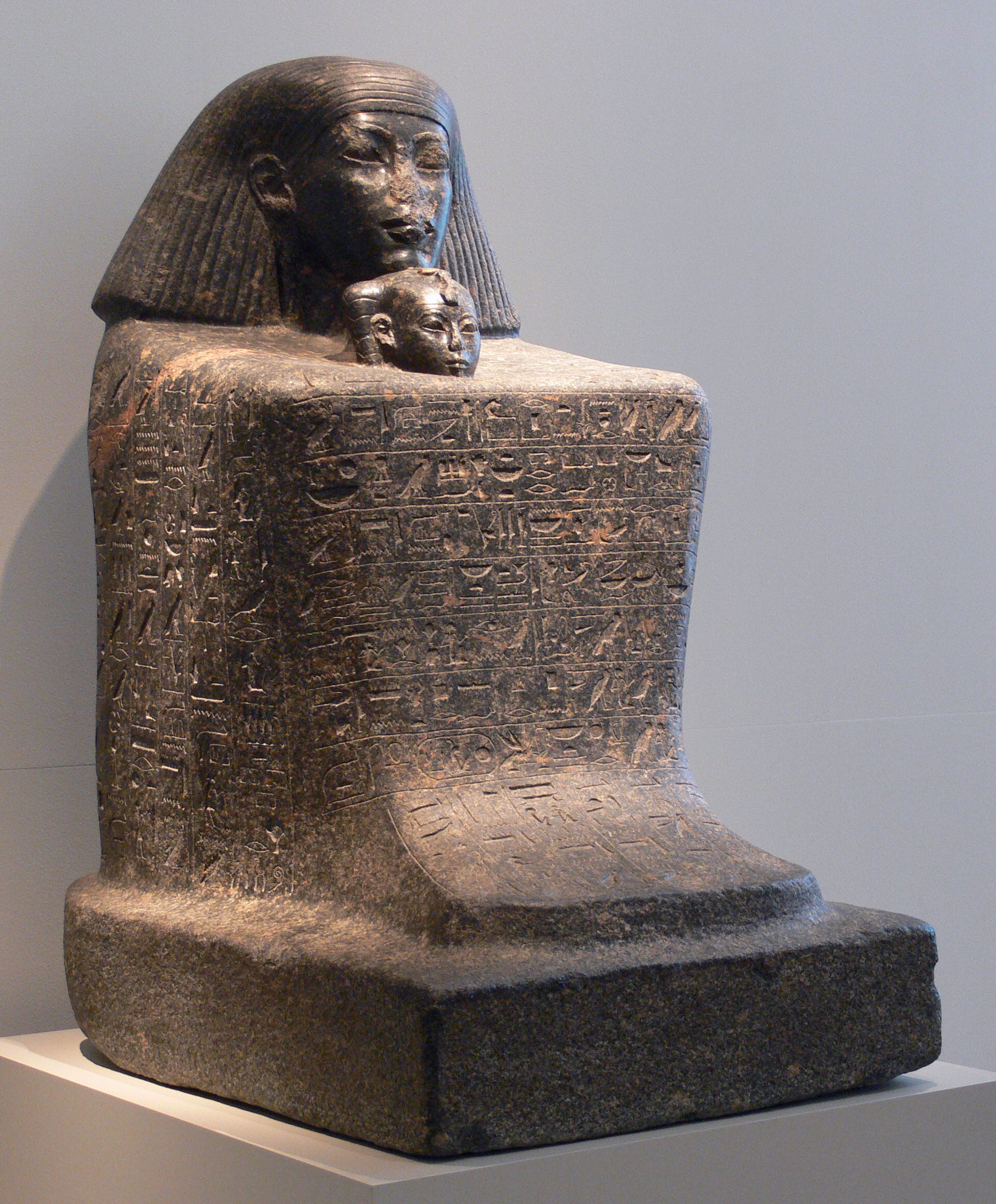
Statue cube de Sénènmout et la princesse Néférourê. Règne d'Hatchepsout, v. 1475. Musée égyptien de Berlin[11].
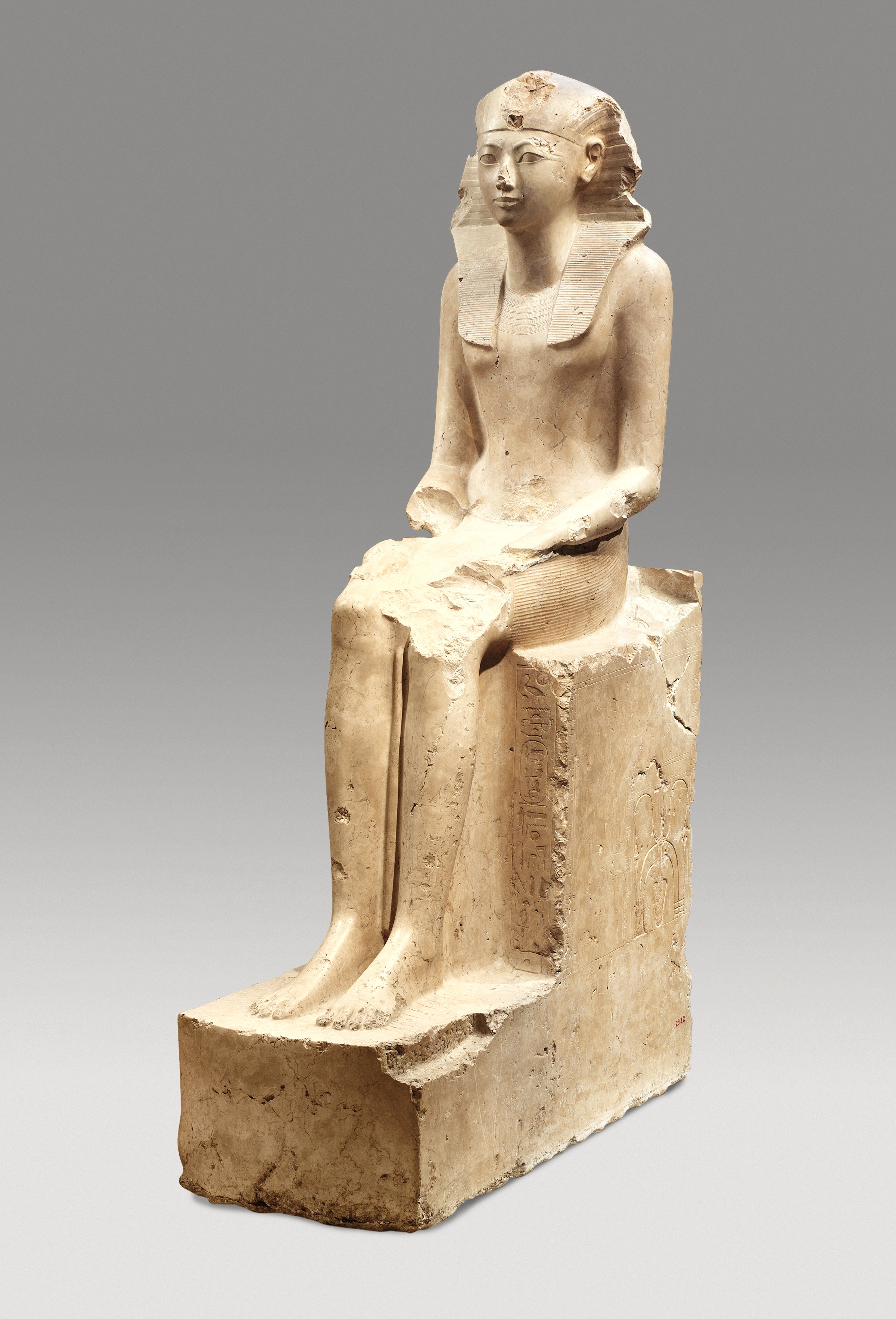
Hatchepsout / Deir el-Bahari Calcaire cristallin H. 195 cm. Met
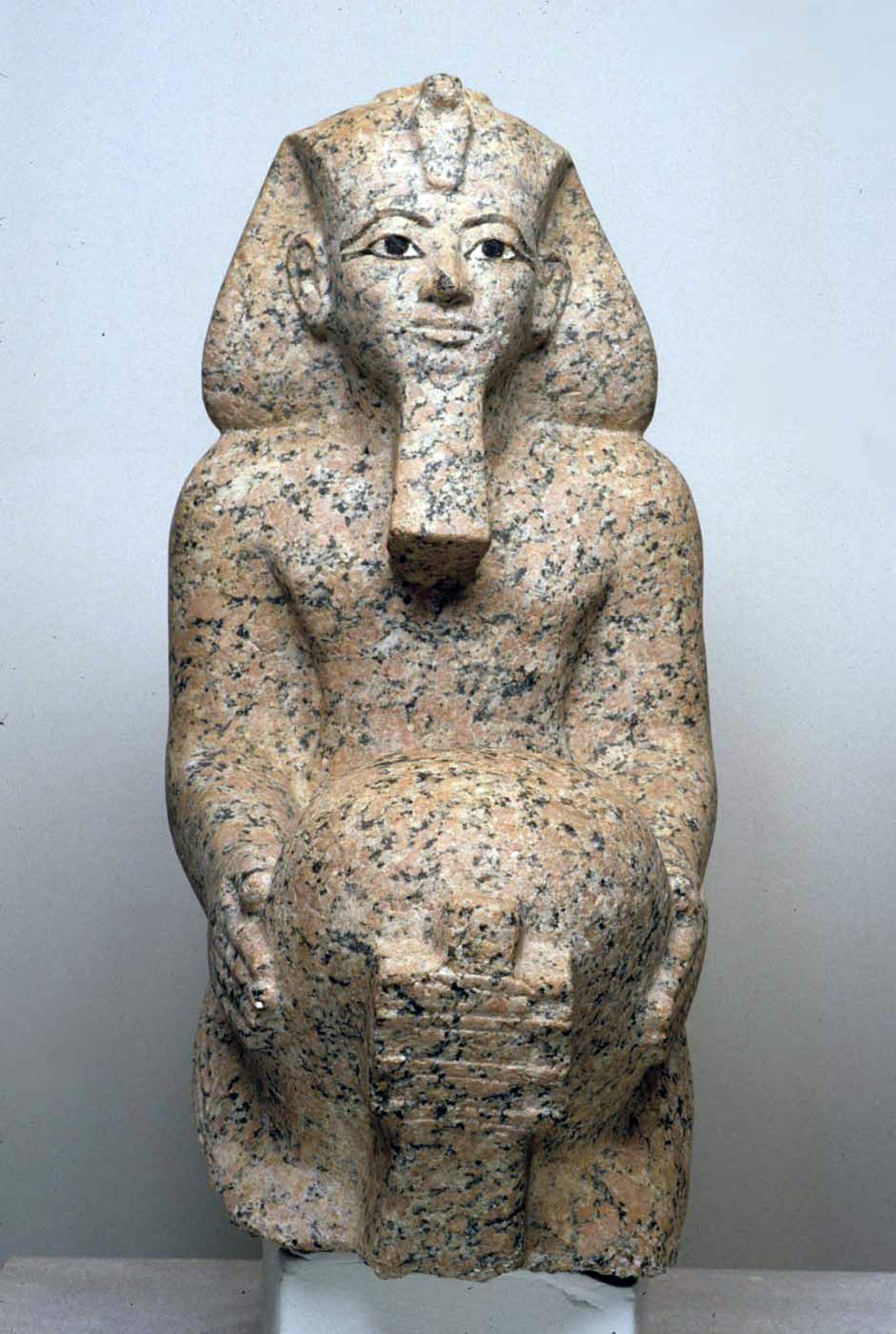
Hatchepsout agenouillée Granit, peinture. H. 61,6 cm. Met
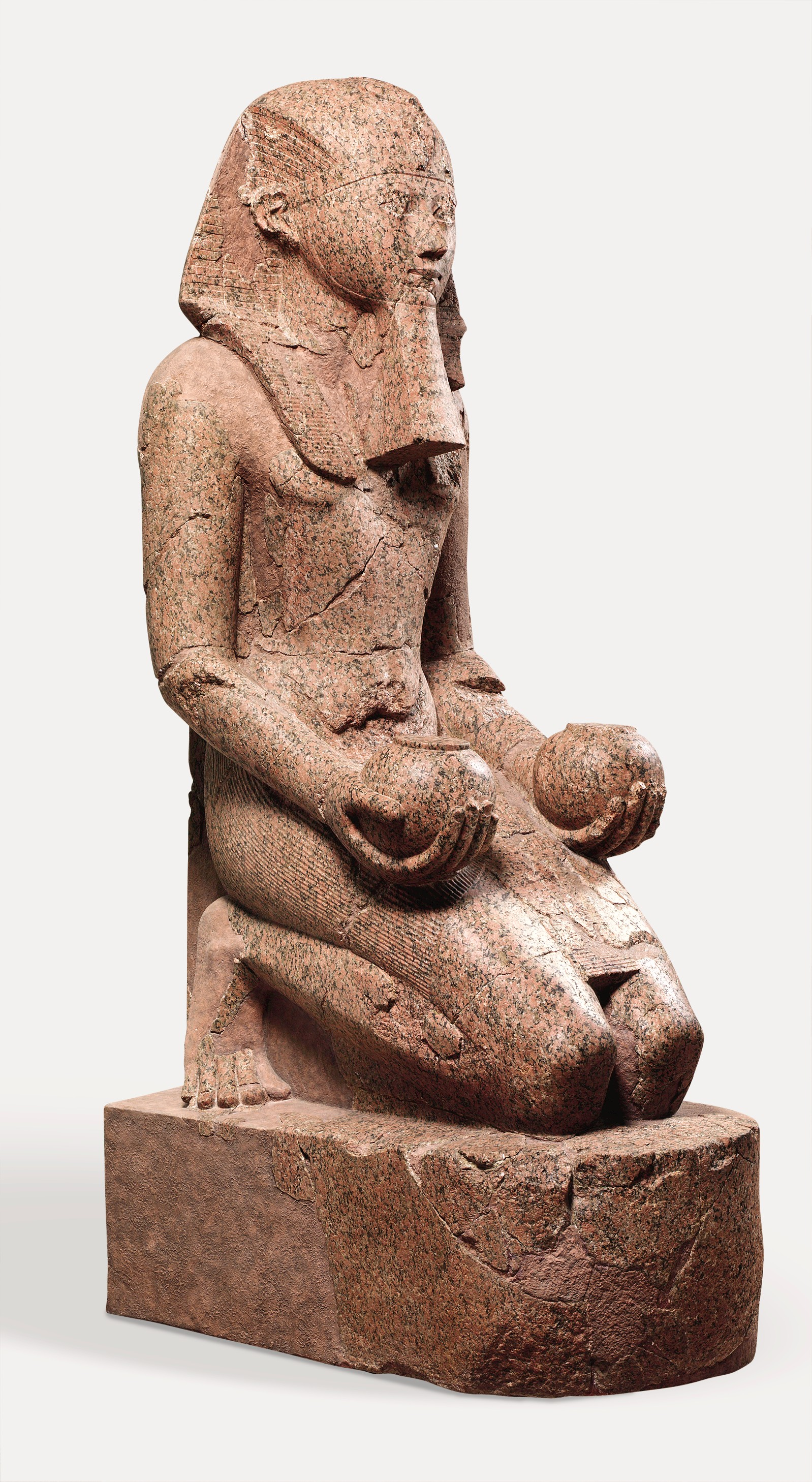
Hatchepsout agenouillée Granit rose. H. 259 cm. Met
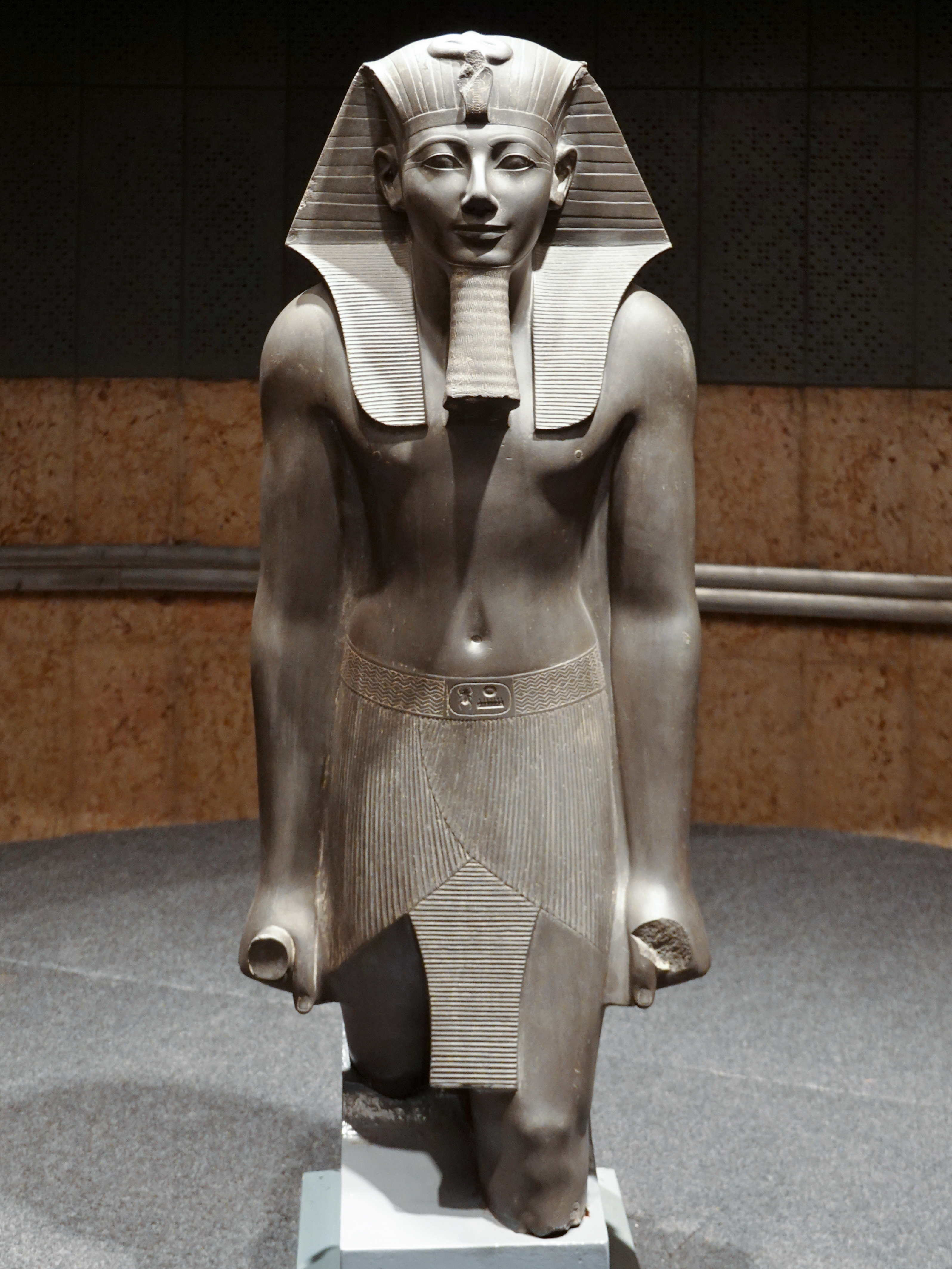
Portrait de Thoutmôsis III. Grauwacke règne : 1479(?)-1425(?) Musée de Louxor
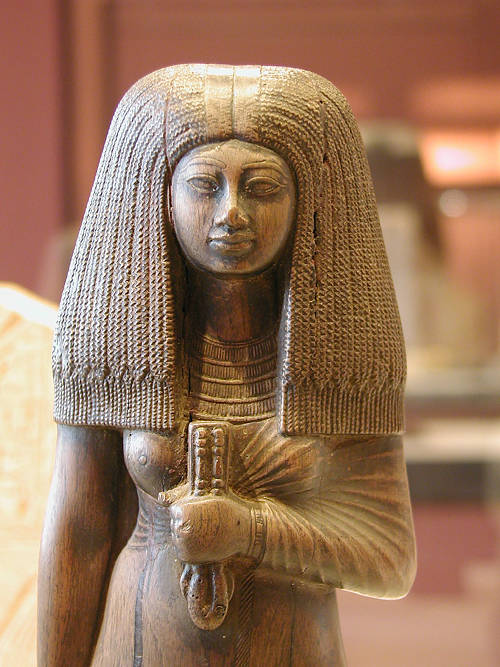
Dame Touy, Règne d'Amenhotep III, v. 1411-1352 Louvre[12].
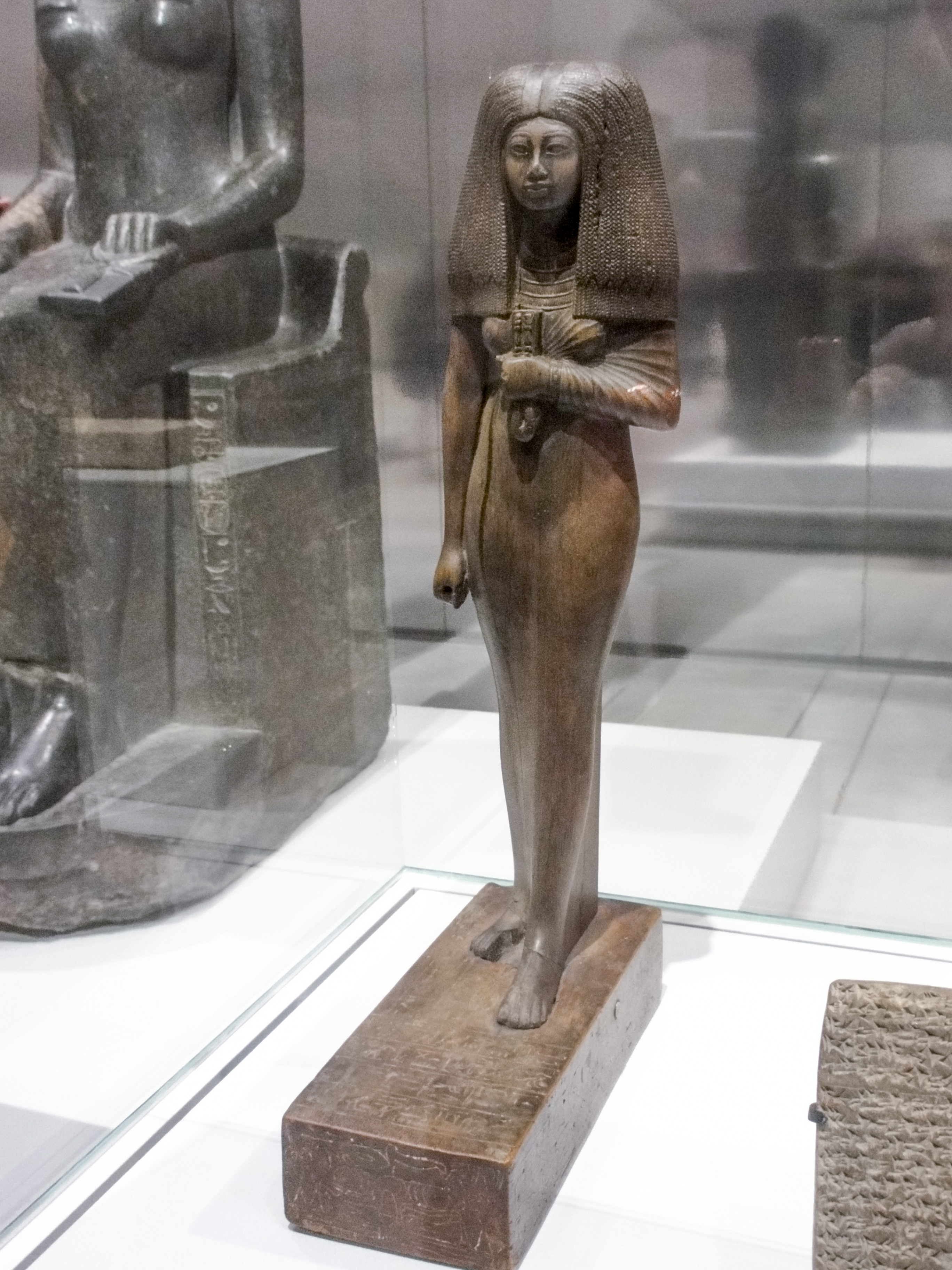
Dame Touy. Bois de grenadille d'Afrique H. 33,4 cm Louvre

Si l'usage, pour les dames de l'élite, était de porter une perruque, sa forme a pu être soumise à une « mode » qui accompagnait des variations dans les  représentations sociales du corps féminin. Ainsi, la perruque enveloppante avec Amenhotep II, prit un aspect plus arrondi avec son successeur, tandis qu'une robe plus longue soulignait les courbes du corps féminin. La célèbre statuette dite « de Néfertiti » révèle des courbes typiques de la famille royale sous Amenhotep IV, avec un drapé moulant et quasi transparent qui montre néanmoins la permanence du vêtement que portait dame Thouy, environ cent-cinquante ans plus tôt.

### Dessin, peinture et bas-relief
C'est l'apogée de l'art du dessin : les centaines de tombes, en particulier celles qui se trouvent sur la rive occidentale de Thèbes, dans la vallée des Rois.
Dans le tombeau de Thoutmôsis III, la chambre mortuaire, dont le plan rectangulaire aux angles fortement arrondis reprend la forme d'un cartouche, offre, le long des parois, le fac-similé d'un papyrus déroulé du Livre de l'Amdouat, aux angles arrondis, lui aussi. Le style employé pour le dessin est entièrement linéaire et schématique. Ce qui amène à des solutions singulières, comme pour la représentation du roi, seulement reconnaissable à l'uræus et au texte « Menkeperrê tête sa mère Isis » ; en effet le roi renouvelle les forces de son éternelle jeunesse dans cet acte où il s'abreuve au sein, tout en s'agrippant au bras de la déesse, incarnée sous la forme du sycomore.

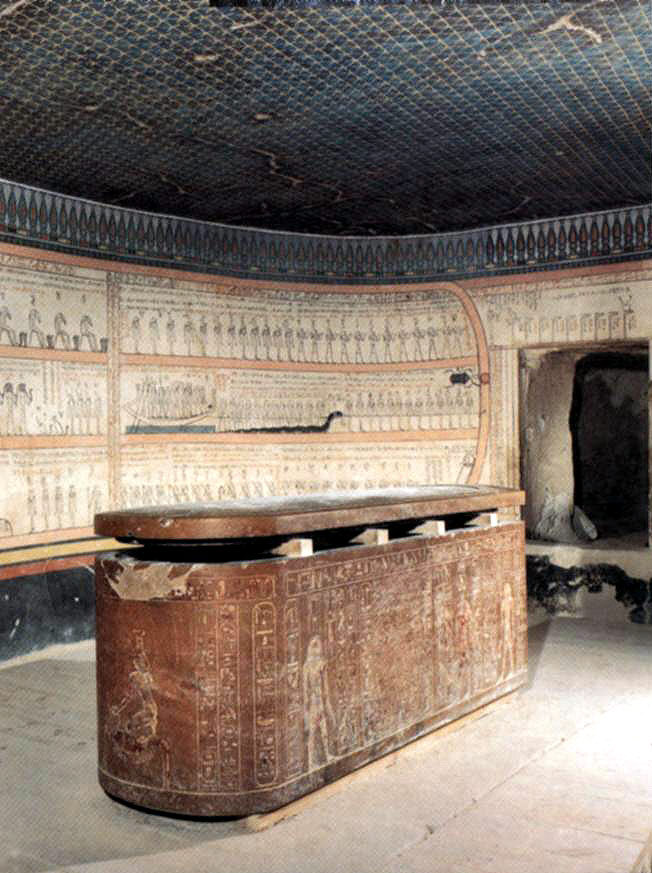
Livre de l'Amdouat (mural). Chambre mortuaire de Thoutmôsis III (KV34, vallée des Rois)
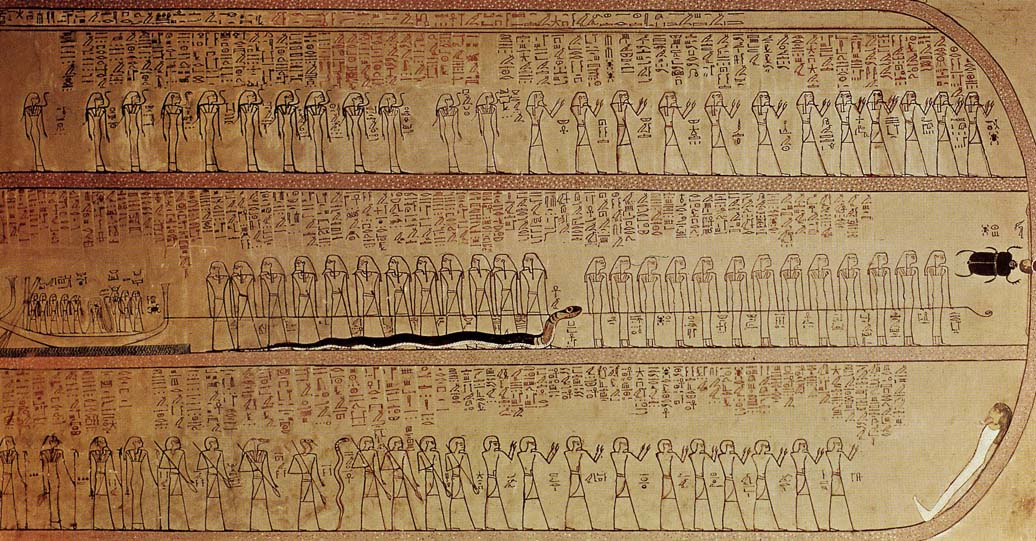
La Douât. Livre de l'Amdouat. Chambre mortuaire de Thoutmôsis III(KV34, vallée des Rois)
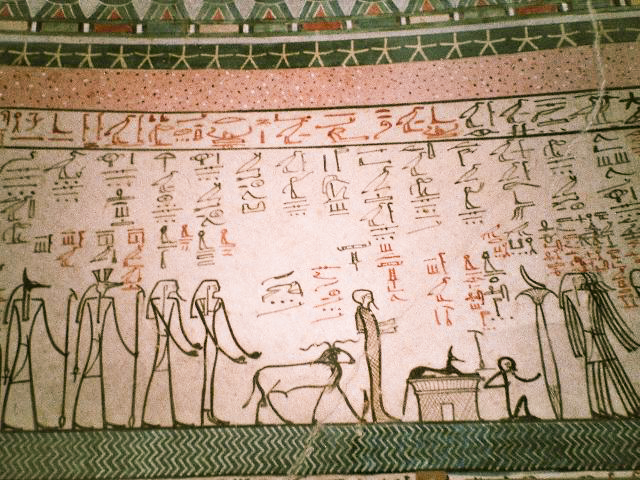
Dessins schématisés de la chambre mortuaire de Thoutmôsis III
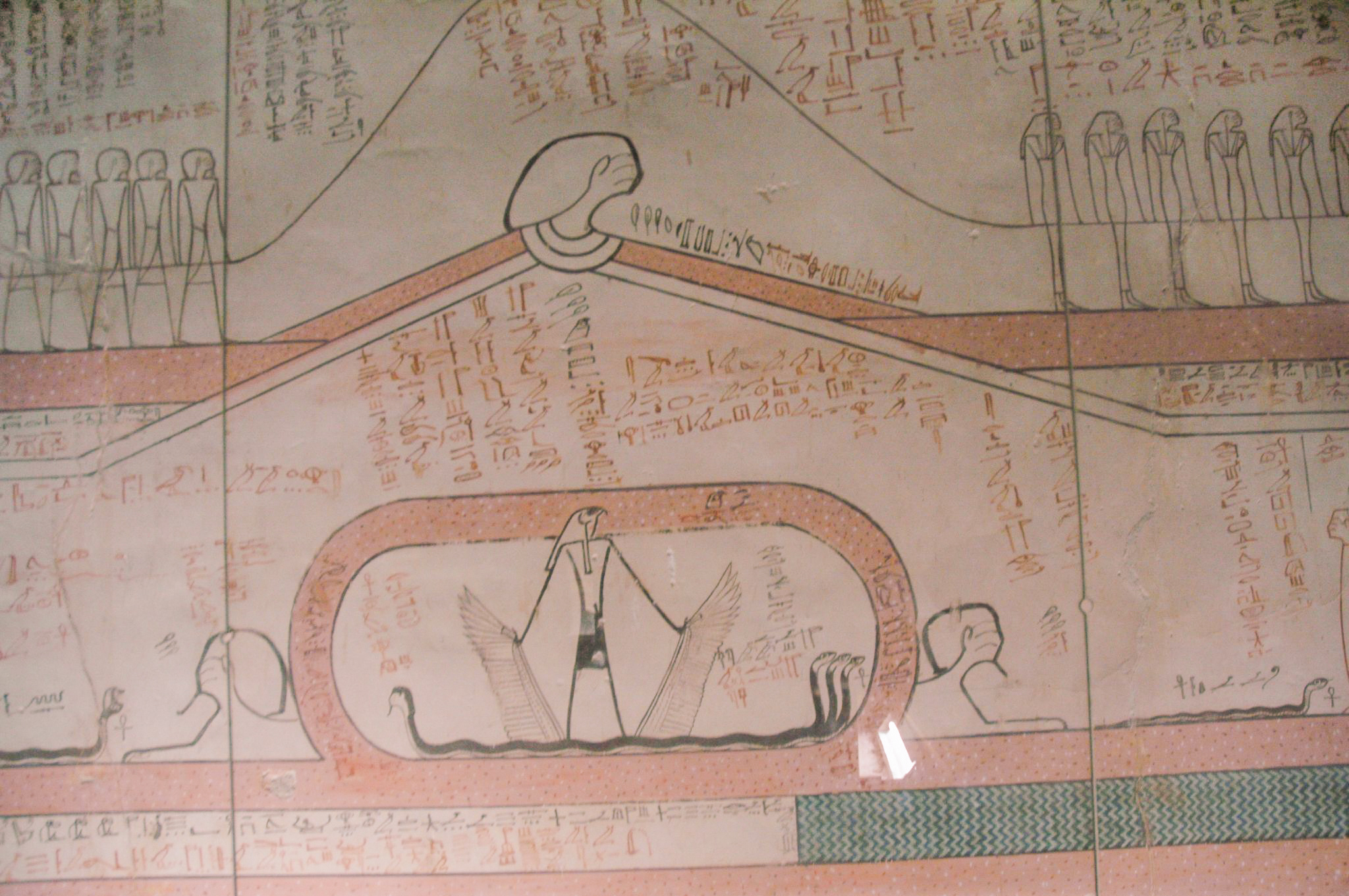
« Isis-colline » protégeant la crypte de Sokaris. Chambre mortuaire de Thoutmôsis III (KV34)
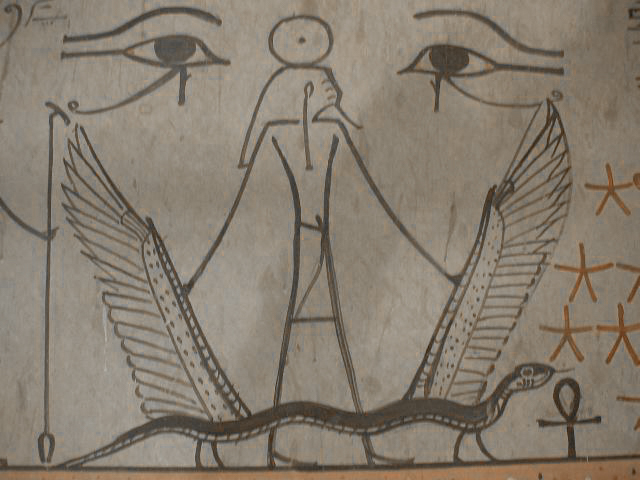
Sokaris, Tombe de Thoutmôsis III (KV34, vallée des Rois)
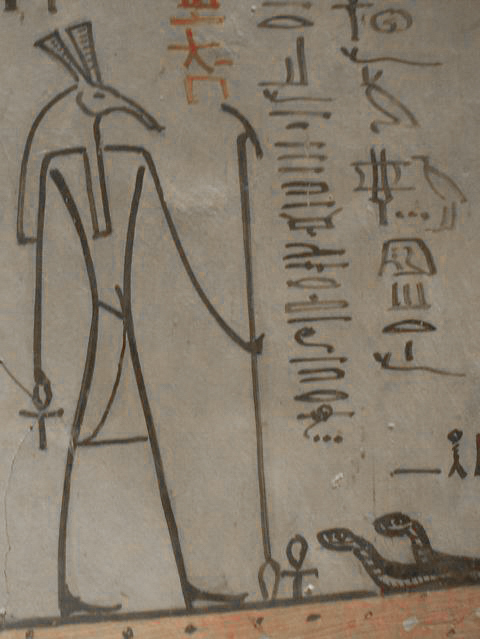
Seth. Tombe de Thoutmôsis III (KV34, vallée des Rois)
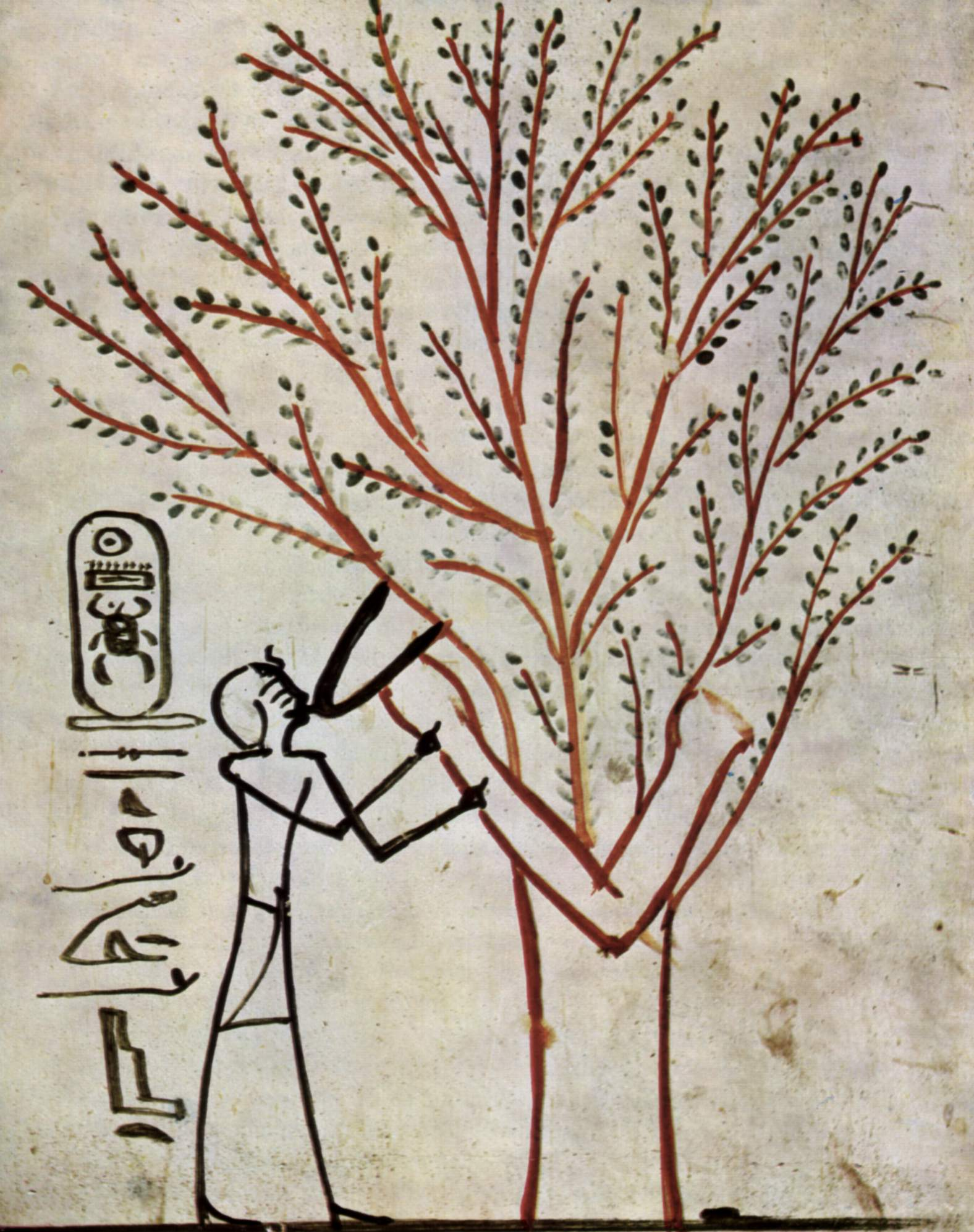
« Isis-arbre » dispensant son lait d'immortalité à Thoutmôsis III. Pilier de la tombe

Ce tombeau de Thoutmôsis III illustre parfaitement la maîtrise de l'élite des scribes, qui tracent d'un geste sûr directement sur le mur comme sur un papyrus. Le décor a été programmé pour être réalisé avec cette seule technique. Mais lorsque l'on décide de faire appel à d'autres moyens, qu'il s'agisse de peinture, réalisée par des coloristes, ou s'il s'agit de bas-relief, pour lesquels ce sont des sculpteurs qui interviennent, la méthode se concrétise en plusieurs étapes. La tombe d'Horemheb en est un témoin exceptionnel. Ce pharaon s'employa à rétablir les structures étatiques et religieuses qui régissaient le pays juste avant le schisme d'Amenhotep IV. La décoration n'est pas achevée, ce qui nous offre l'occasion de découvrir le processus suspendu à différentes étapes de la réalisation. C'était la première fois qu'un bas-relief peint allait remplacer le simple enduit peint traditionnel. Une ébauche en rouge est tracée sur la grille des proportions qui situent les différentes parties du programme. Puis vient un dessin au pinceau noir, précis et ferme, qui remplace et corrige le précédent. Enfin les sculpteurs viennent dégager les motifs au ciseau.
Cette époque nous a préservé aussi, sur ostraca (éclats de calcaire, pour la plupart) quelques dessins, parfois tracés d'un pinceau d'une justesse étonnante, se jouant des difficultés. C'est cette jeune acrobate, en train de réaliser une pirouette, et aux membres très fins encadrent la belle masse des cheveux tressés. C'est aussi ce portrait de Ramsès VI, dont le trait définitif, noir, redouble vers l'extérieur le premier tracé rouge, créant, de ce fait une ébauche de modelé sur la frange du profil.

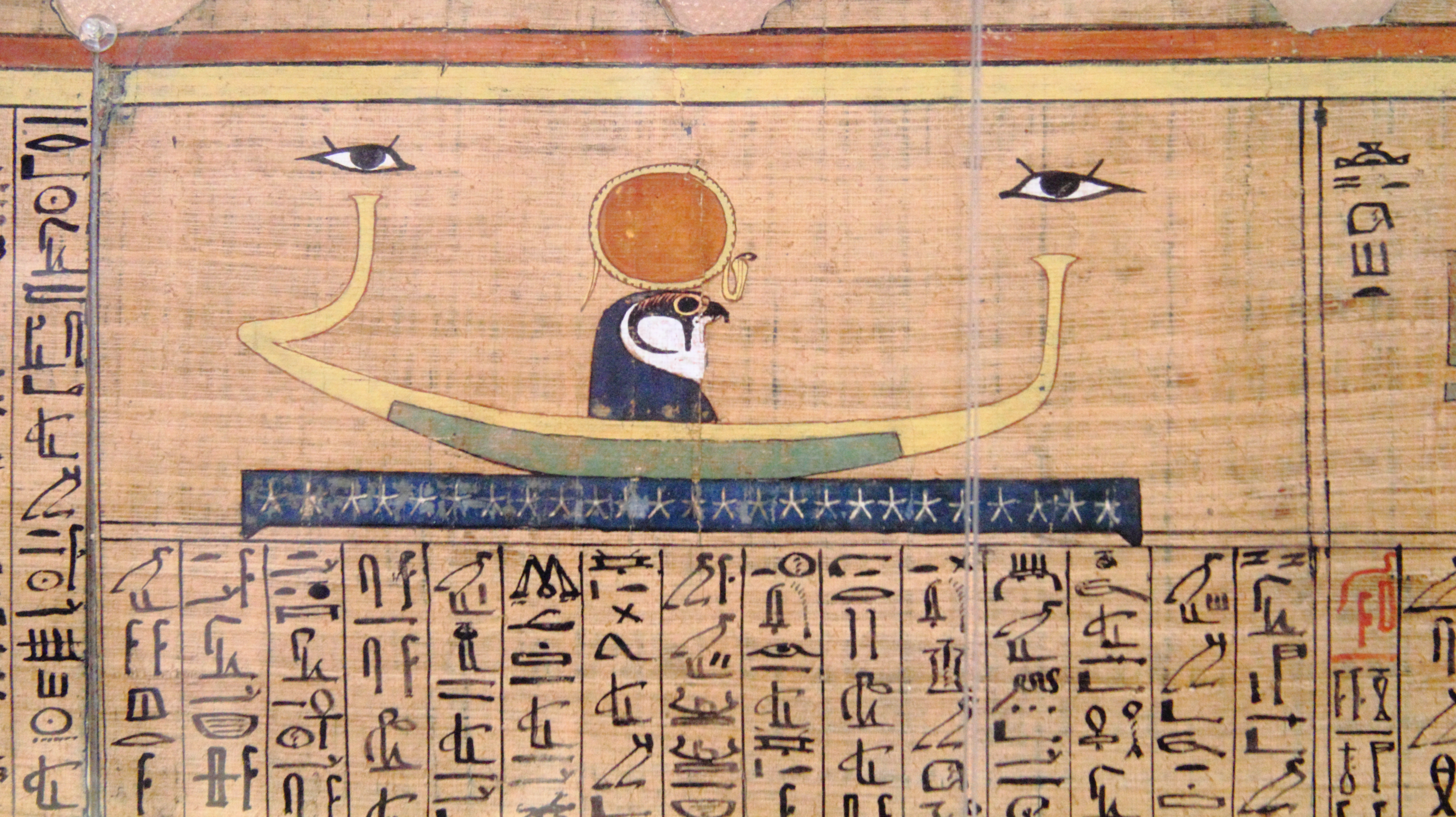
Livre des Morts de Youya, aristocrate du XIVe siècle, 18e dyn. Papyrus. Musée égyptien du Caire
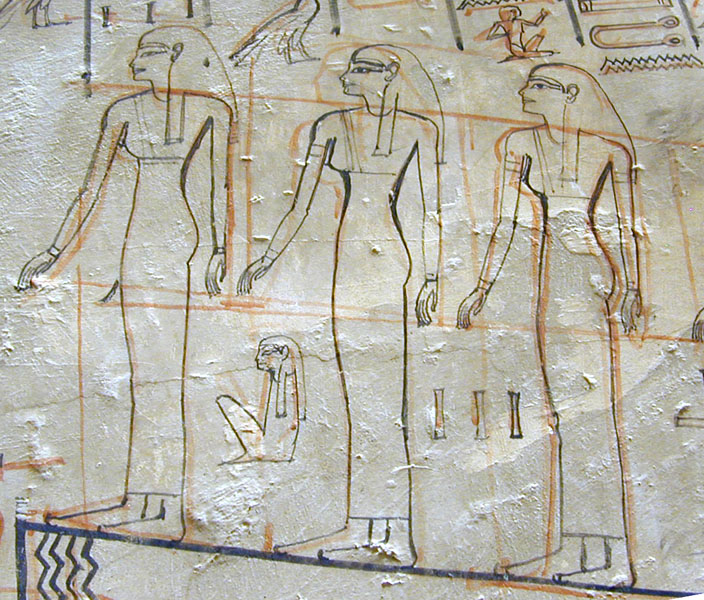
Tombe d'Horemheb, fin XVIIIe dynastie. De l'esquisse au dessin abouti. KV57, vallée des Rois
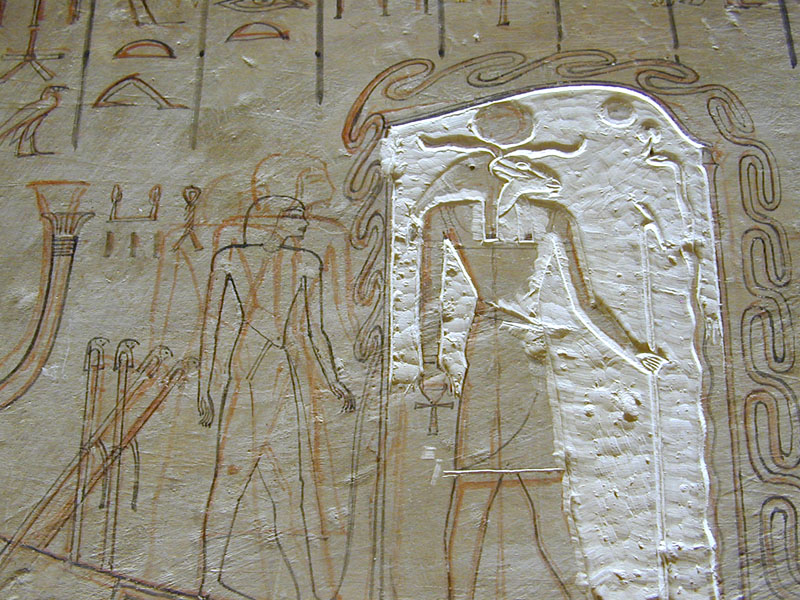
Tombe d'Horemheb, fin XVIIIe dynastie. Du dessin à la sculpture en bas-relief, travail inachevé. KV57, vallée des Rois
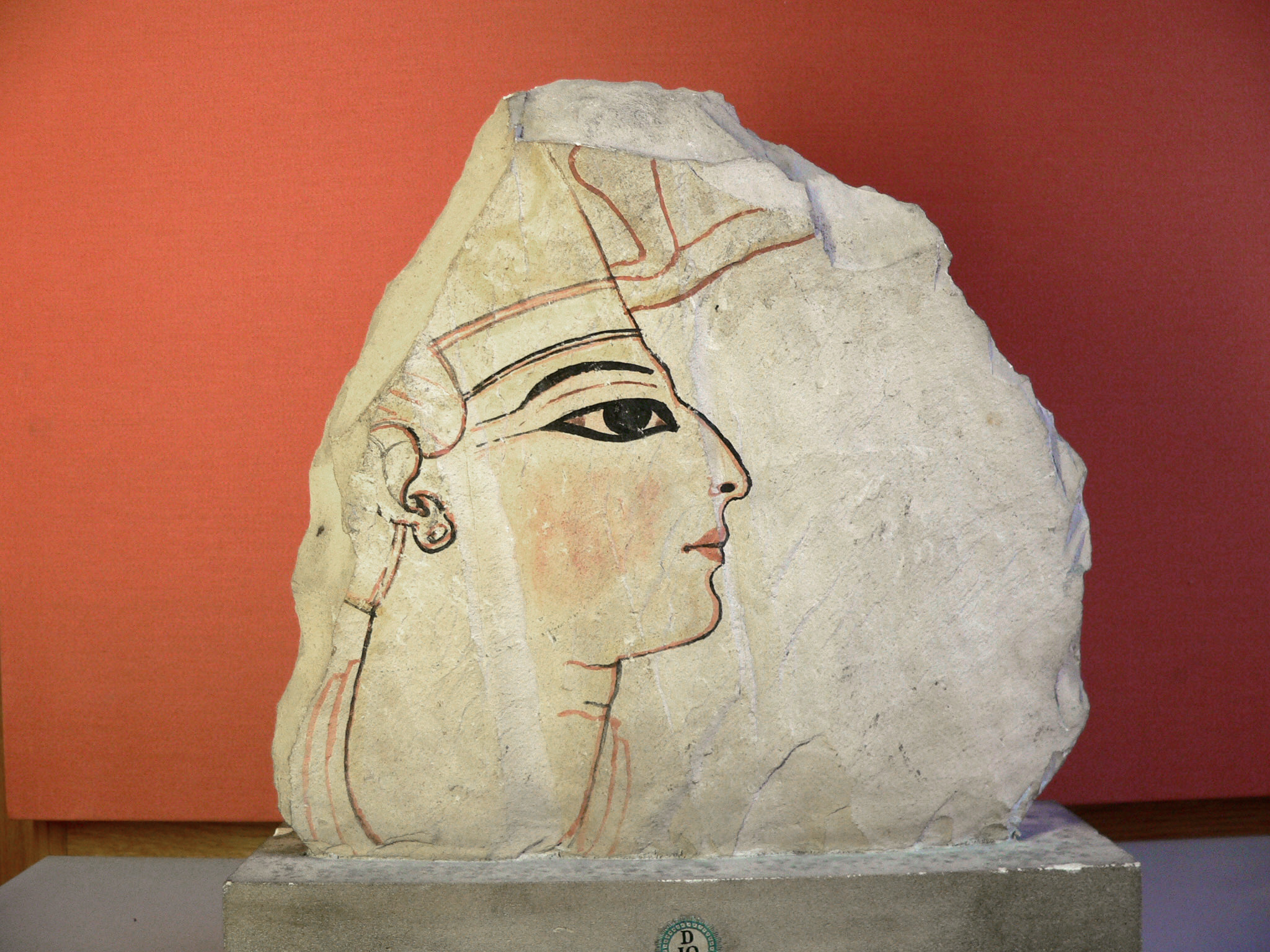
Portrait de Ramsès VI, XXe dynastie. Ostracon, calcaire peint. H. 21,4 cm. Probablement Thèbes. Louvre
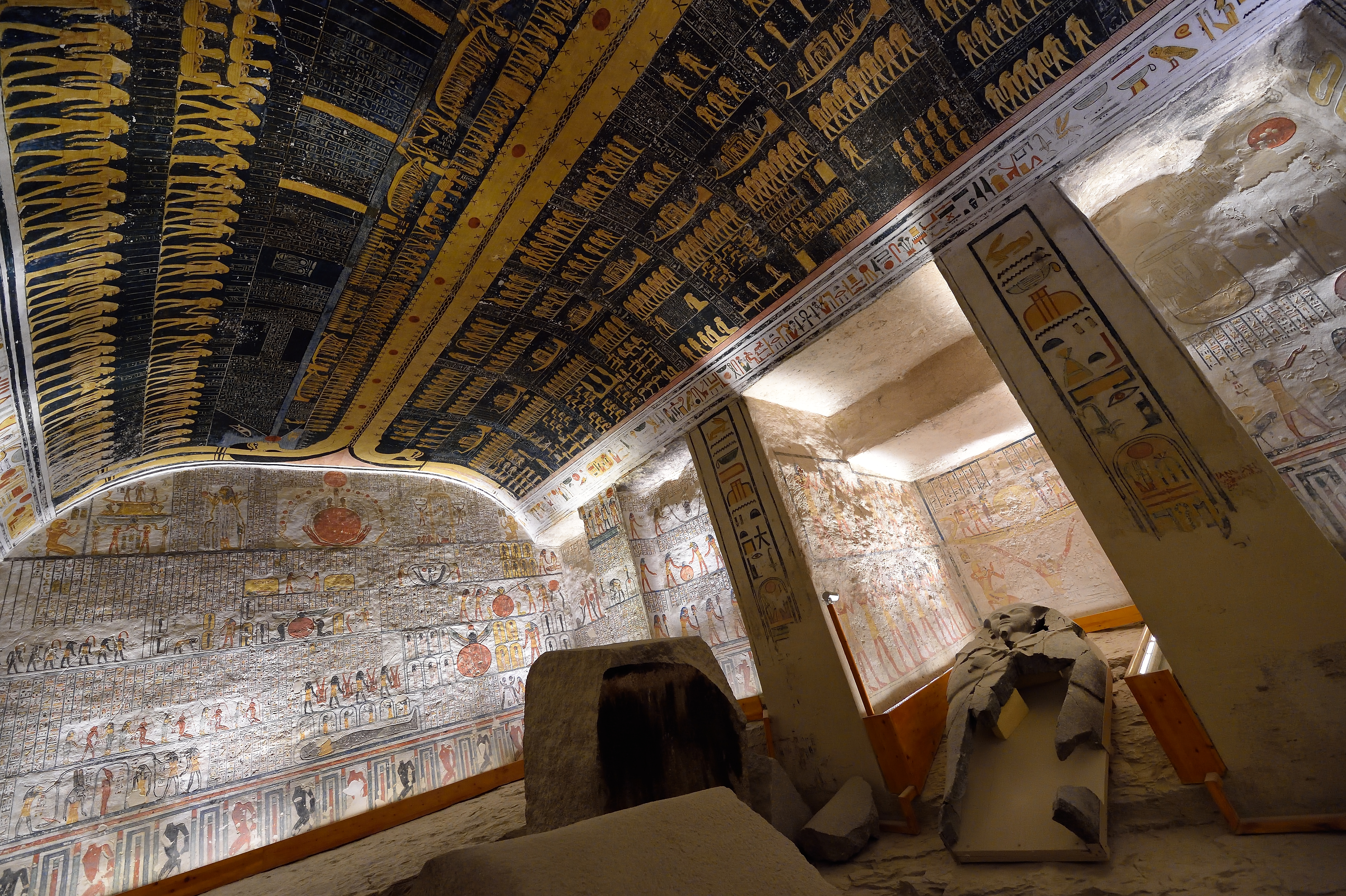
Chambre funéraire de Ramsès VI. Peinture sur enduit. KV9, vallée des Rois
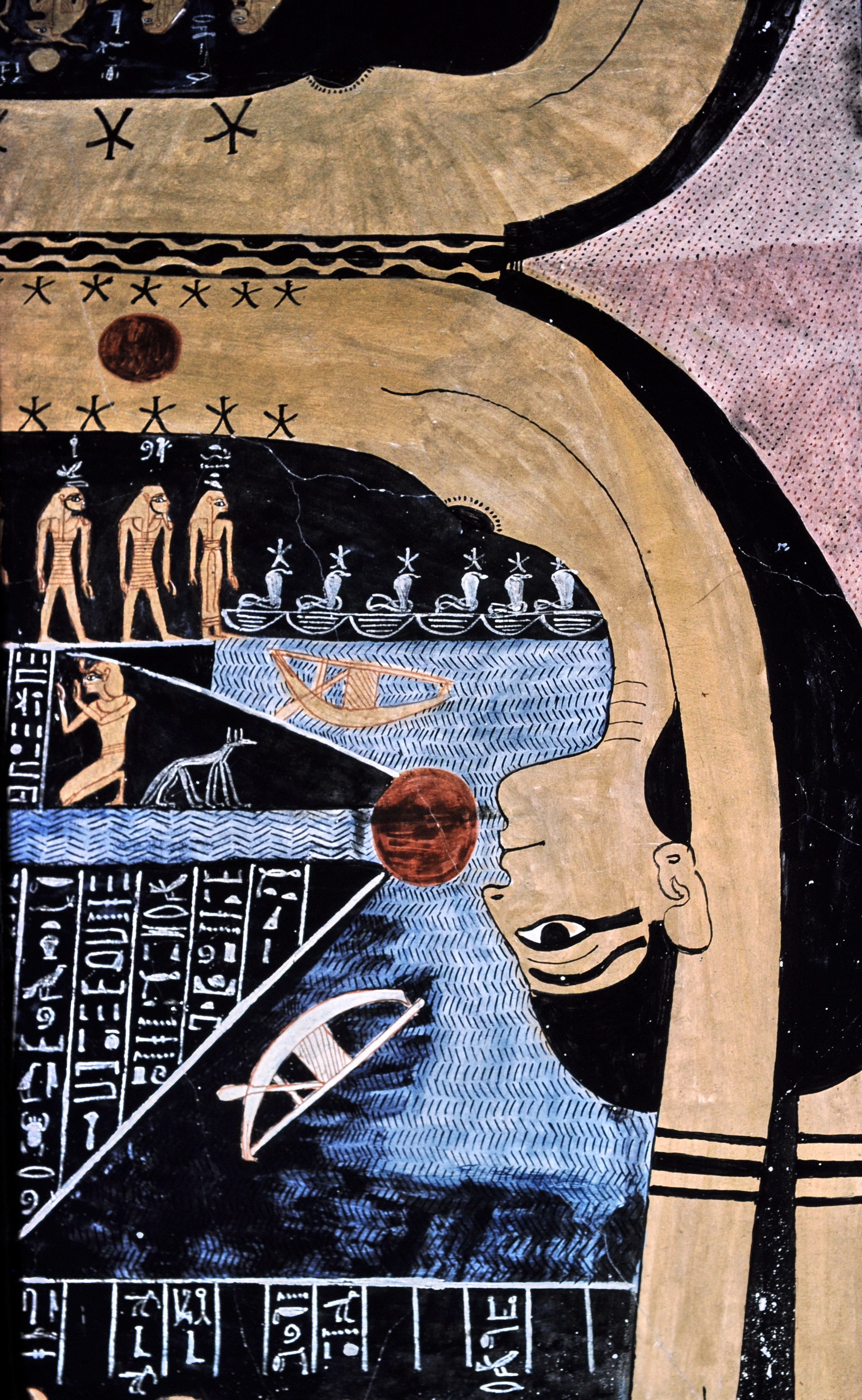
La déesse de la voûte céleste, Nout. Chambre funéraire de Ramsès VI. KV9
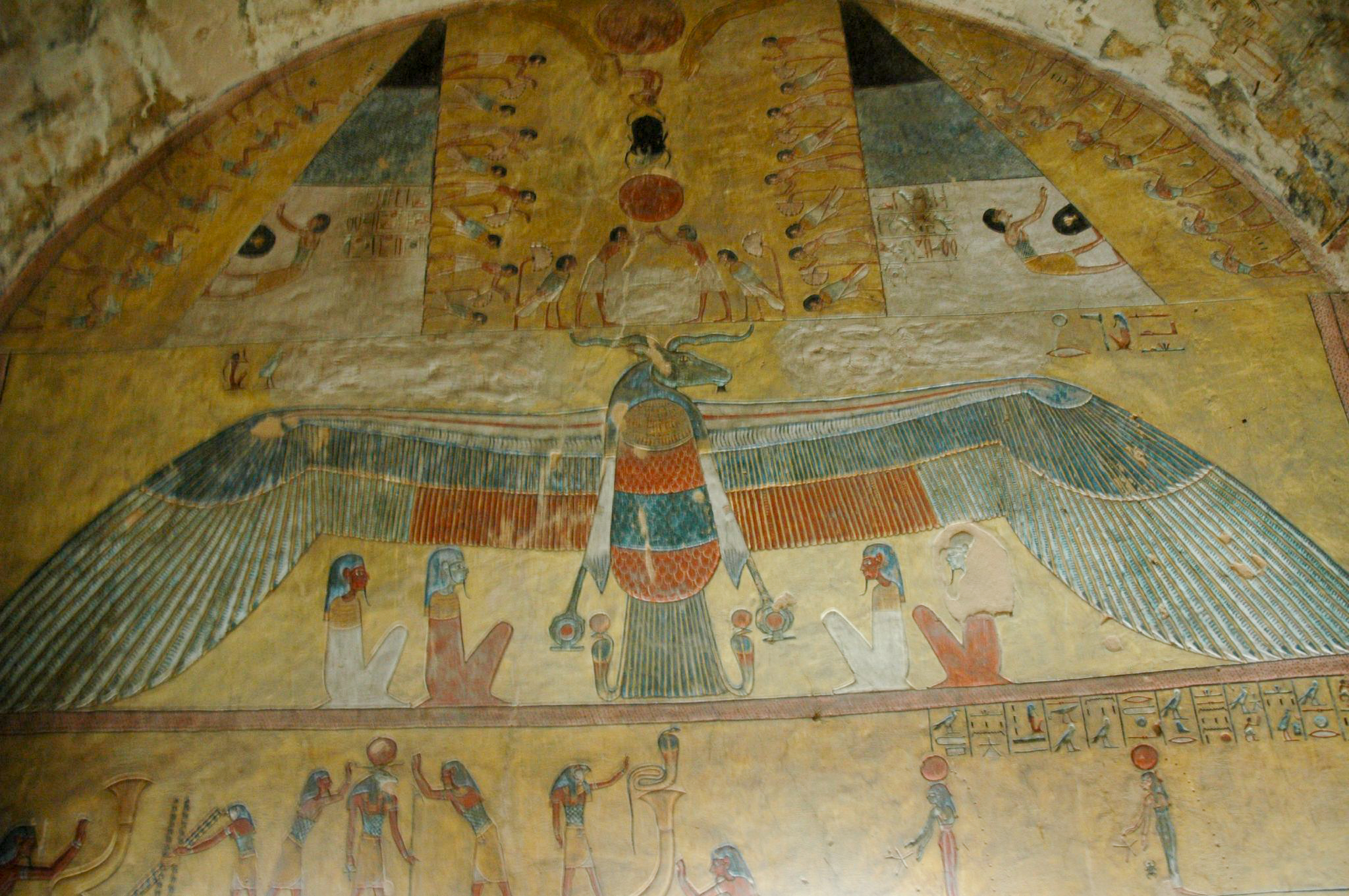
Tombe du roi Sethnakht, premier de la XXe dynastie. Peinture sur enduit. KV14

### Dessins sur ostraca et parodies animalières
Si sur l'ostraca représentant une acrobate faisant une pirouette, le dessinateur a pris le temps de soigner son image, avec un plaisir manifeste, comme une image aboutie, ce type de support permettait des images d'un autre type. Celui qui montre un chat au service d'une souris, d'un dessin encore assez poussé, fonctionne comme l'illustration d'une fable qui devait probablement se transmettre oralement. On en trouve des variantes des XIXe-XXe dynasties. Et ce motif a été repris avec la même ironie sur un mur près de la place Tahrir, au Caire, pendant les évènements insurrectionnels de janvier-février 2011. Il s'agit ici de s'amuser d'une situation inversée, et plus généralement de rire de la vie réelle en en faisant une parodie, triviale, plaisante et satirique. Les animaux le permettaient, comme dans toutes les fables du monde entier. Et ces animaux prennent ainsi la place des hommes avec un sérieux tout à fait comique.
Par ailleurs, l'ostraca était le support idéal pour multiplier les esquisses, essayer une forme et la remanier en toute liberté. Parfois, il semblerait que le dessinateur s'est plu à saisir ou plutôt à se remémorer une scène singulière ou plaisante, observée un instant, comme cette jeune fille qui attise le feu d'un foyer portatif en soufflant dessus. Loin de l'art officiel ce type de dessin « une liberté de style et d'expression propre à l'art éphémère que constituent les ostraca figurés. »

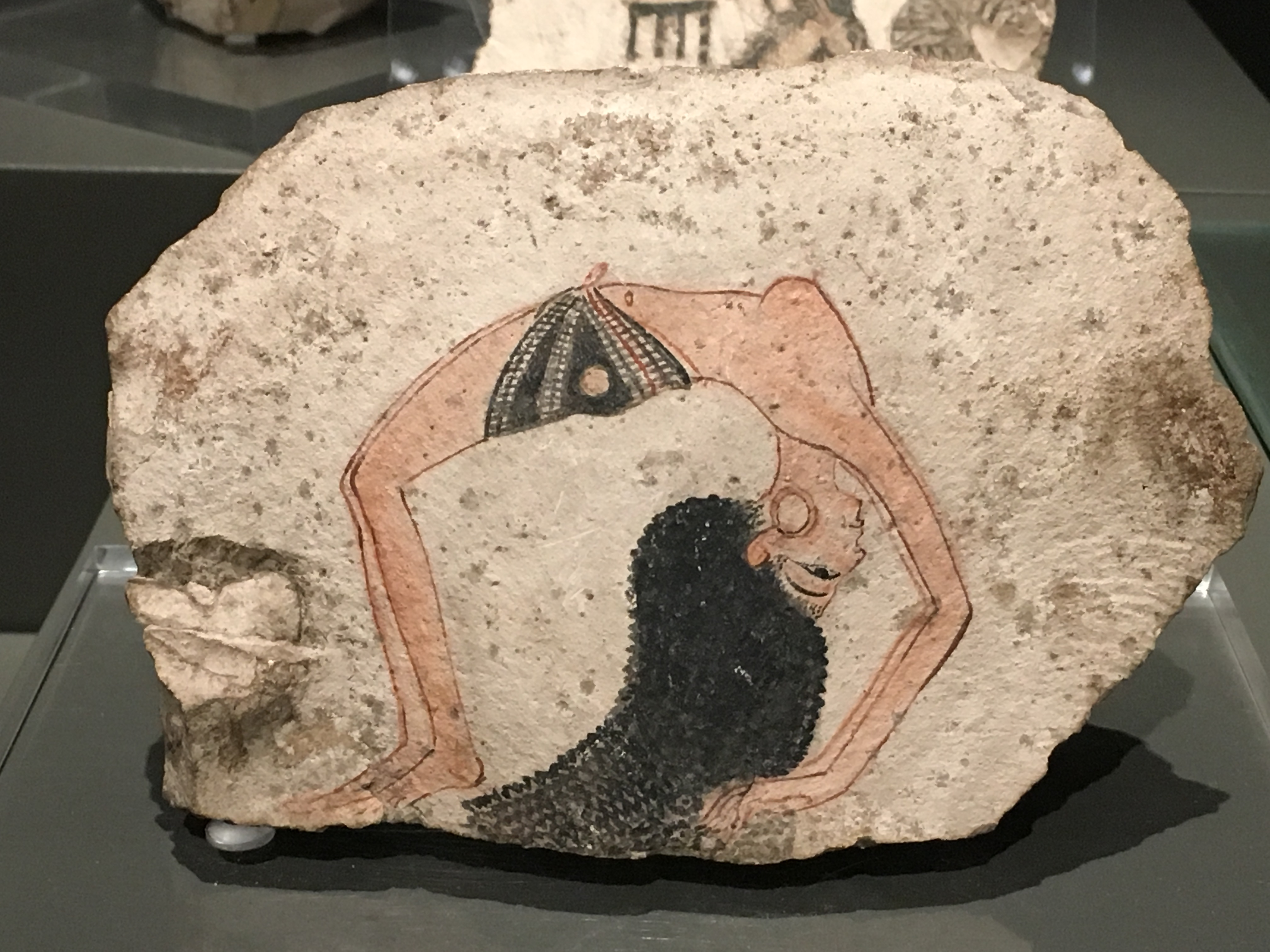
Jeune acrobate faisant une pirouette. Ostracon. Nouvel Empire, XIXe ou XXe dyn. Musée Egizio, Turin
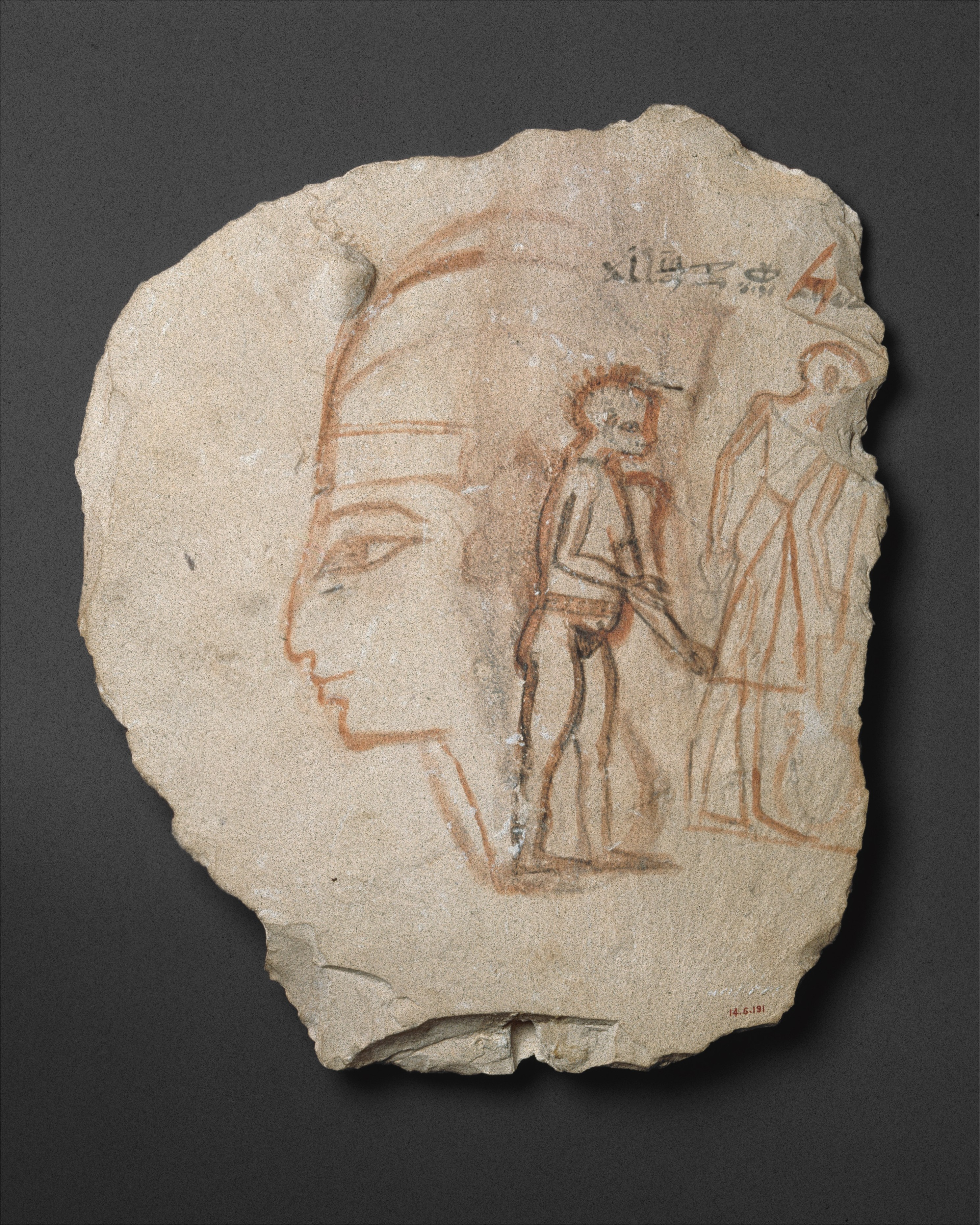
Pharaon, un égyptien ordinaire et une étrangère. Ostracon. Éclat de calcaire. H. 26 cm Met
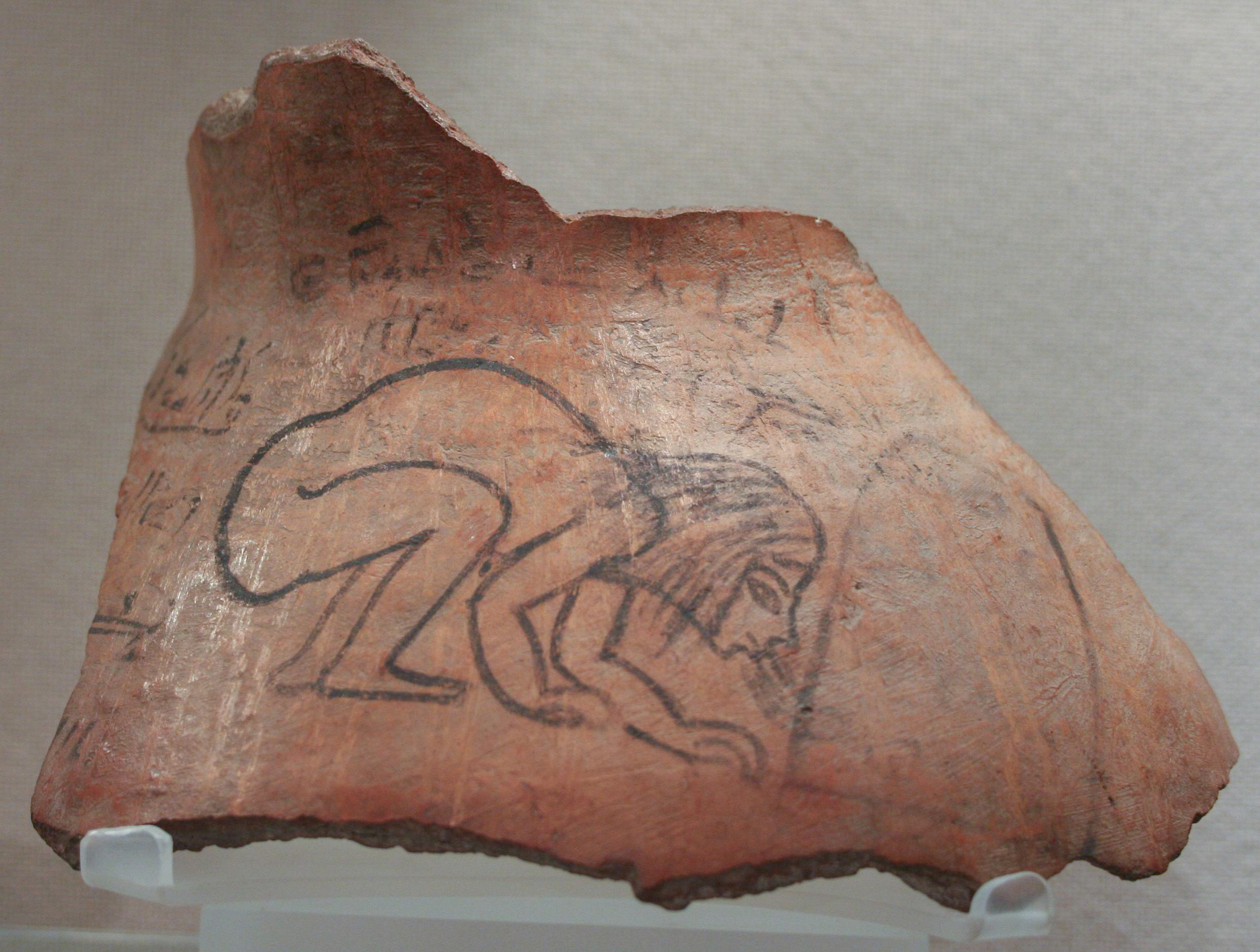
Une jeune fille attise le foyer. Ostracon de terre cuite. XXe dyn. Ägyptisches Museum, Leipzig
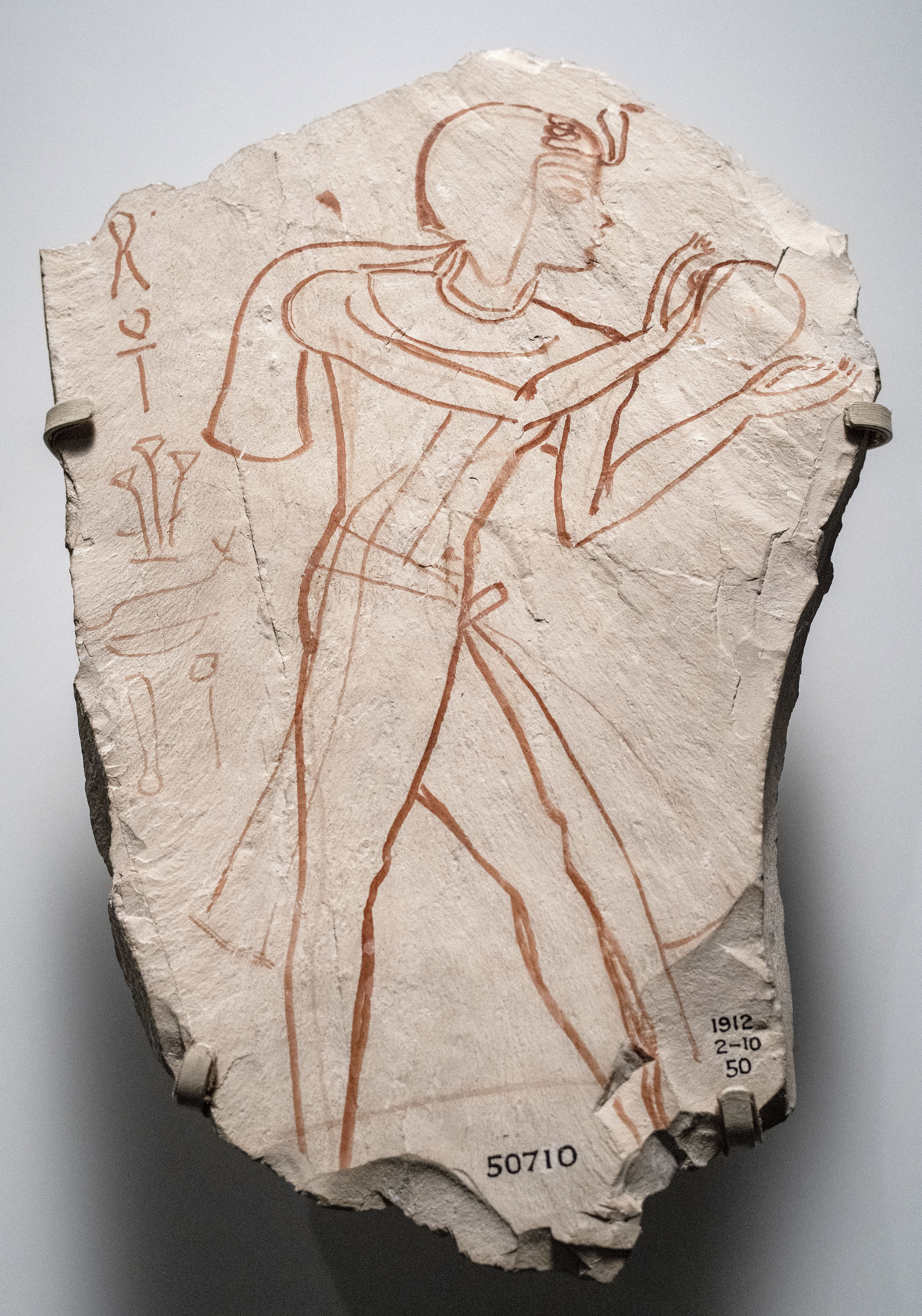
Esquisse sur ostracon calcaire. British Museum
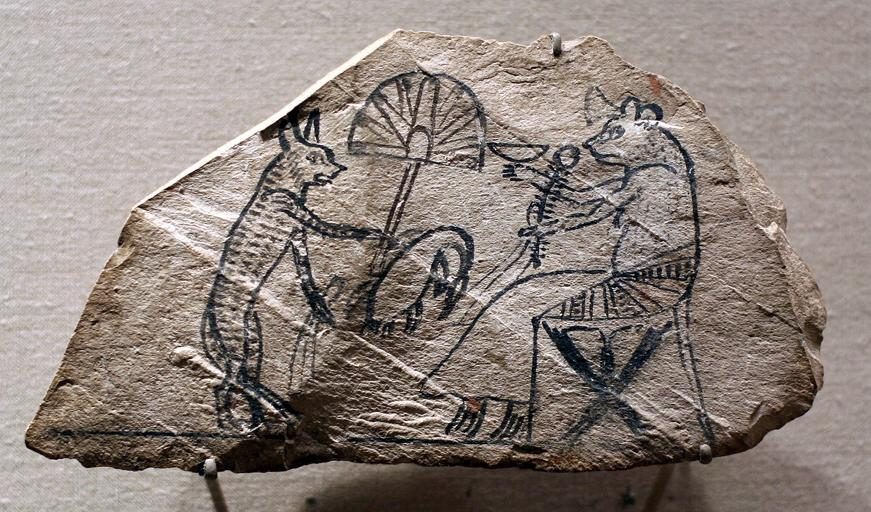
Chat au service d'une souris. Ostracon. Musée de Brooklyn

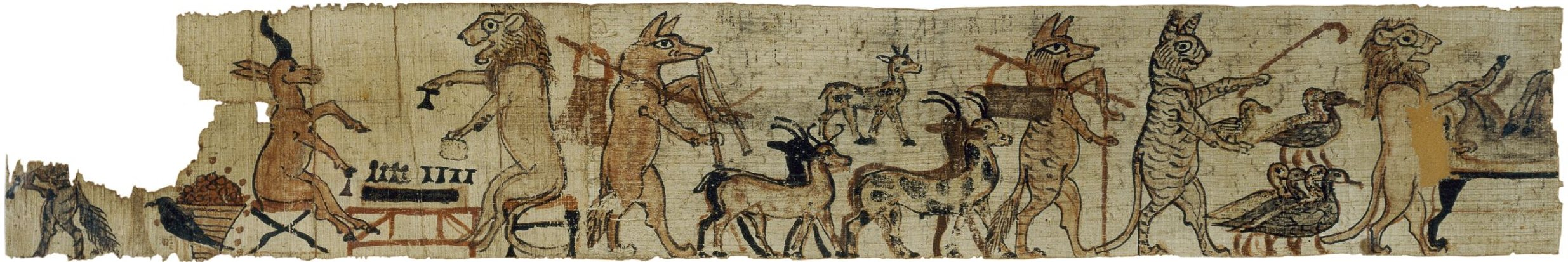
Papyrus humoristique illustré provenant des fouilles du village des artisans de Deir el-Médineh. 1250-1150. - déb. H. 13 cm. L. 59 cm. British Museum

## XVIIIedynastie:AmenhotepIIIetAmenhotepIV/Akhenaton
Cette période voit les deux figures hors normes des rois Amenhotep III et Amenhotep IV -Akhenaton. Le premier se signale par l'infléchissement de la religion dans le sens qui sera amplifié par son fils et successeur. Par ailleurs, il y a une certaine continuité entre les images sculptées de ces pharaons, hormis le traitement au style exceptionnel qu'Amenhotep IV commandita durant quelques années. Mais on ne doit pas oublier la démesure de l'ensemble funéraire gigantesque qu'Amenhotep III s'est fait construire, associé aux colosses de Memnon et à une multitude de figures colossales. Le gigantisme y aurait pu tenir lieu d'art, comme de réalisations spectaculaires chargées de significations et relevant de la prouesse. Dans ce « temple de millions d'années », la figure à son effigie du Xe pylône, haute de 21 mètres, pesant 1 000 tonnes lors de son extraction et 750 tonnes, une fois taillée, a été transportée sur pas moins de cinq-cents kilomètres. Cette statue a été le plus grand monolithe jamais extrait et déplacée en Égypte antique.
Cette période voit aussi la création d'une ville nouvelle et nouvelle capitale à Amarna. Ce site archéologique a donné, à l'époque moderne, son nom à la période ainsi dénommée « amarnienne ». Mais avant que la ville nouvelle ne soit bâtie à Amarna, et nommée Akhetaton, la grande réforme avait eu lieu à Thèbes. Et c'est dans ce contexte de rupture avec les traditions religieuses que furent réalisées les images les plus « extrêmes », ou les plus caractéristiques de ce style éphémère. Cette nouvelle esthétique est donc dite « amarnienne » de manière abusive.

### Portraits royaux

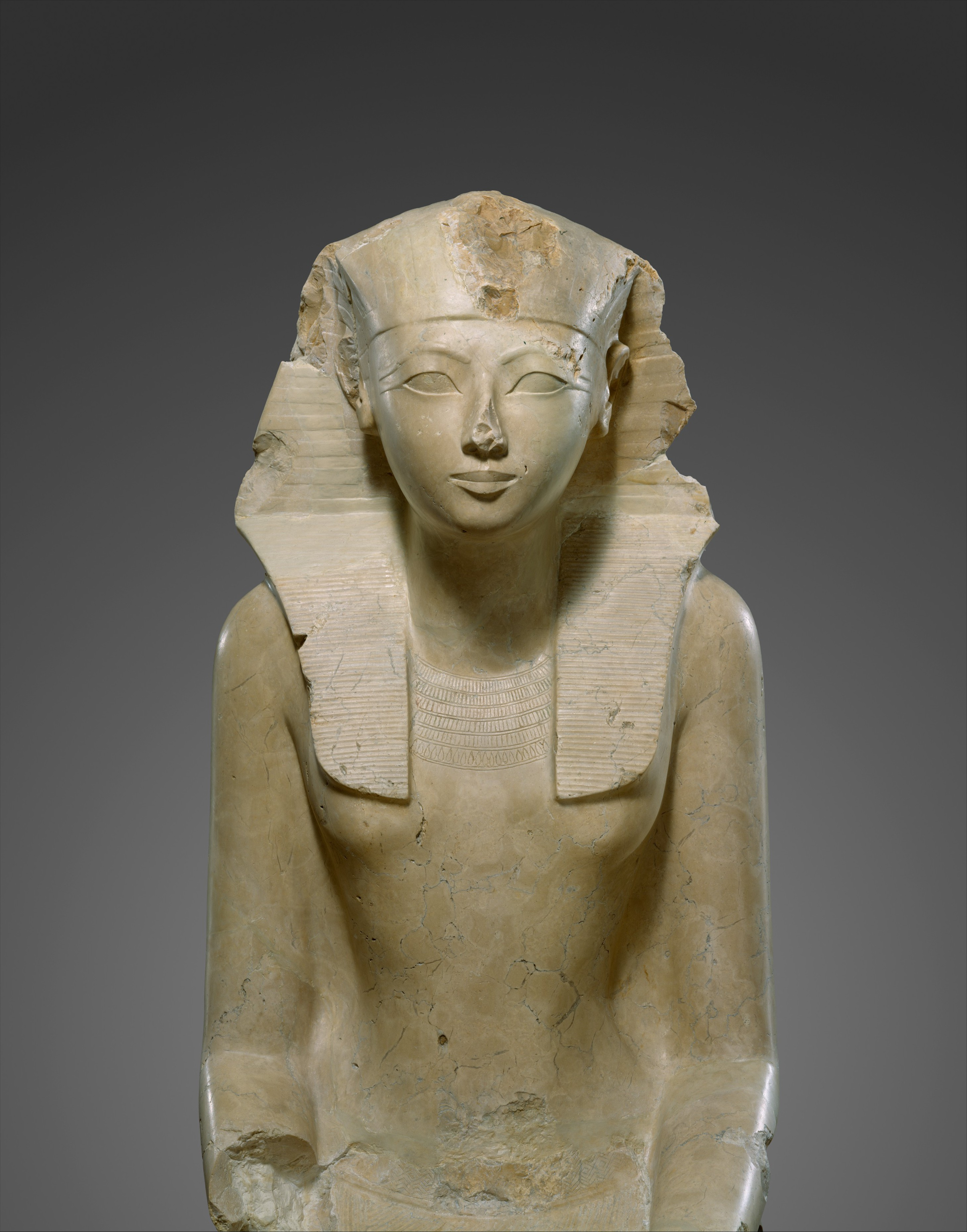
Hatchepsout, r. 1479-1457. Calcaire. Met
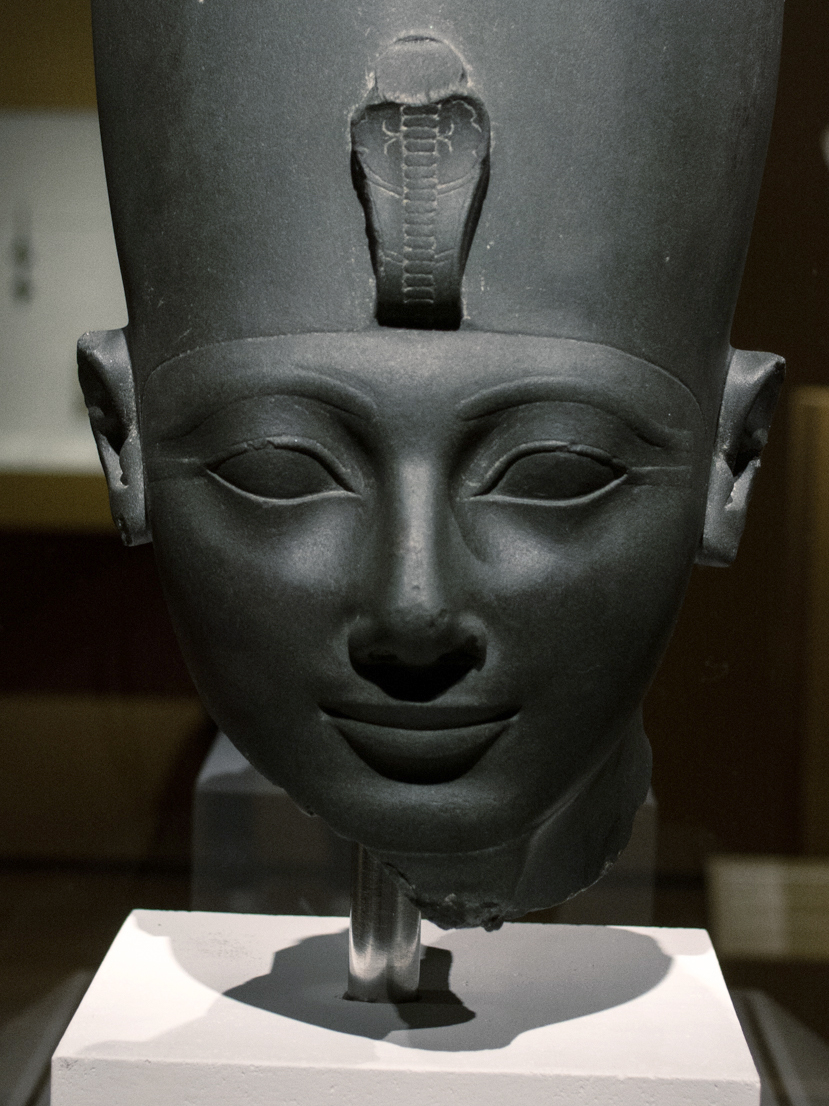
Thoutmôsis III, r. v. 1479-1425. Grauwacke. British Museum
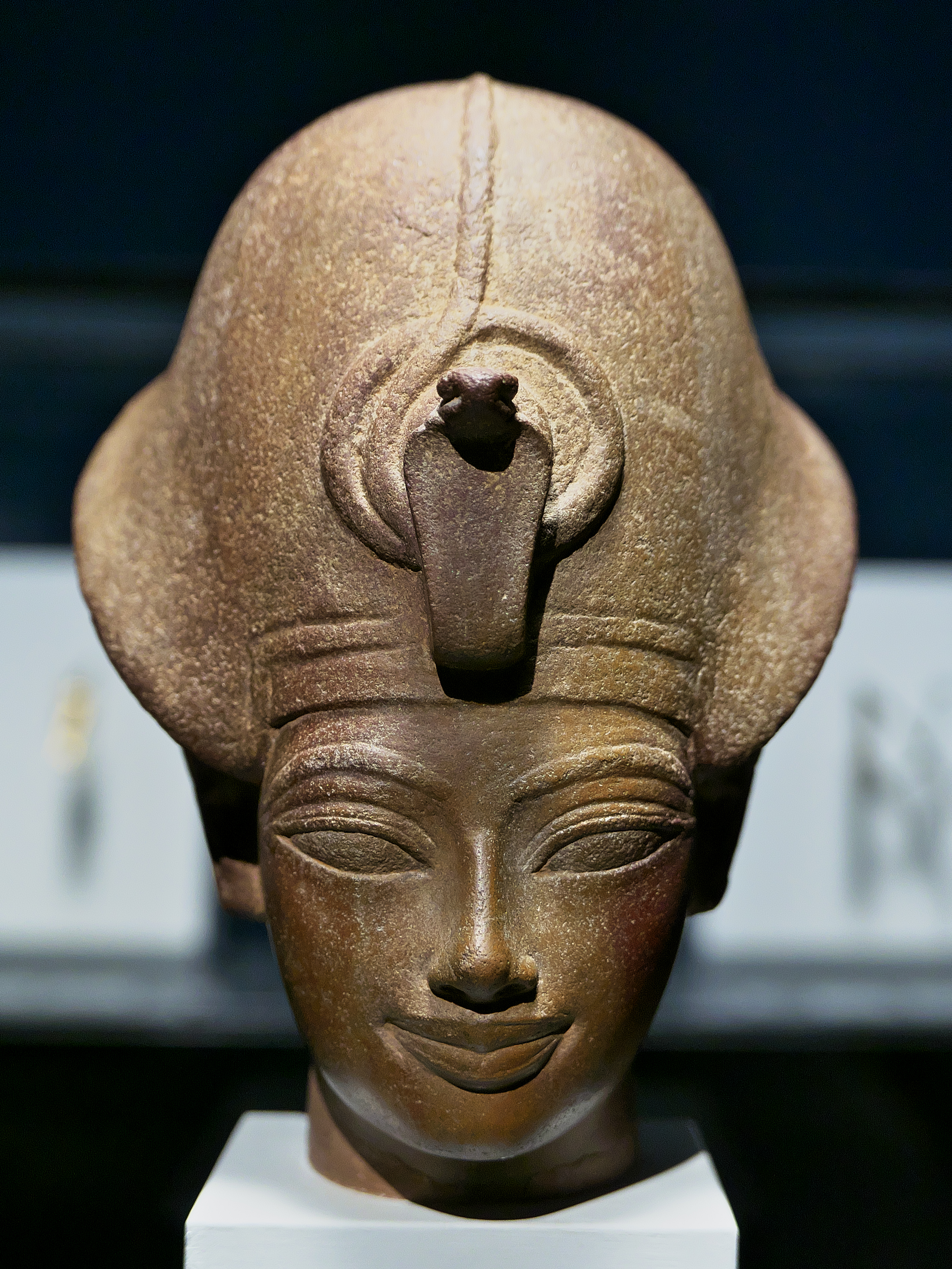
Amenhotep III au khépresh, r. 1391-1353. Quartzite rouge, H. 24 cm. British Museum
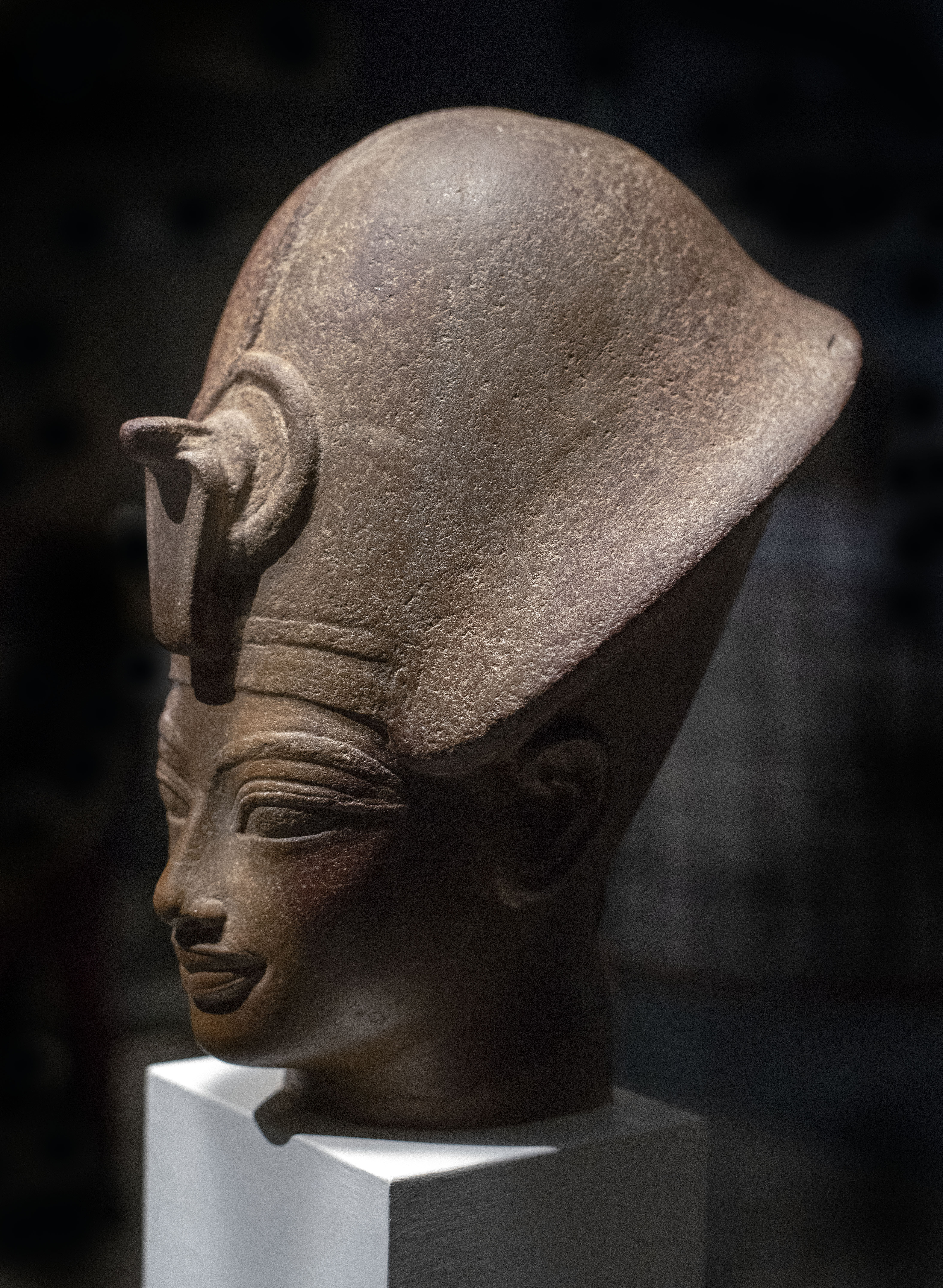
Amenhotep III au khépresh, idem. Quartzite rouge. British Museum
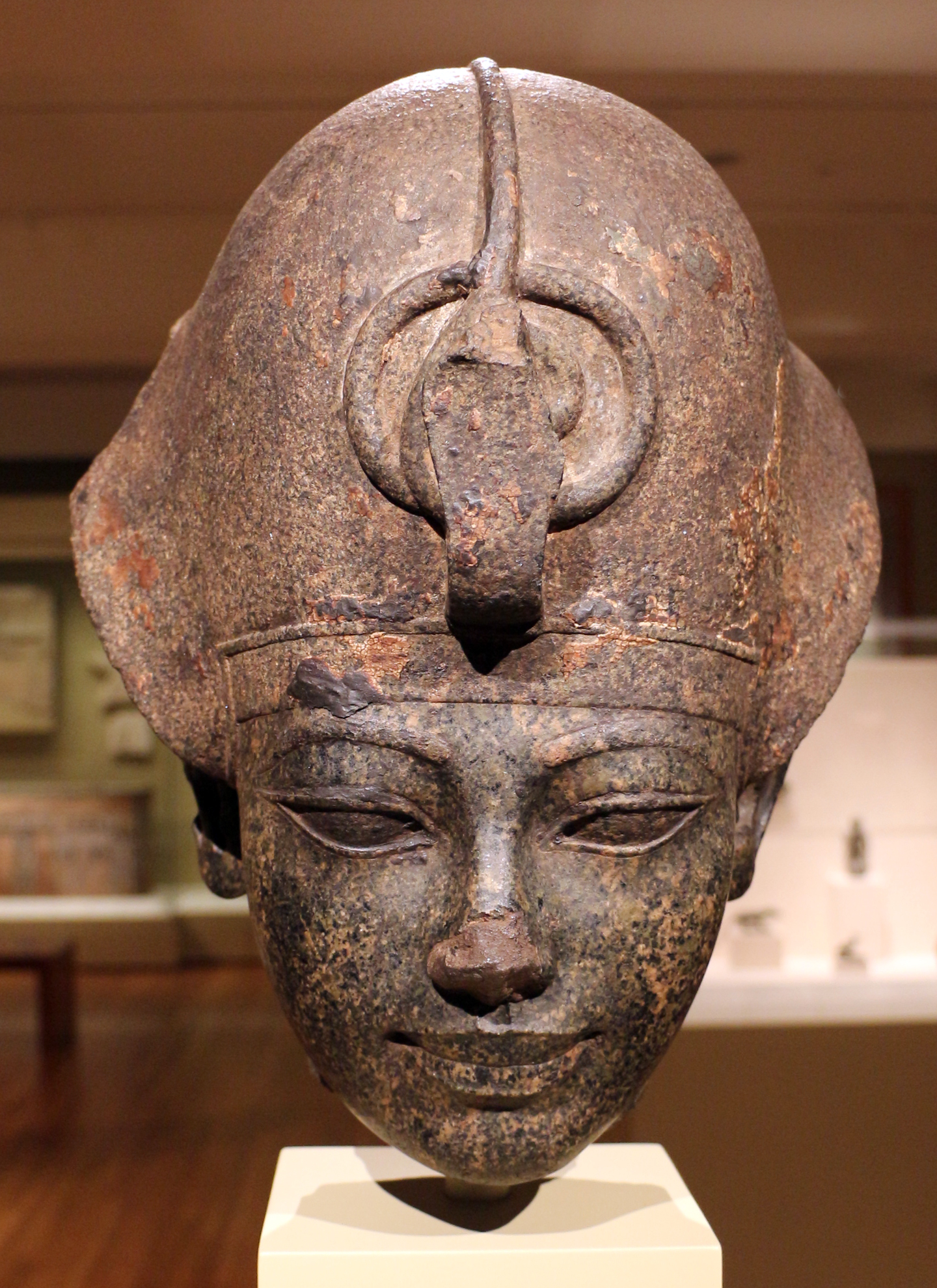
Amenhotep III au khépresh. Cleveland Museum of Art
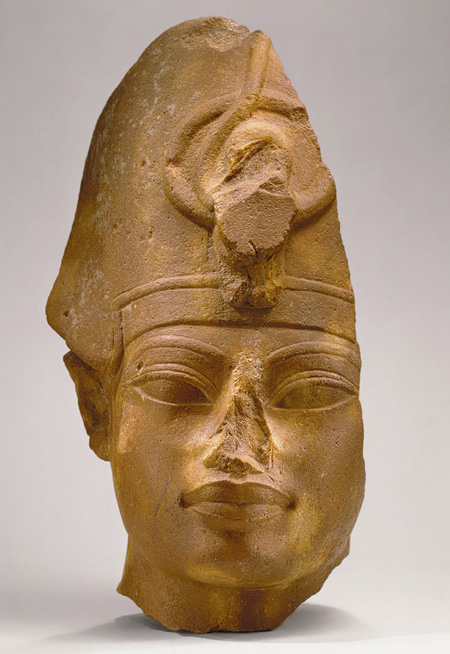
Amenhotep III au khépresh. Quartzite jaune (?). H. 35 cm. Met
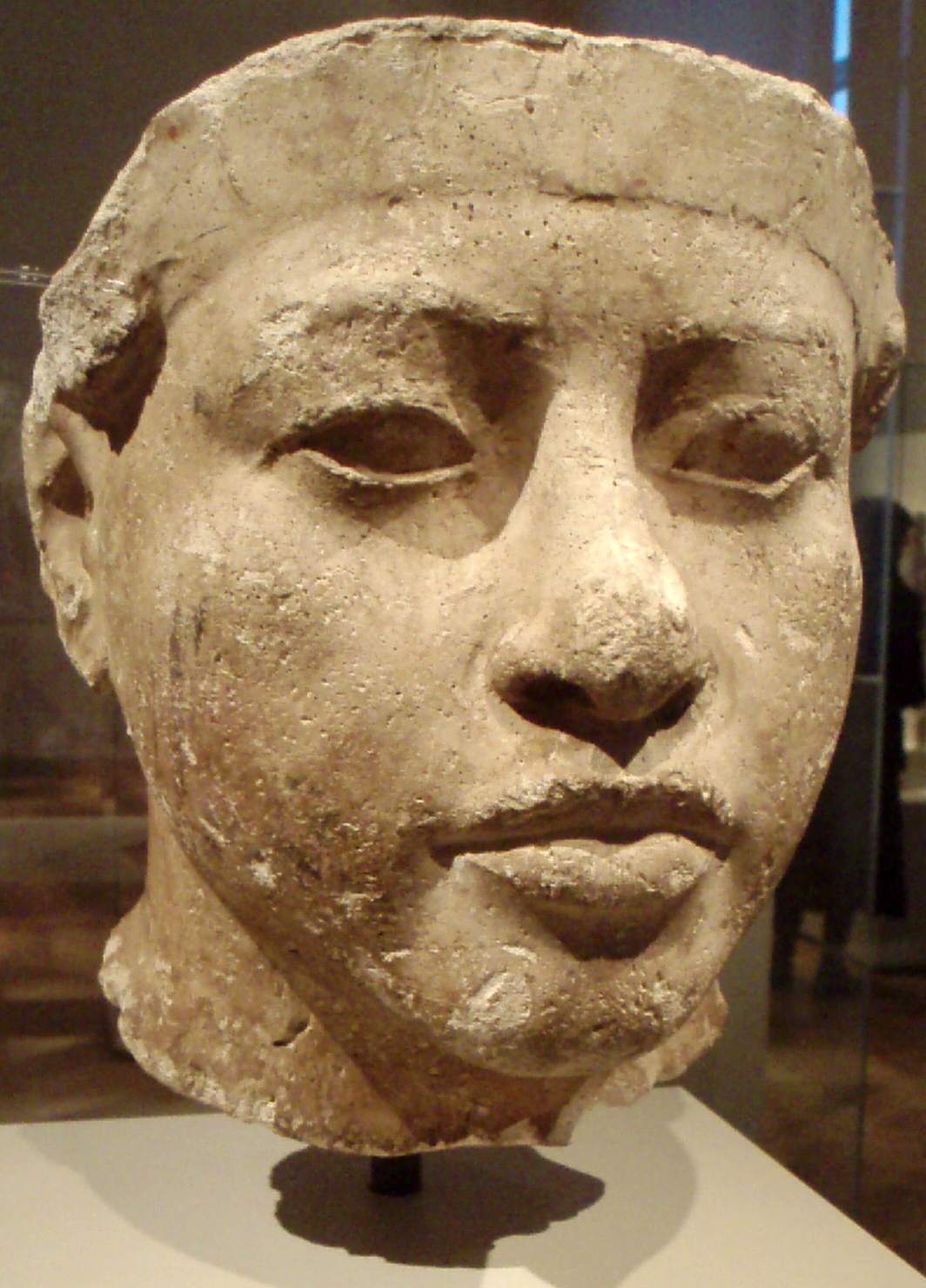
Étude pour un portrait d'Amenhotep III, atelier du sculpteur Thoutmôsis, Amarna Neues Museum

Amenhotep IV (règne v. 1355-1338; Aménophis IV en grec ancien, Akhenaton) n'a donc régné que douze ans après son père Amenhotep III. Les portraits d'Amenhotep III montrent nettement des écarts quand on les compare à ceux qui les ont précédés, qui sont beaucoup plus naturalistes, ceux de Sésostris III étant d'une toute autre nature, avec des traits jeunes ou vieux bien caractérisés. Ceux d'Amenhotep III ont de grands yeux en amande, très stylisés et, pour certains, des lèvres saillantes, alors que l'étude trouvée dans l'atelier de Thoutmôsis semble bien plus « naturelle ». Il y avait donc bien un mouvement en cours, dans ce domaine au moins, et qui était certainement motivé par des représentations culturelles nouvelles, probablement religieuses. Il semble certain, par exemple, que le culte d'Apis bénéficia d'un net regain d'intérêt durant la seconde moitié du IIe millénaire, et que le fils aîné d'Amenhotep III en fut un relai essentiel.
Dès sa prise de pouvoir Amenhotep IV accélère l'évolution théologique commencée par son prédécesseur, Amenhotep III, et tente d'imposer le culte exclusif de Rê-Horakhty « qui est dans Aton », le dieu solaire. Cette révolution théologique touche très directement le domaine des représentations, et donc celui des formes artistiques, au moins visuelles. Couronné, alors qu'il a, probablement, moins de seize ans, Akhenaton, dans les quatre à six premières années de son règne, fait ériger un temple d'Aton à Karnak, en plein air. De grandes sculptures (colosses) le représentent sous la forme d'Osiris, les bras repliés sur les sceptres Héqa et Nekhekh. Ses formes sont singulières et même uniques dans l'art égyptien : visage étroit et allongé, bouche lippue, visage projeté vers l'avant par le cou, large bassin. Cette apparence soulève donc la question de la représentation du corps à l'époque dite « amarnienne ». Alors que l'atelier du sculpteur attitré à la famille royale a été découvert, et qu'il contenait, à côté du célèbre portrait de Néfertiti (Neues Museum, Berlin), de nombreux autres portraits et un masque pris sur le vif, par empreinte et contre-empreinte en plâtre. Le type de stylisation que l'on constate dans cet art est donc produit par des artistes de très grand talent, parfaitement capables de transposer l'empreinte du réel dans une image au style incomparable et qui prend des formes plus apaisées dans la nouvelle capitale, Amarna, qui est bâtie ensuite.

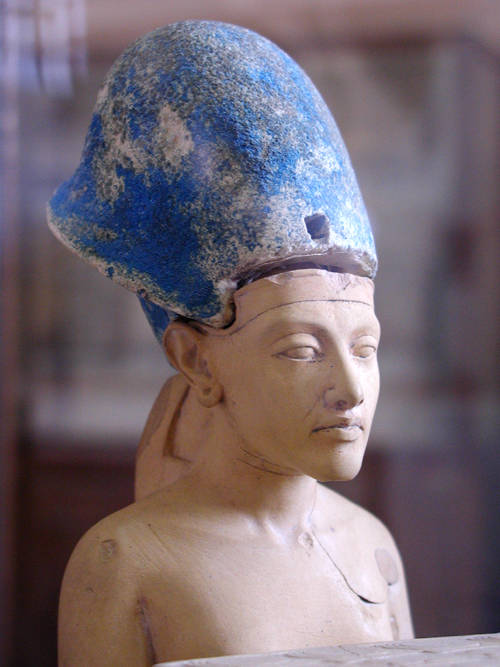
Amenhotep IV à la couronne bleue, le khépresh. Calcaire peint. H. 30 cm. Musée égyptien du Caire
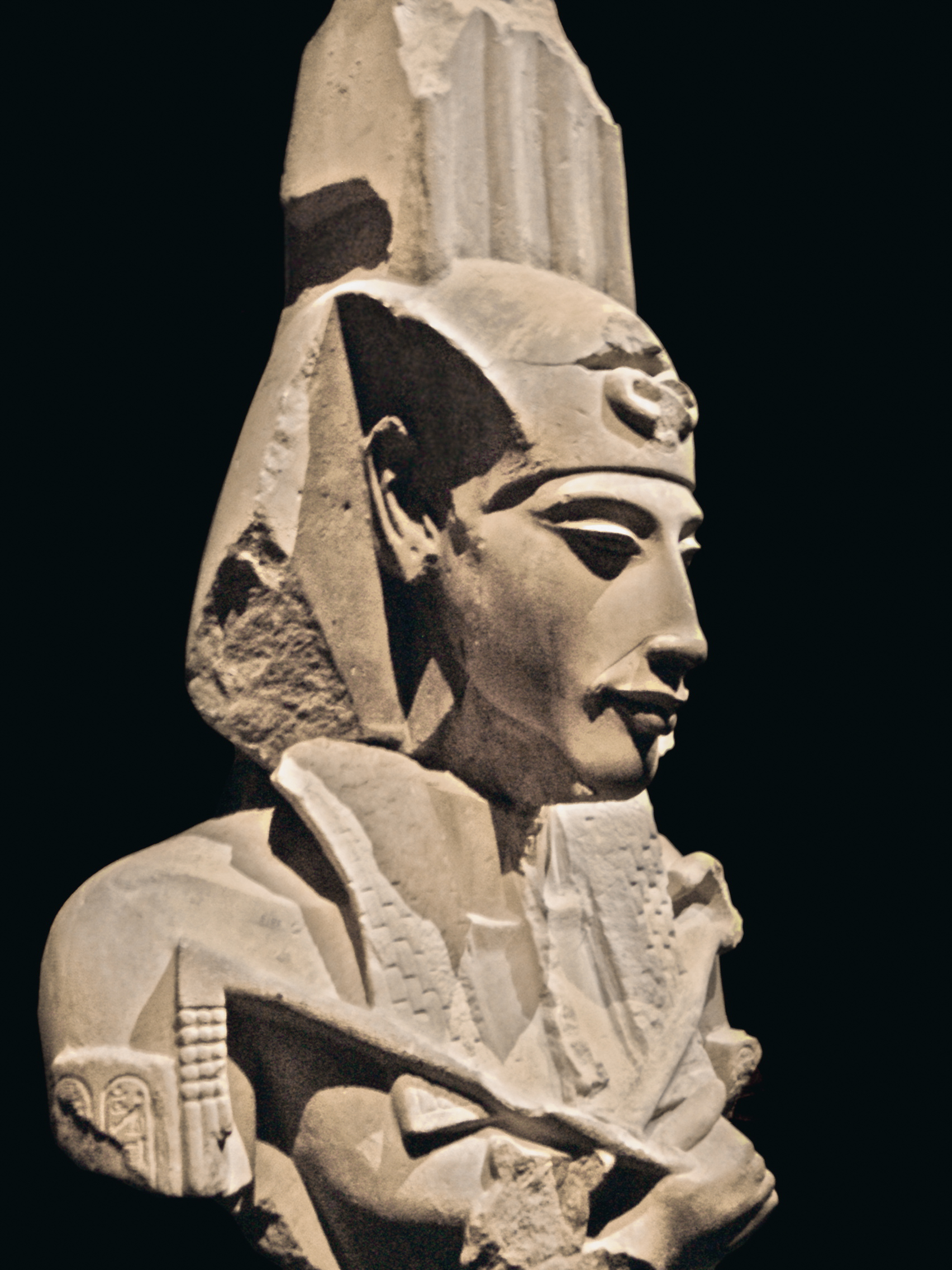
Akhenaton, orné des plumes du dieu Shou sur le némès. Grès Musée égyptien du Caire
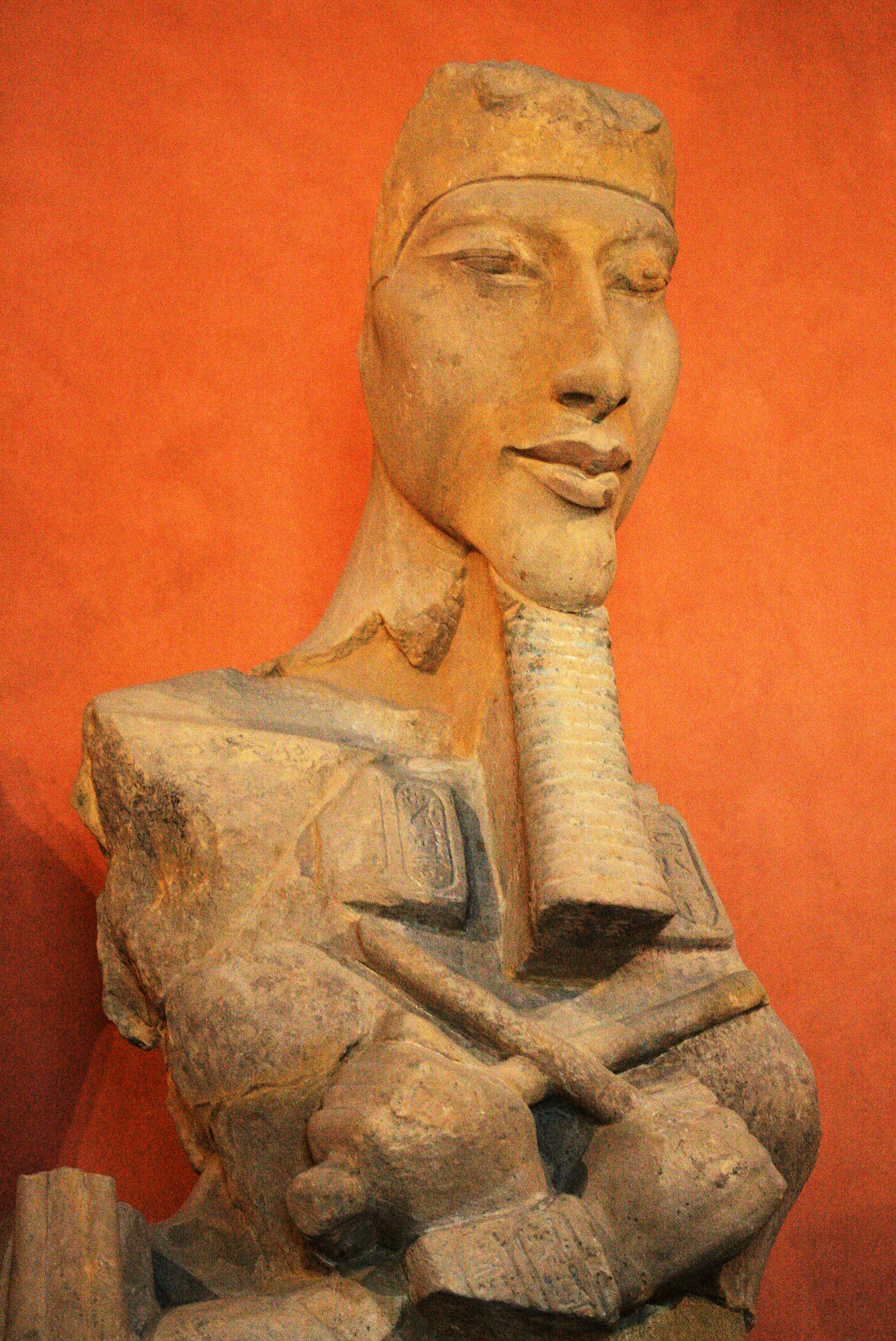
Colosse d'Akhenaton. Karnak. Grès peint Musée du Louvre
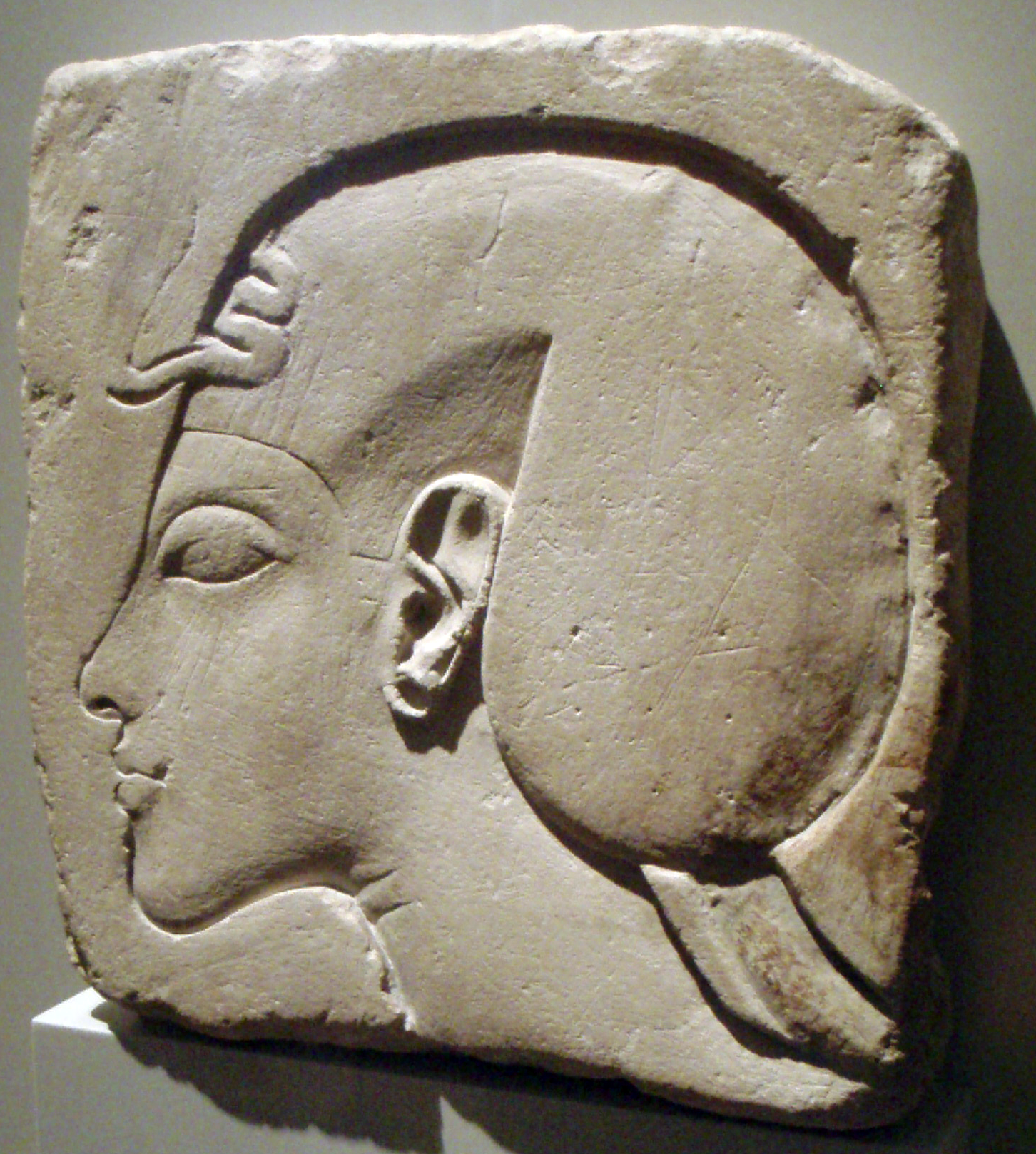
Akhenaton après l'an V de son règne. Coiffe en khat. Modèle[24], relief en creux. Amarna, v. 1340. Neues Museum

### Images du corps: Thèbes et Amarna

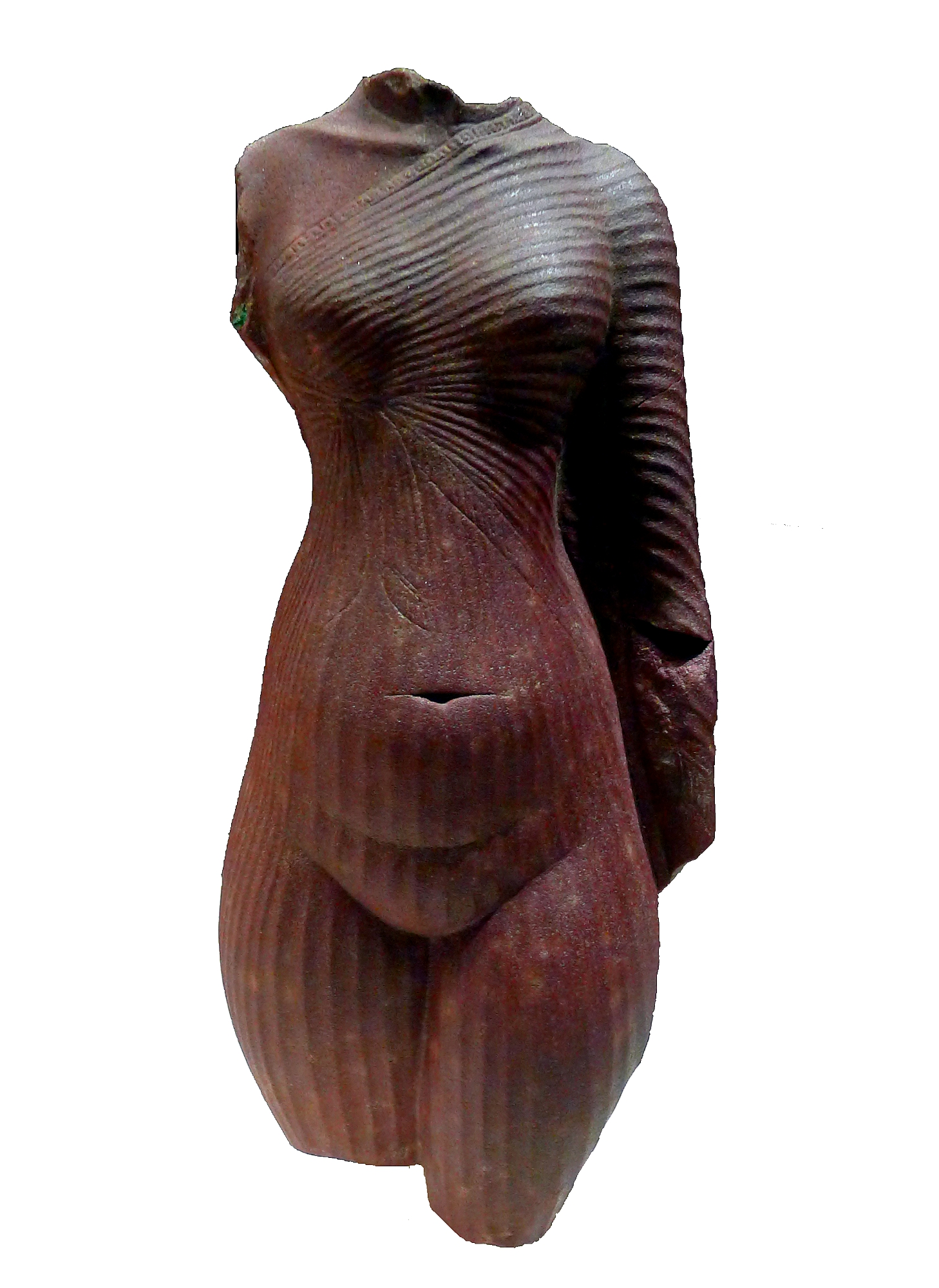
Néfertiti ou une princesse. Quartzite rouge, H. 29 cm. Louvre
Akhenaton colosse Le Caire

Les représentations du corps d'Akhenaton, surtout celles des colosses du sanctuaire dédié à Aton, en plein air, présentent un « embonpoint » et une silhouette « féminine » aux hanches et cuisses démesurément larges, quand le visage s'allonge et se rétrécit, les épaules devenant curieusement anguleuses mais avec des bras nerveux, et le buste quasiment féminin. L'ensemble rompt net avec les millénaires précédents. Mais il semble que chacune de ces innovations aient été faites au nom et au service de la nouvelle religion qui s'était imposée. Si Rê est associé au culte d'Apis dès l'Ancien Empire, il apparaît dans la littérature au Moyen Empire. Et sous Thoutmôsis IV, des égyptiens, hors la famille royale, offrent aux dieux des images d'eux-mêmes où ils embrassent des stèles portant des hymnes au soleil. La montée en puissance de Rê se manifeste plus encore sous Amenhotep III qui ajoute Rê à son nom lors du jubilé de ses trente ans de règne. Il associe Rê à Aton et nomme son bateau de cérémonie « Lumière éclatante d'Aton ». Enfin et surtout, ce pharaon se fait édifier un temple de millions d'années gigantesque sur la rive ouest du Nil à Thèbes, dont subsistent ses deux effigies colossales, les colosses de Memnon. Ceux-ci sont réalisés dans deux monolithe de plus de 170 tonnes, en quartzite jaune. Jamais une telle déification du pharaon n'avait été manifestée à une telle échelle. Dans les nouvelles images que proposent les colosses d'Akhenaton, la divinité du pharaon est exprimée par la transfiguration des formes humaines, non par le gigantisme.
Dans cette nouvelle religion, l'image du dieu unique, qui élimine toutes les autres divinités, n'est plus ni anthropomorphe ni zoomorphe, c'est le disque du soleil dont les rayons viennent caresser les vivants de leurs innombrables petites mains, aux clés de vie. C'est tout simplement le soleil, dont le peuple n'est plus distancié par l'ombre du temple et par l'élite des prêtres. Le soleil étant vénéré dans des temples à ciel ouvert.
Ce style particulier c'est celui dont le roi fixa les règles pour les imposer aux artistes œuvrant pour lui. « Cette manière de représenter le roi, et plus largement, la personne humaine, procède en réalité d'une évolution esthétique de la fin du XIVe siècle, progressivement abandonnée par la suite,. » Néanmoins, concernant la statuette du Louvre, Néfertiti ou une princesse, le jeu des plis de la tunique et du châle ont un effet spectaculaire. Le tissu de lin égyptien était admiré pour sa finesse, dans l'Antiquité, dans tout le bassin méditerranéen, mais ici le sculpteur s'est appliqué à en faire, grâce aux plis du tissu, un film impalpable, élastique, qui vient souligner les courbes du bassin et des cuisses dans le nouveau style.
Ce culte était aussi privé. Lorsqu'on rencontre sur des stèles, ce couple en famille, l'usage semble en être réservé à une forme de dévotion privée. Des détails précis semblent alors indiquer une différence dans l'être divin qu'ils incarnent, l'un et l'autre. L'image du couple royal est présent sous plusieurs formes, mais ce qui surprend c'est la grande proximité de ces images, comme si la figure féminine était quasiment identique, à peine moins grande que la figure masculine, ce qui pourrait sembler naturel. Cela correspondrait au fait que le couple, Akhenaton - Néfertiti, joue le rôle d'intercesseur entre la Divinité et sa Création dans la religion amarnienne, qu'il incarne des éléments symboliques proches. On croit pouvoir discerner une telle opération de rapprochement dans les portraits du couple royal précédent, Amenhotep III et la reine Tiyi.

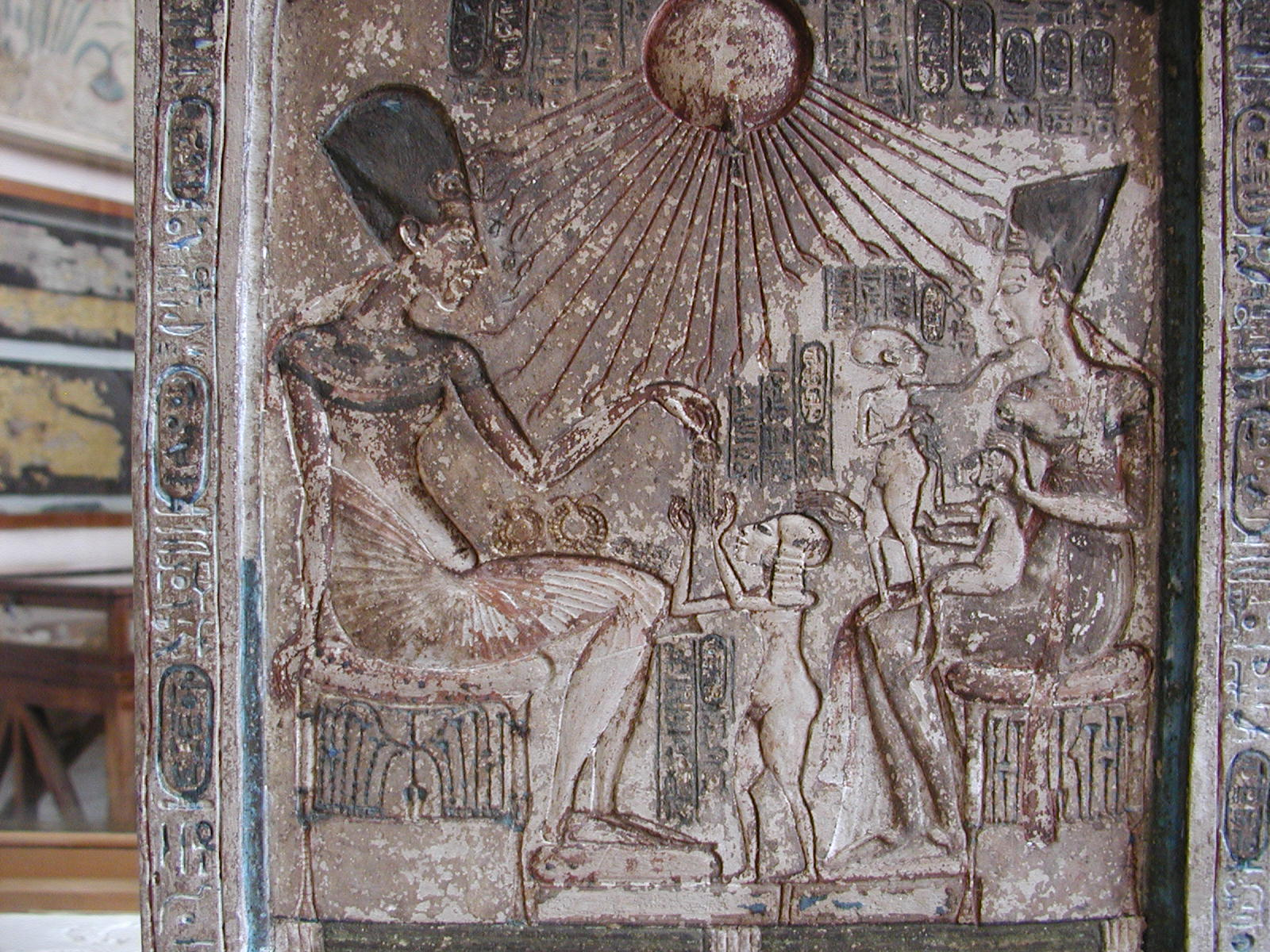
La famille royale. Stèle privée (?). Calcaire peint. Relief en creux. Musée égyptien du Caire
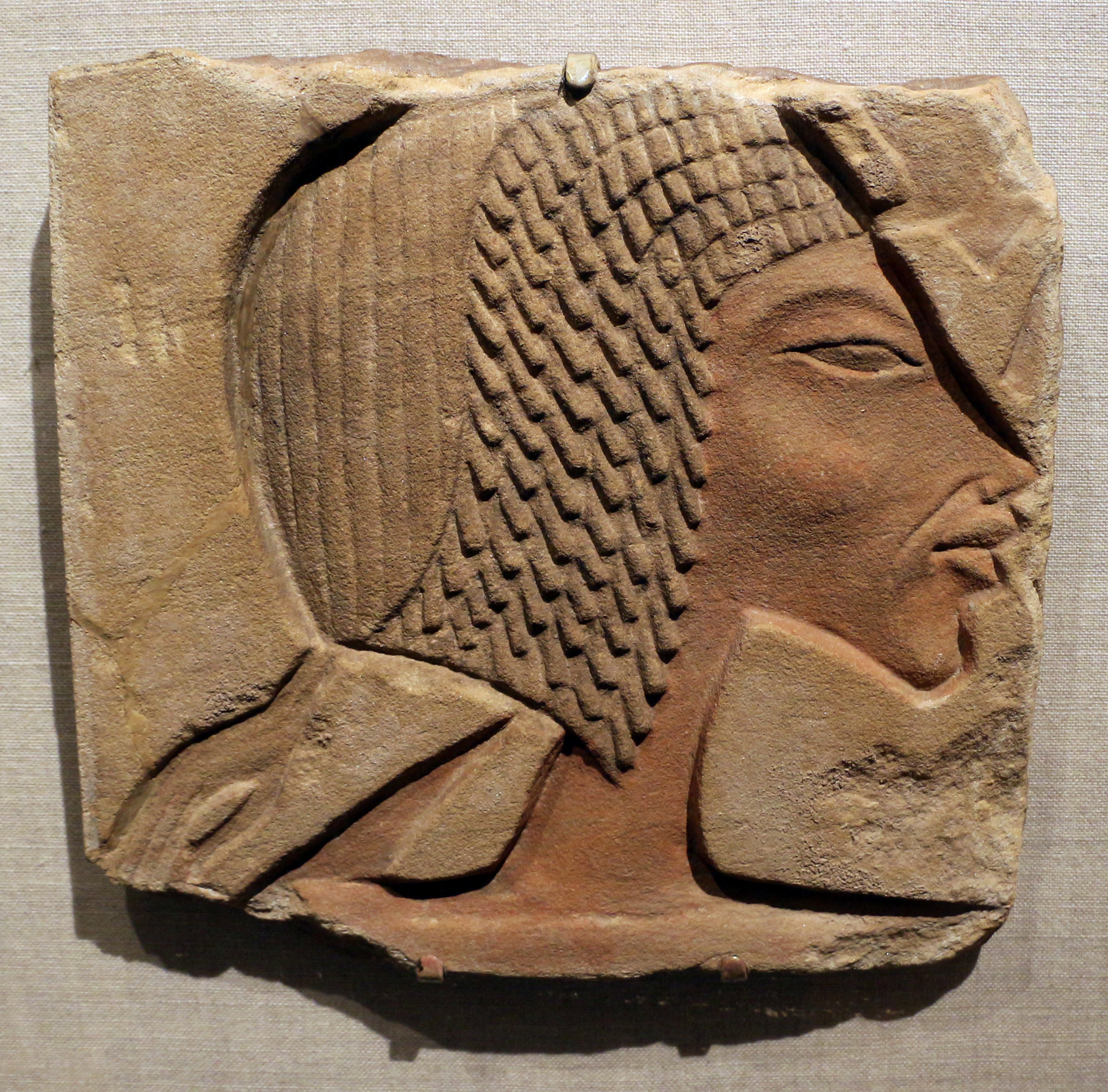
Néfertiti. Relief en creux, peint. Cleveland Museum of Art
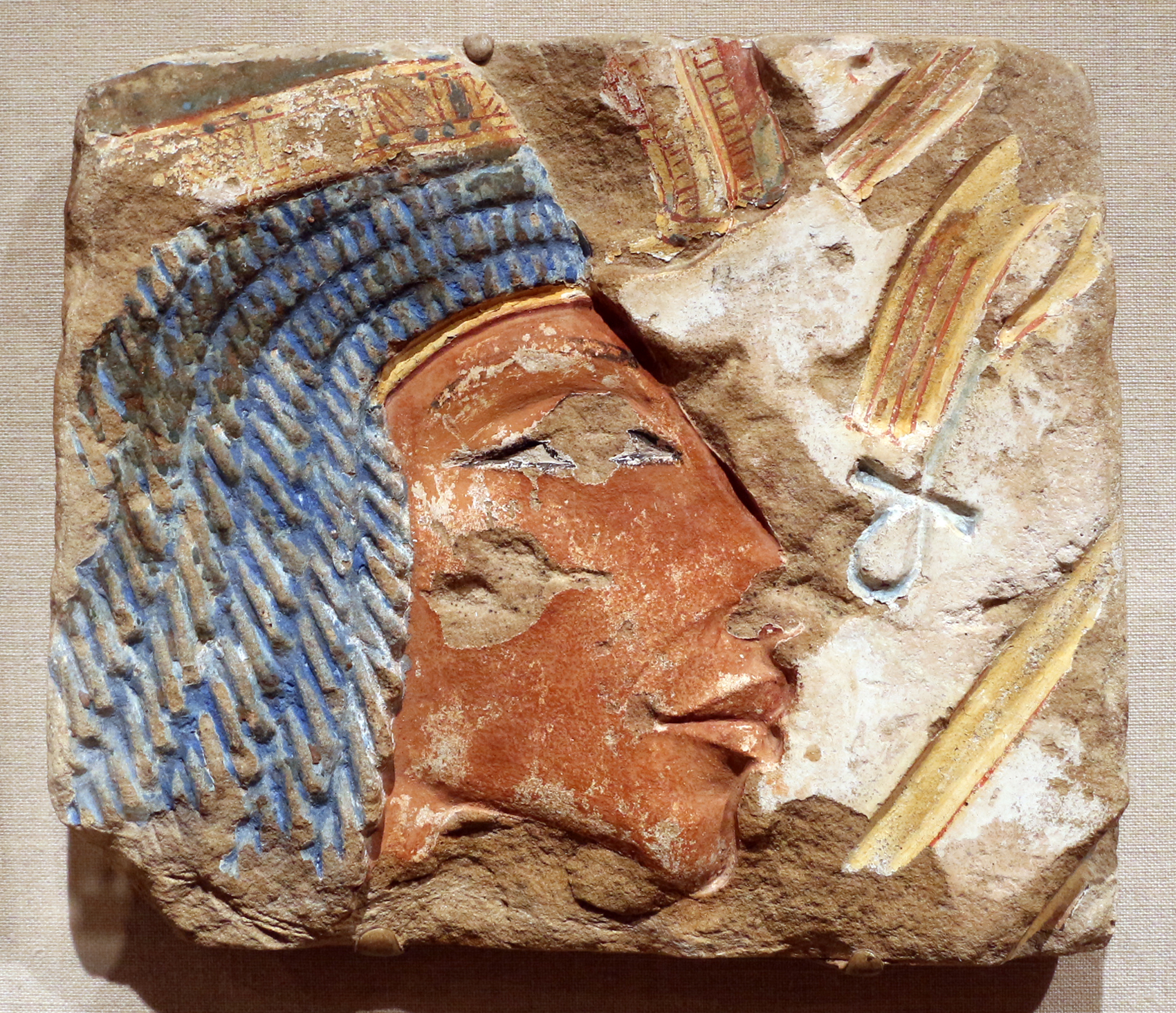
Akhenaton. Relief en creux peint. Cleveland Museum of Art
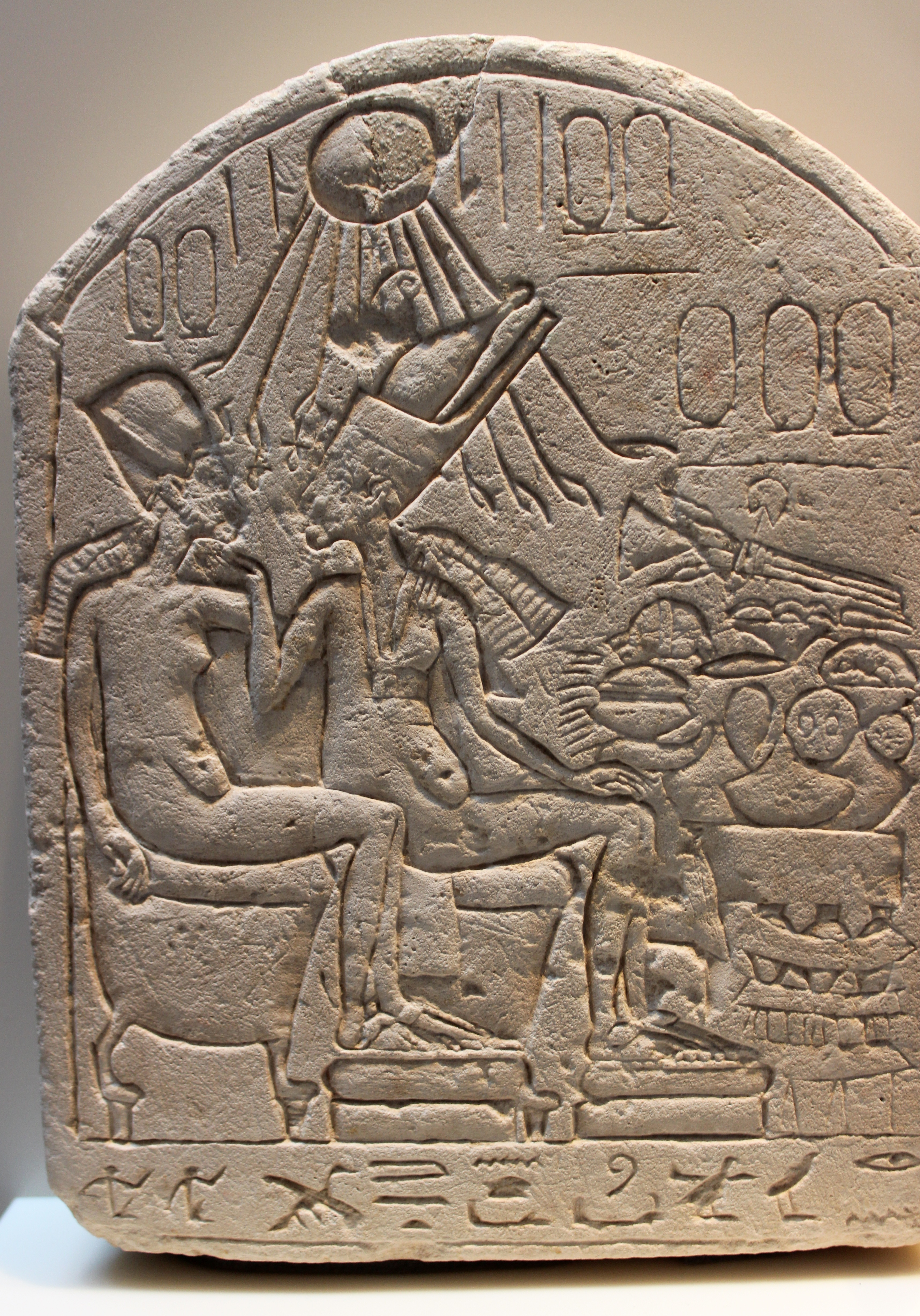
Le couple royal. Stèle, calcaire. Neues Museum
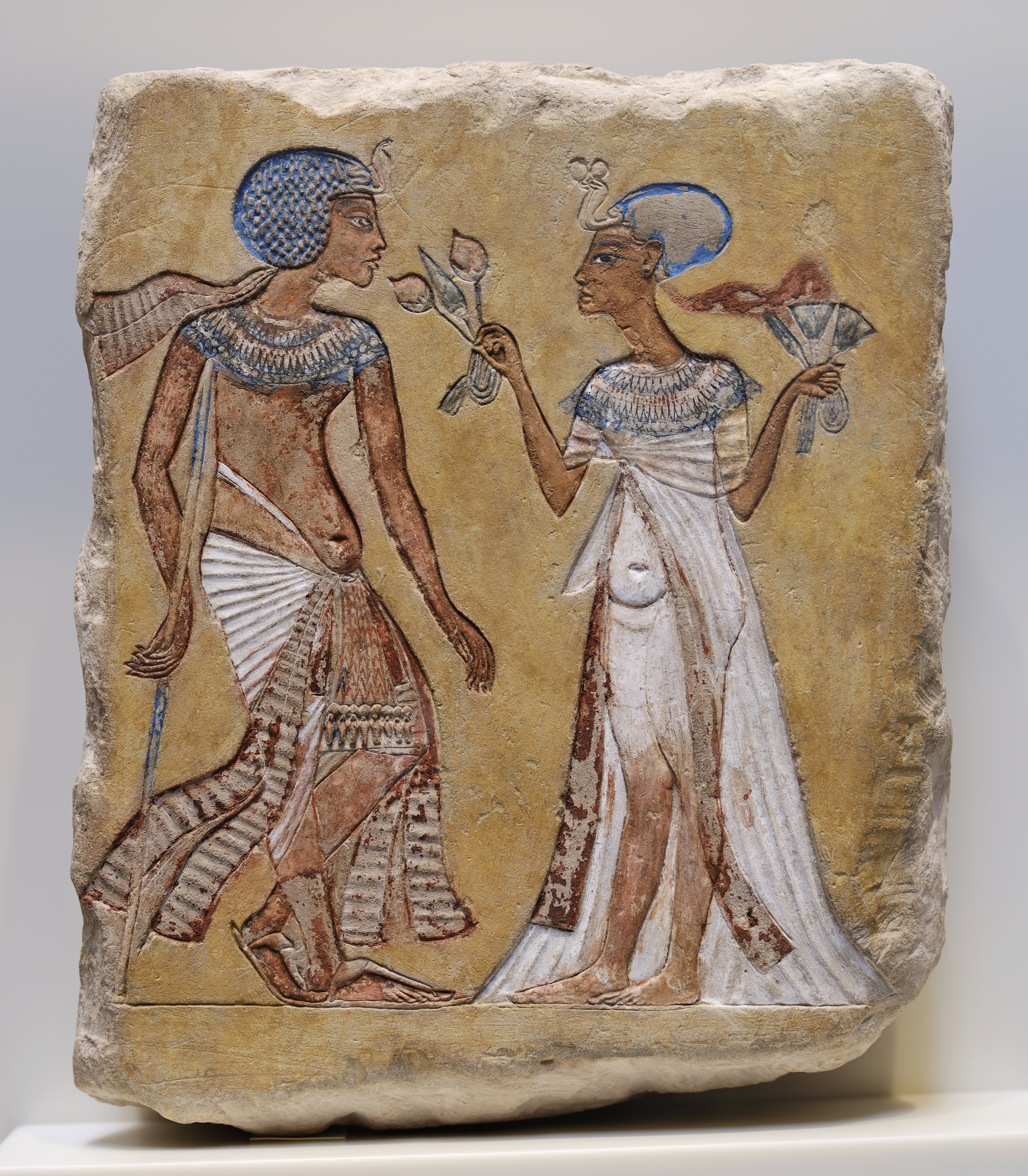
Le couple royal au jardin. Neues Museum
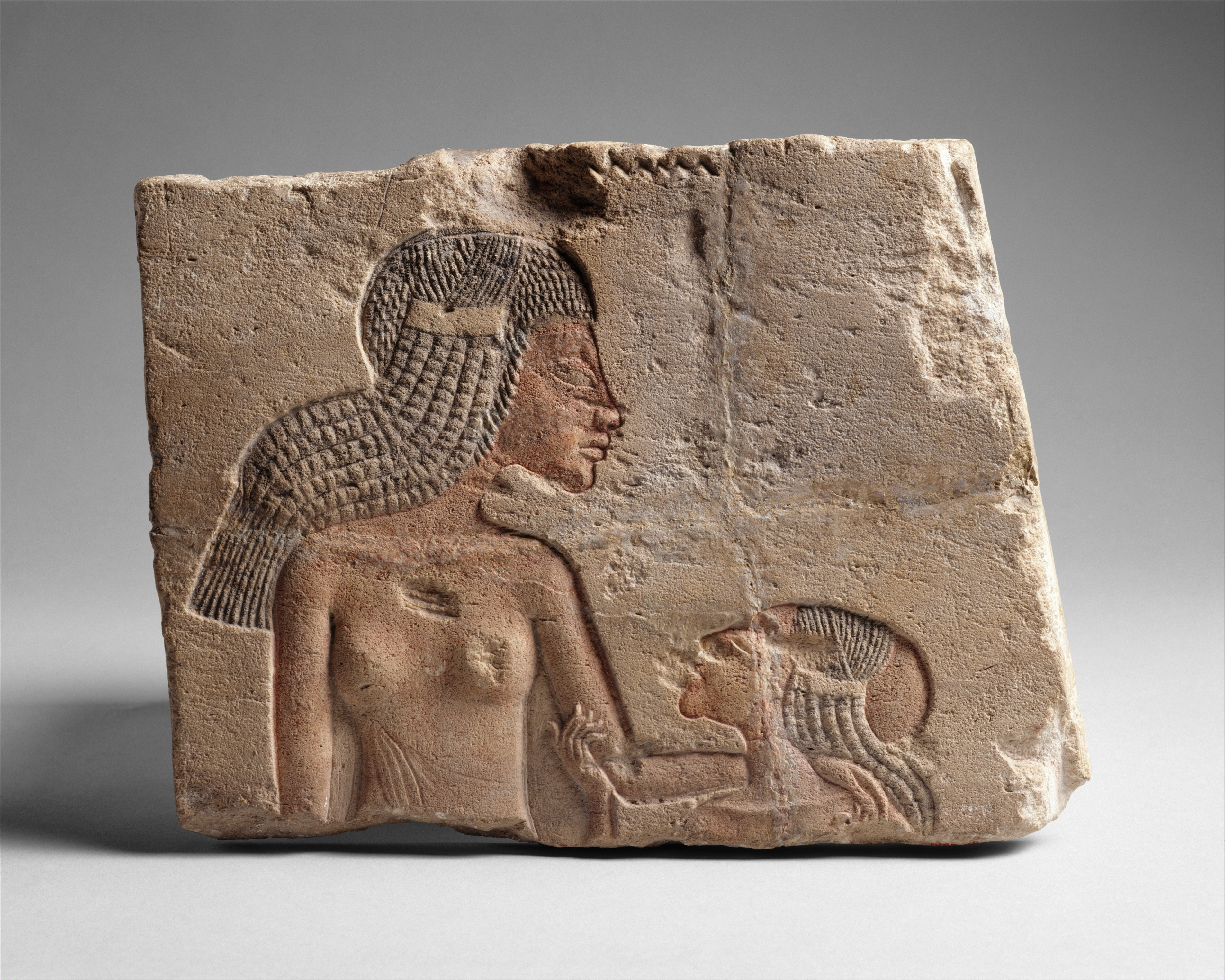
Deux princesses, filles d'Akhenaton. Calcaire peint. Relief en creux. MET
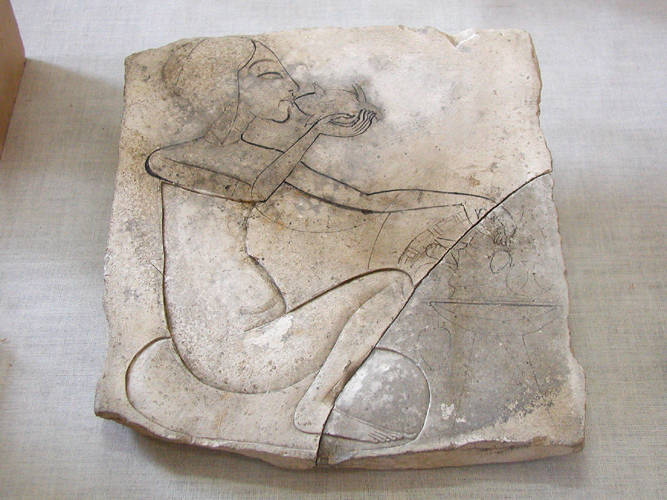
Une princesse en train de prendre son repas. Esquisse de relief. Musée égyptien du Caire
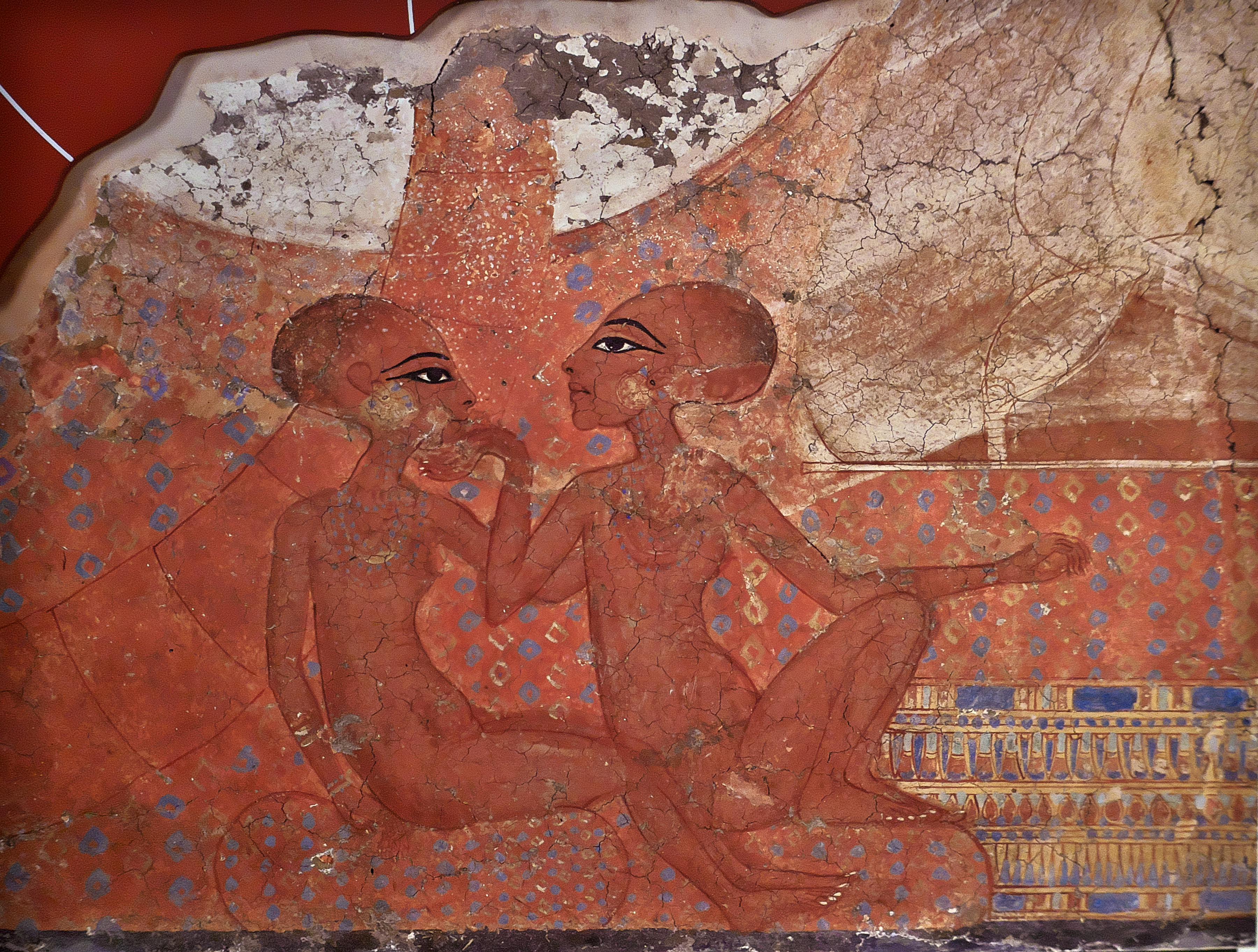
Deux princesses. Plâtre peint. Ashmolean Museum

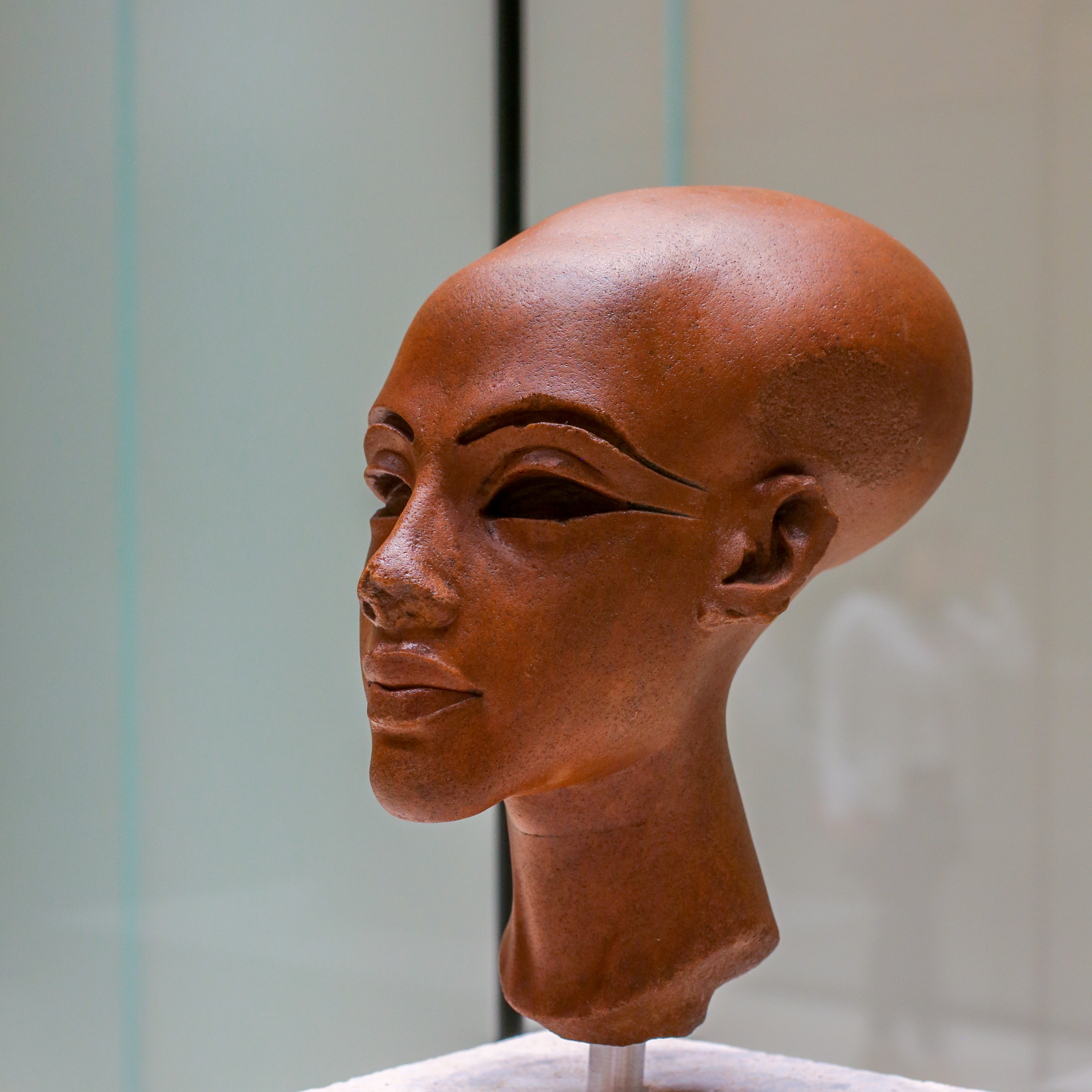
Tête d'une princesse. Quartzite peinte. H. 21 cm.
Neues Museum

L'atelier du sculpteur de la famille royale, Thoutmôsis, a été découvert à Amarna par une équipe allemande menée par l'archéologue Ludwig Borchardt en 1912. C'est à cette occasion qu'a été découvert le portrait de Néfertiti, mais avec lui un grand nombre d'autres réalisations, études, ébauches, modèles, et œuvres presque achevées. Elles sont conservées au Musée égyptien de Berlin, actuellement au Neues Museum.
Les princesses, suivant une ancienne tradition depuis l'Ancien Empire, sont représentées le crâne rasé. D'autre part, il a été constaté, sur les restes de Smenkhkarê et Toutânkhamon que leurs crânes étaient allongés (de type brachycéphale, le crâne est peu allongé et de forme ovoïde), mais pas à un tel degré ni dans une forme similaire que les crânes des princesses. Celles-ci ont un crâne très allongé (dolichocéphales, dont le crâne, allongé, a un diamètre antéro-postérieur beaucoup plus long que le diamètre transversal). Il n'est pas exclu que le bandage du crâne ait été pratiqué, comme chez les Mangbetu. En étudiant la momie de Toutânkhamon on a pu constater que son crâne était légèrement déformé, tandis qu'une sculpture représentant sa tête sur une fleur de lotus lui prêtait un crâne plus allongé. L'artiste l'aurait représenté plus jeune, alors qu'il avait quitté la contrainte des bandes depuis peu. Ensuite, en grandissant, le crâne n'a pas conservé une telle déformation. Alors qu'en ce qui concerne les princesses, le sculpteur aurait reproduit l'exacte déformation et avec des différences, de l'une à l'autre, tout à fait réalistes. Tandis que la largeur de leur tête aurait été augmentée pour une raison qui pourrait être théologique : imitant le crâne de certains nouveau-nés, la déformation « semble exprimer l’idée même de cette recréation perpétuelle et quotidienne, dont les hymnes à Aton se font l’écho », pour reprendre la formule de Cathie Spieser et Pierre Sprumont.
|  |  |  |

Ce groupe a été décrit comme trois générations mâles de la même famille. Mais on pourrait aussi se trouver en présence de trois âges de la vie de la même personne. Ce type d'objet aurait eu la fonction d'autel domestique. En tout cas, le style employé suggère que le groupe daterait de la dernière période d'Amarna. S'il a été trouvé à Gebelein, il aurait été apporté par une famille qui venait de quitter Amarna. Dans la dernière période d'Amarna, les puissants effets de style ont été remplacés par un style bien plus doux, serein. Les poses semblent plus « naturelles » que jamais. On rencontre aussi des portraits caractérisés, comme une femme âgée, et d'autres qui semblent légèrement idéalisés, dont une jeune femme, dans l'atelier du sculpteur Thoutmôsis, à Amarna, des plâtres dont on ignore s'il s'agit de contre-empreintes ou non, en raison de leur format, qui semble à l'échelle 1, et qui seraient des études préparatoires. Dans cette phase du travail, la mise au point de la pose est essentielle, suivie des retouches sur la contre-empreinte pour un plus grand « naturel » ou « idéal ».

## XVIIIedynastiefinale: Toutânkhamon - Horemheb

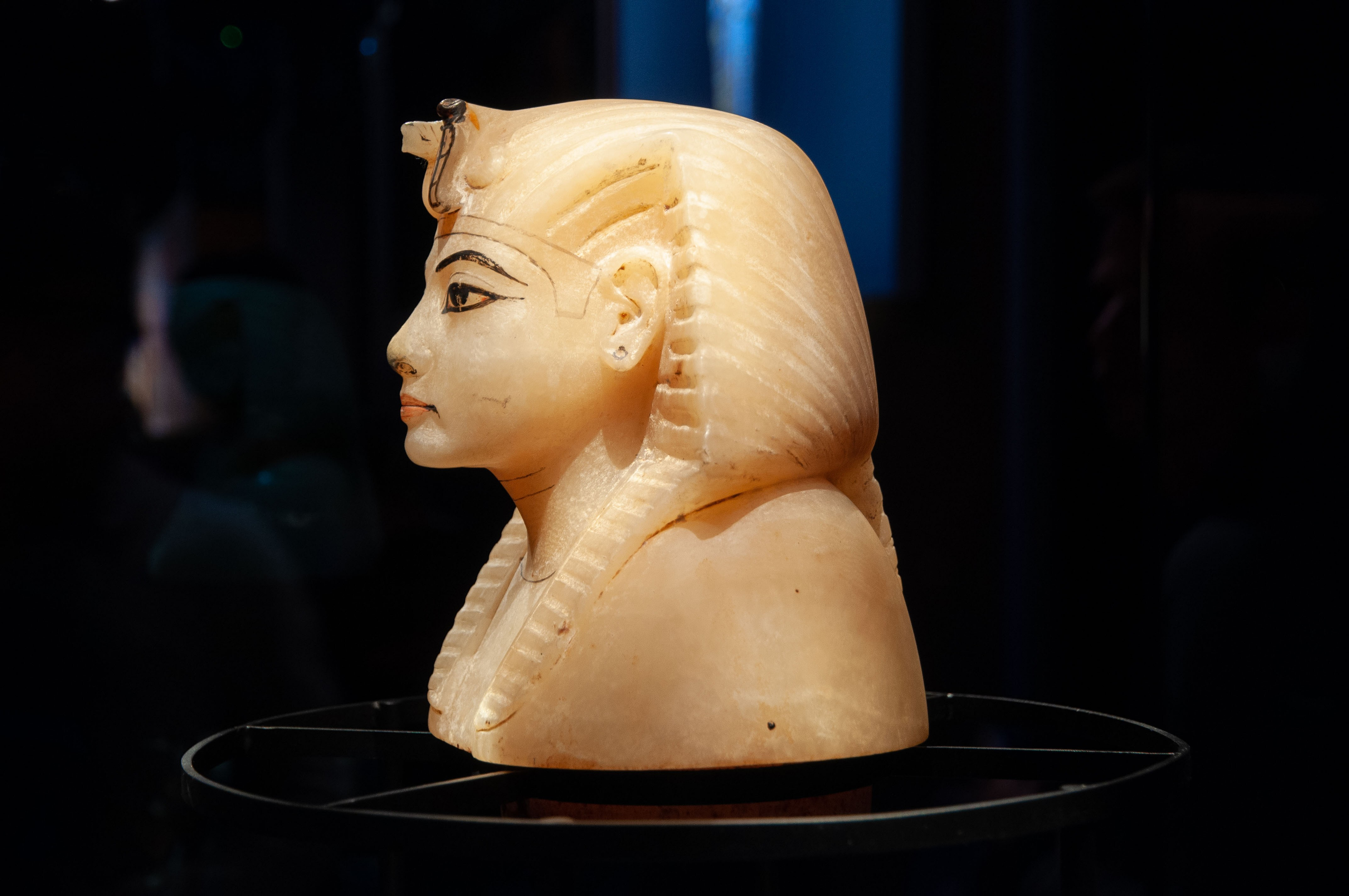
Tête inspirée du visage de Toutânkhamon au moment de son décès. Albâtre peint. Vase canope. 1327 AEC
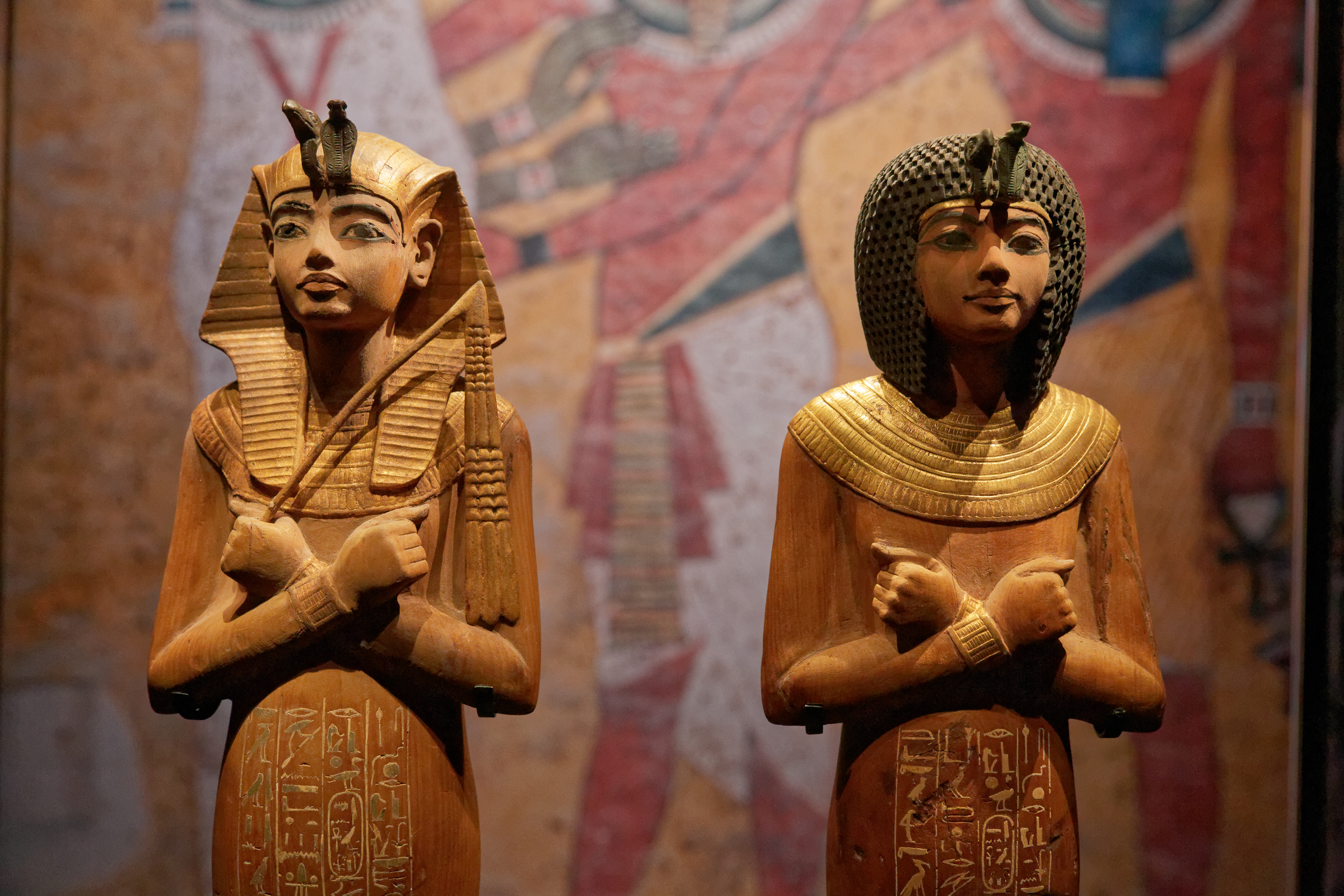
À g. ouchebti au némès doré, tenant le nekhekh. A droite, ouchebti à la perruque ronde. Bois dont ébène, bronze et or
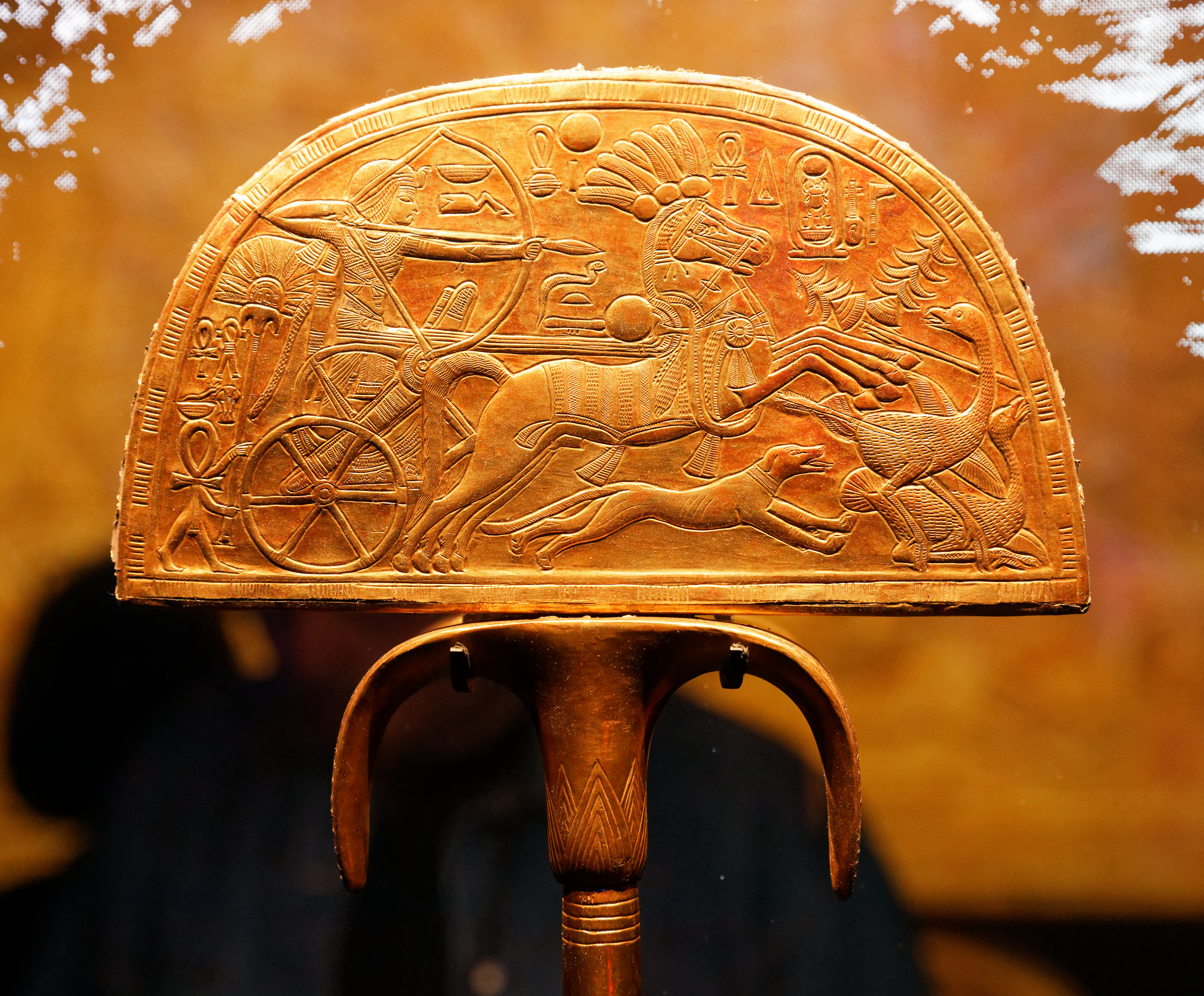
Éventail dit « de la chasse à l'autruche ». Bois doré
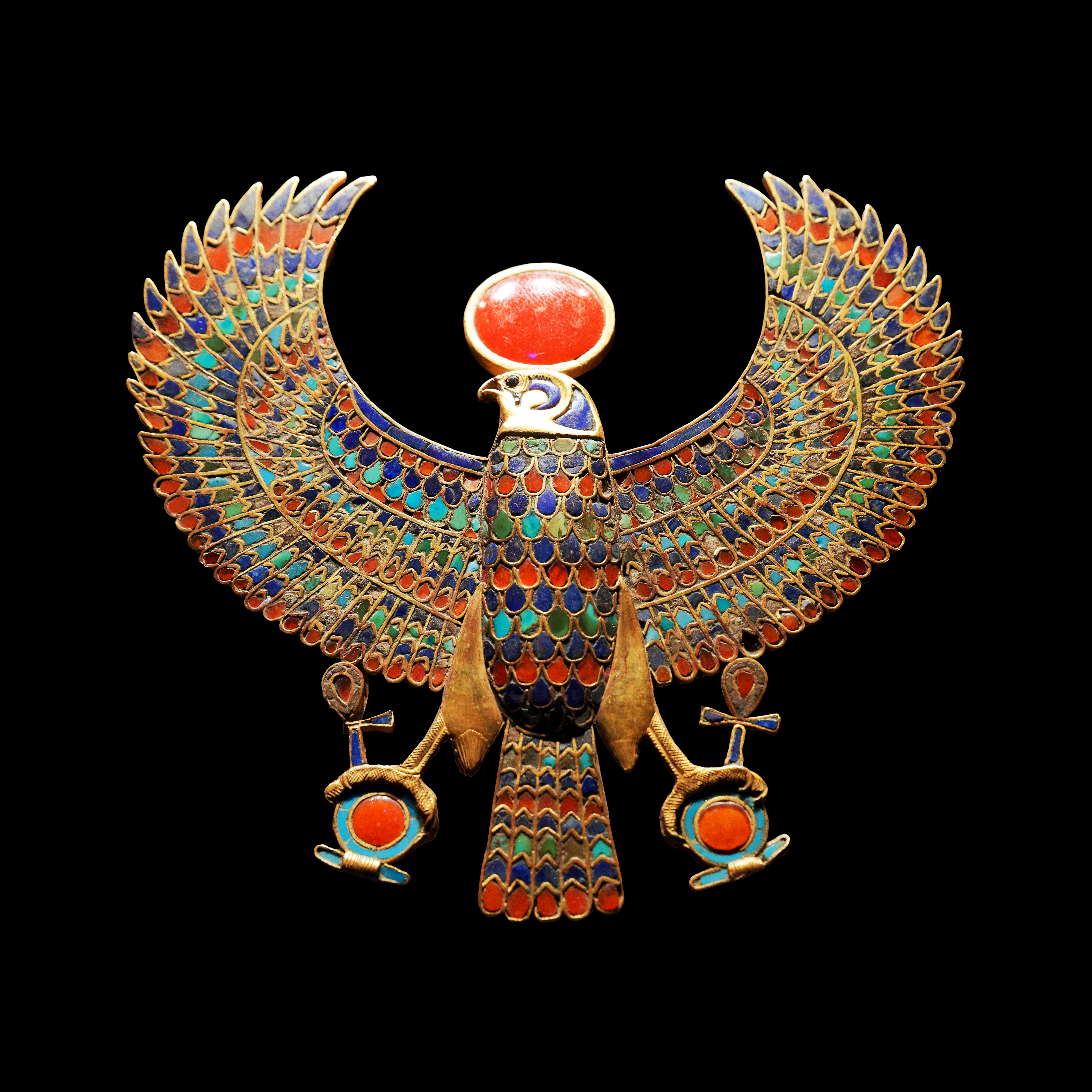
Pectoral de Toutânkhamon au faucon portant le disque solaire. Or et gemmes
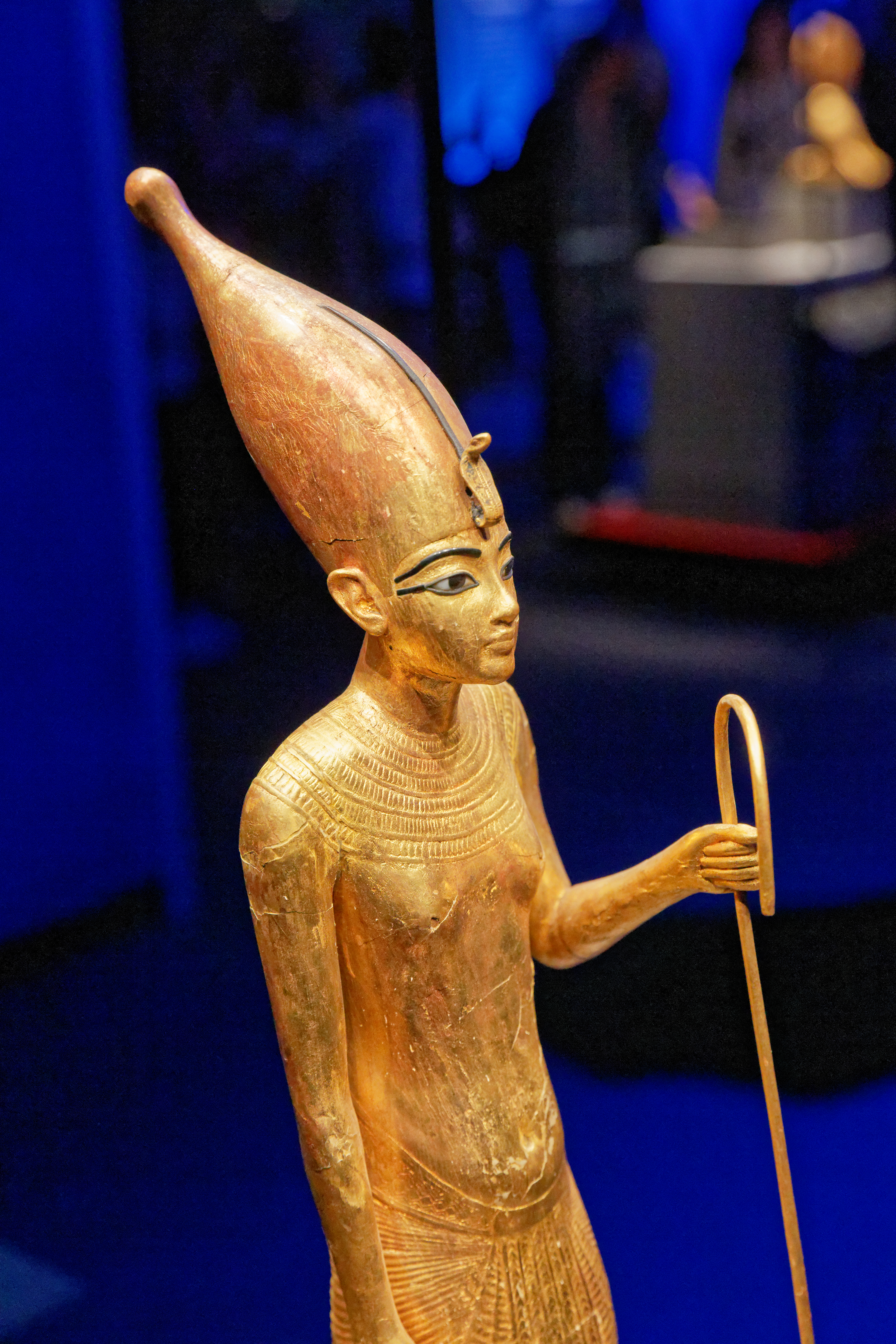
Toutânkhamon coiffé du hedjet. Bois doré
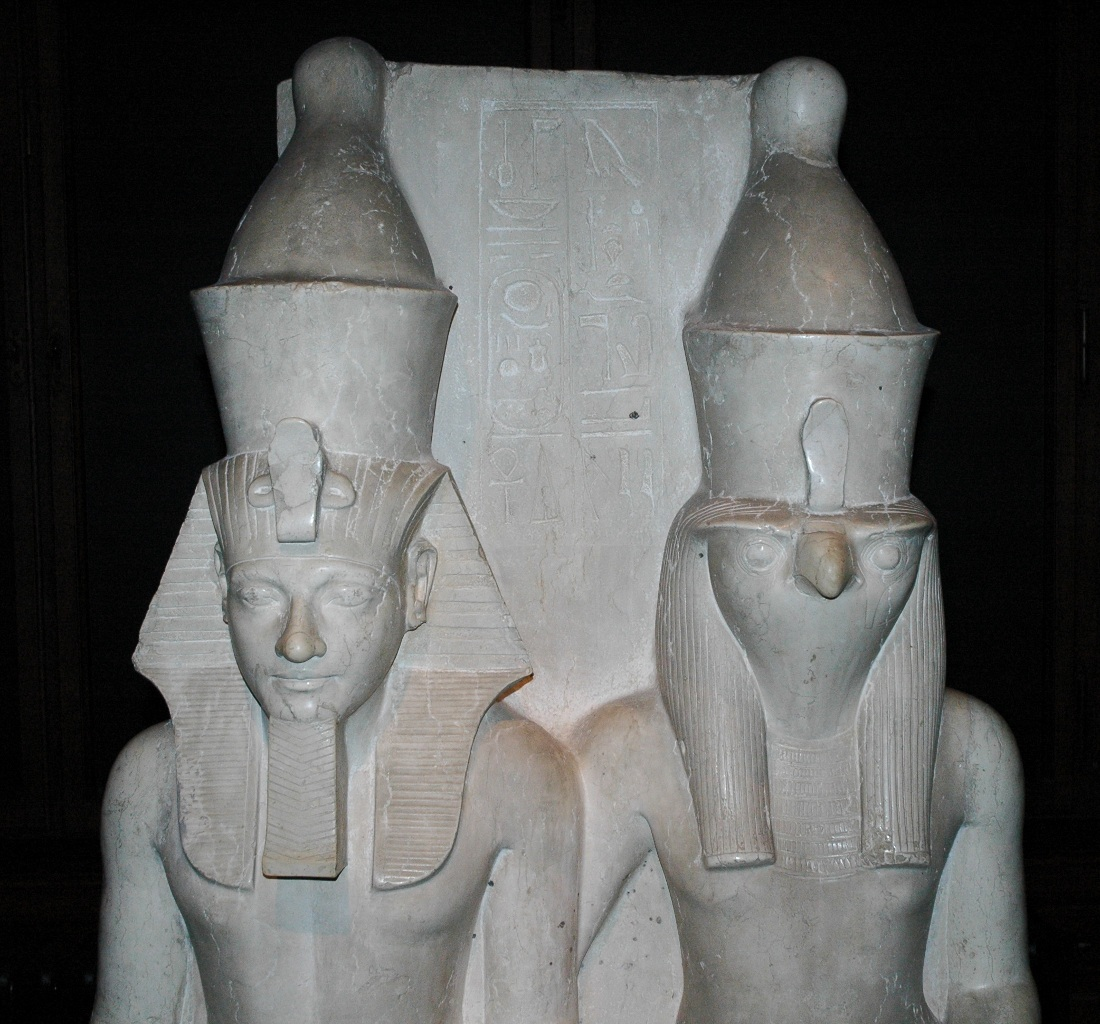
Horemheb et Horus (r. 1323-1295). Calcaire. Neues Museum

## XIXeetXXedynasties

### Art funéraire
Le temple funéraire de Séthi Ier à Abydos est le plus grand et le plus complexe hypogée de la vallée des Rois. Le plan suit les idées solaires amarniennes. Il voit le nombre des appartements doubler, et ce type sera adopté par les Ramsès. Les couleurs sont intenses : fond jaune, or et dégradé de blanc. Le style qui permet de représenter les corps, apparu sous Akhenaton, subsiste : profils très découpés des visages, corps allongés, membres souples. Ensuite, dans les tombes des Ramsès, l'usage de la couleur démontre un goût prononcé pour des teintes encore plus vives, le jaune saturé et les contrastes intenses. C'est particulièrement frappant dans la tombe de Néfertari, l'épouse de Ramsès II, pour laquelle toutes les parois sont peintes intégralement. La mode des robes à manches amples et au fin tissu plissé, à l'époque ramesside, sollicite les peintres pour inventer des effets de transparence qui introduisent de la délicatesse dans ce tombeau plutôt clinquant.

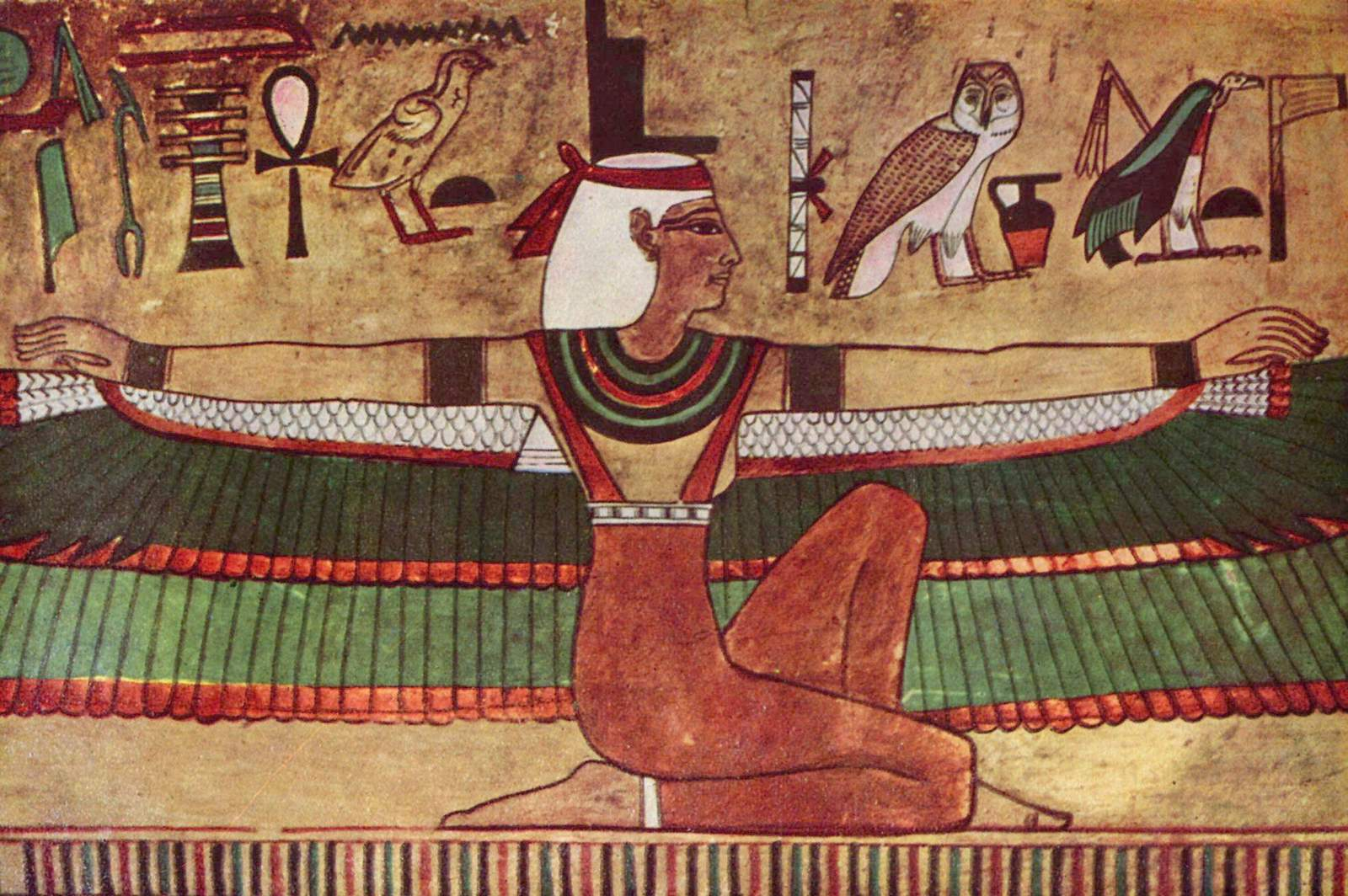
La déesse Isis. Peinture murale Tombe de Séthi Ier. v. 1360 AEC Karnak
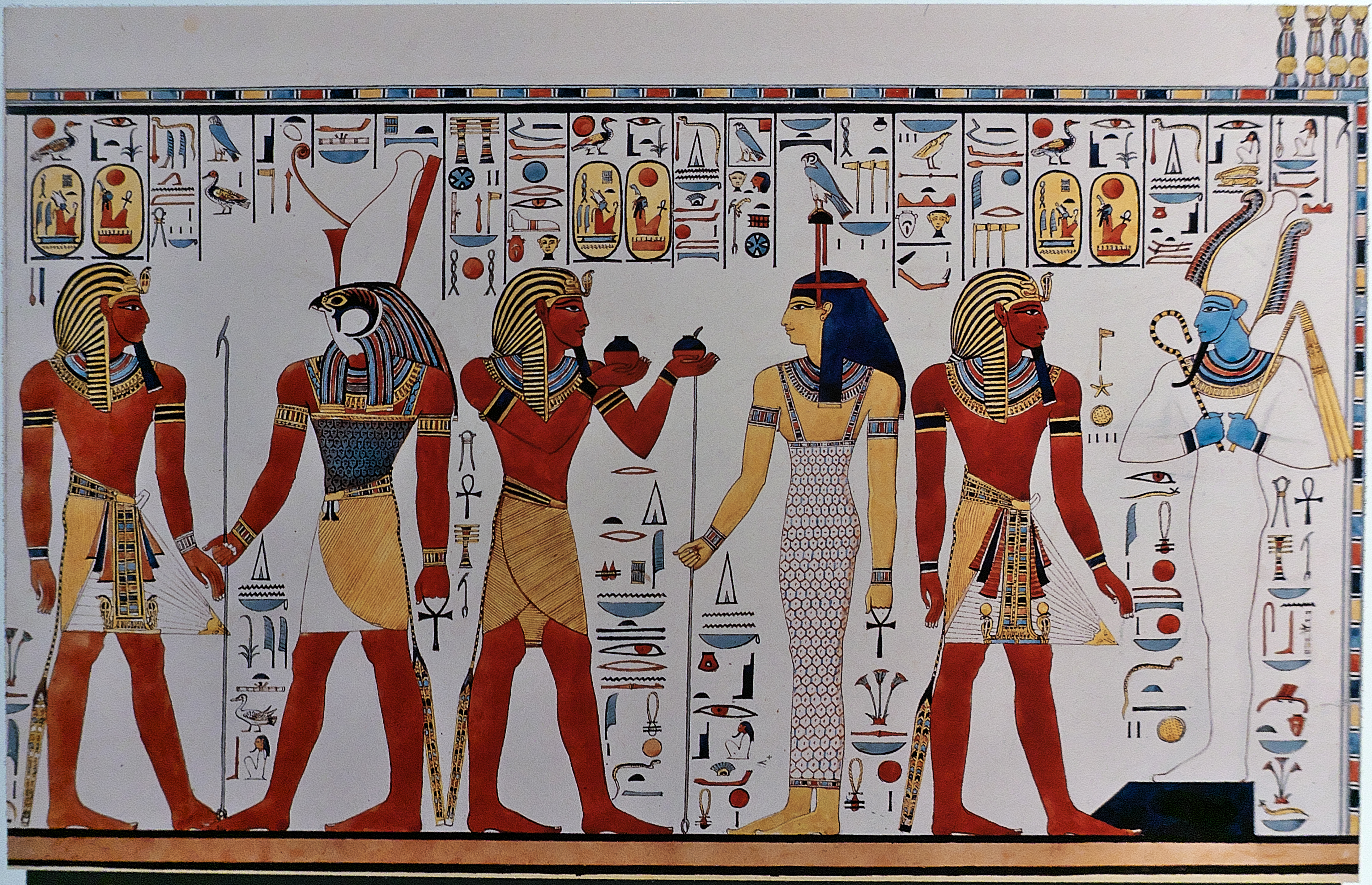
Peinture murale. Tombe de Séthi Ier KV17. (Aquarelle de Henry Salt)
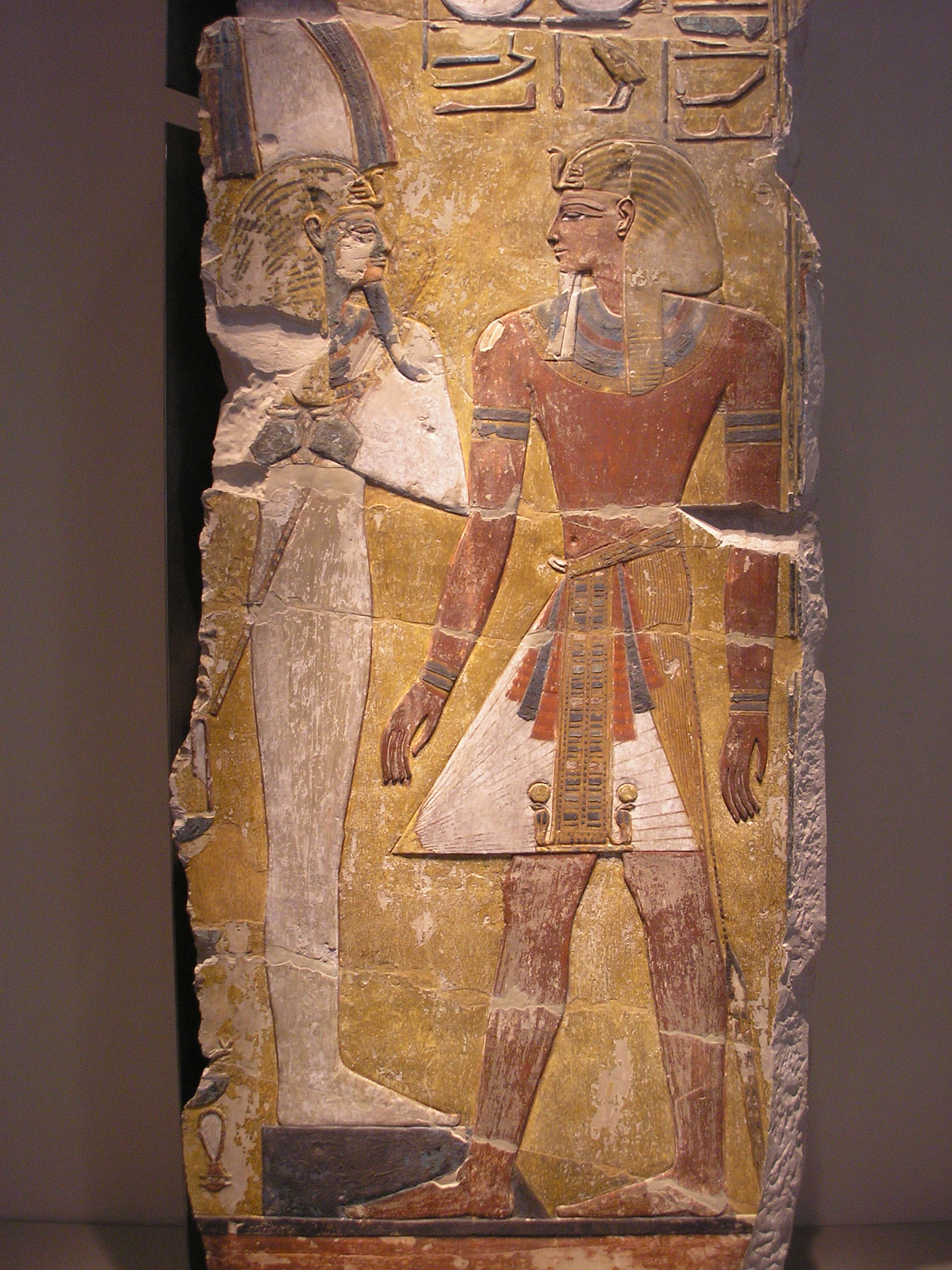
Pilier funéraire, tombe de Séthi Ier XIXe dyn. Calcaire plâtré peint H. 2,61 m Musée égyptien de Berlin
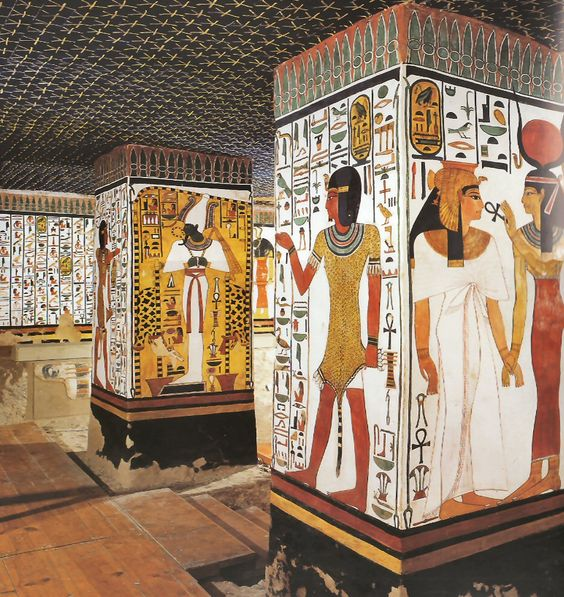
Tombeau de Néfertari (v.1302-v.1249). QV66, vallée des Reines, face à Louxor
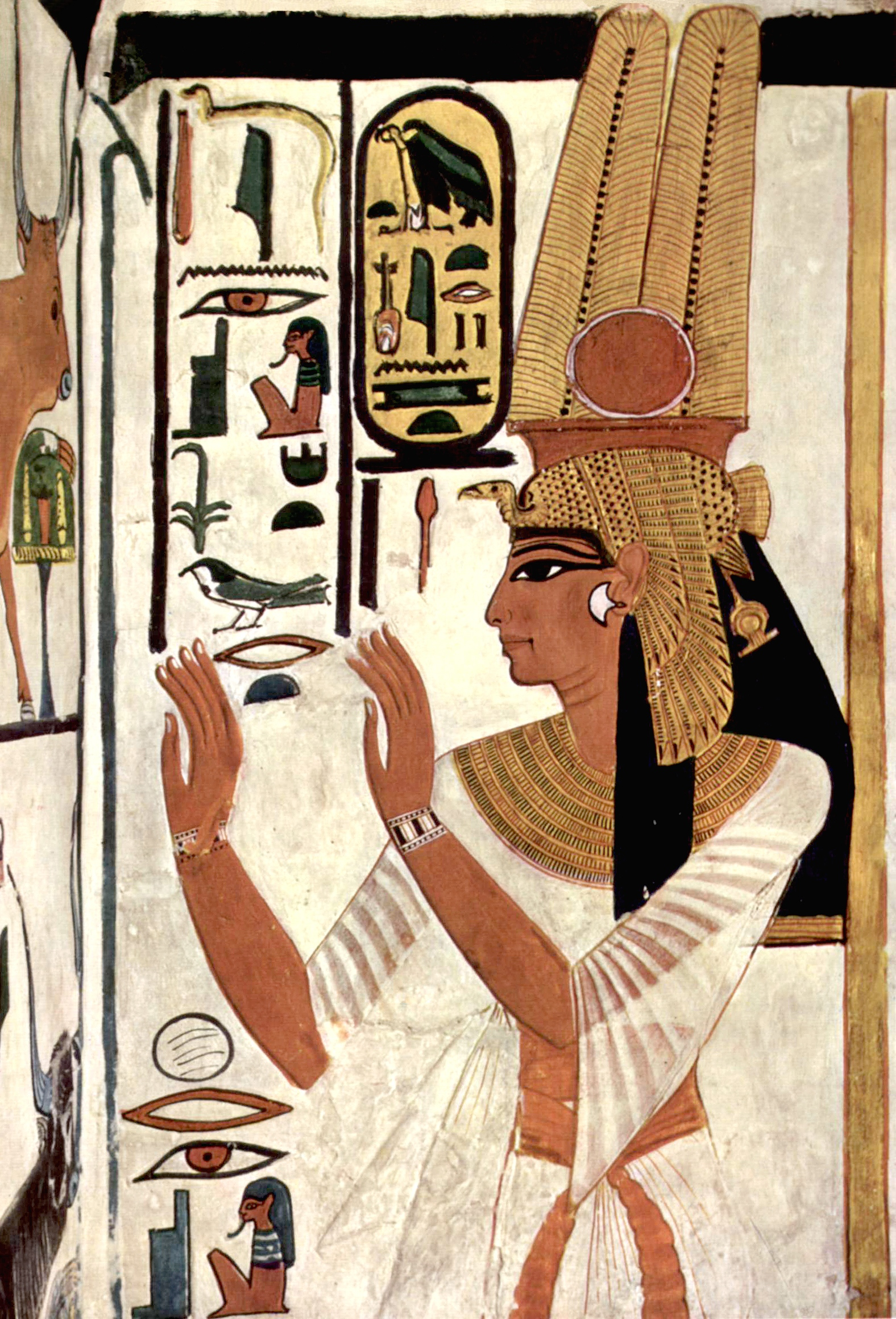
Néfertari. Tombeau, peinture murale. vallée des Reines

La célèbre tombe de Sennedjem au décor très soigné préserve le paysage du champ des Roseaux. La palette chromatique, fondée sur six couleurs, a été appliquée sur le fond ocre caractéristique des tombeaux de Deir el-Médineh des auteurs Christiane Ziegler et Bovot, La tombe de Sennedjer, São Paulo, 2001. La qualité des peintures de ce tombeau est exceptionnellement représentatif du soin que les ouvriers de Deir el-Bahari pouvaient apporter à l'édification de leur propre tombeau, tout au long de leur vie. Le cimetière jouxtant le village. La tombe d'Inerkhaouy (TT359), plus tardive (Ramsès III - Ramsès IV)) se distingue de ses contemporaines qui ne manifestent aucun esprit créatif, étant banalement bariolées de vives couleurs. La scène du chat et du serpent est la plus réussie, le chat ressemble plus à un lion et le serpent prend un air bien gentil, avec une curieuse inversion des rôles et des détails intelligents, comme le pelage, avec plusieurs solutions graphiques et colorées. Mais c'est une exception.

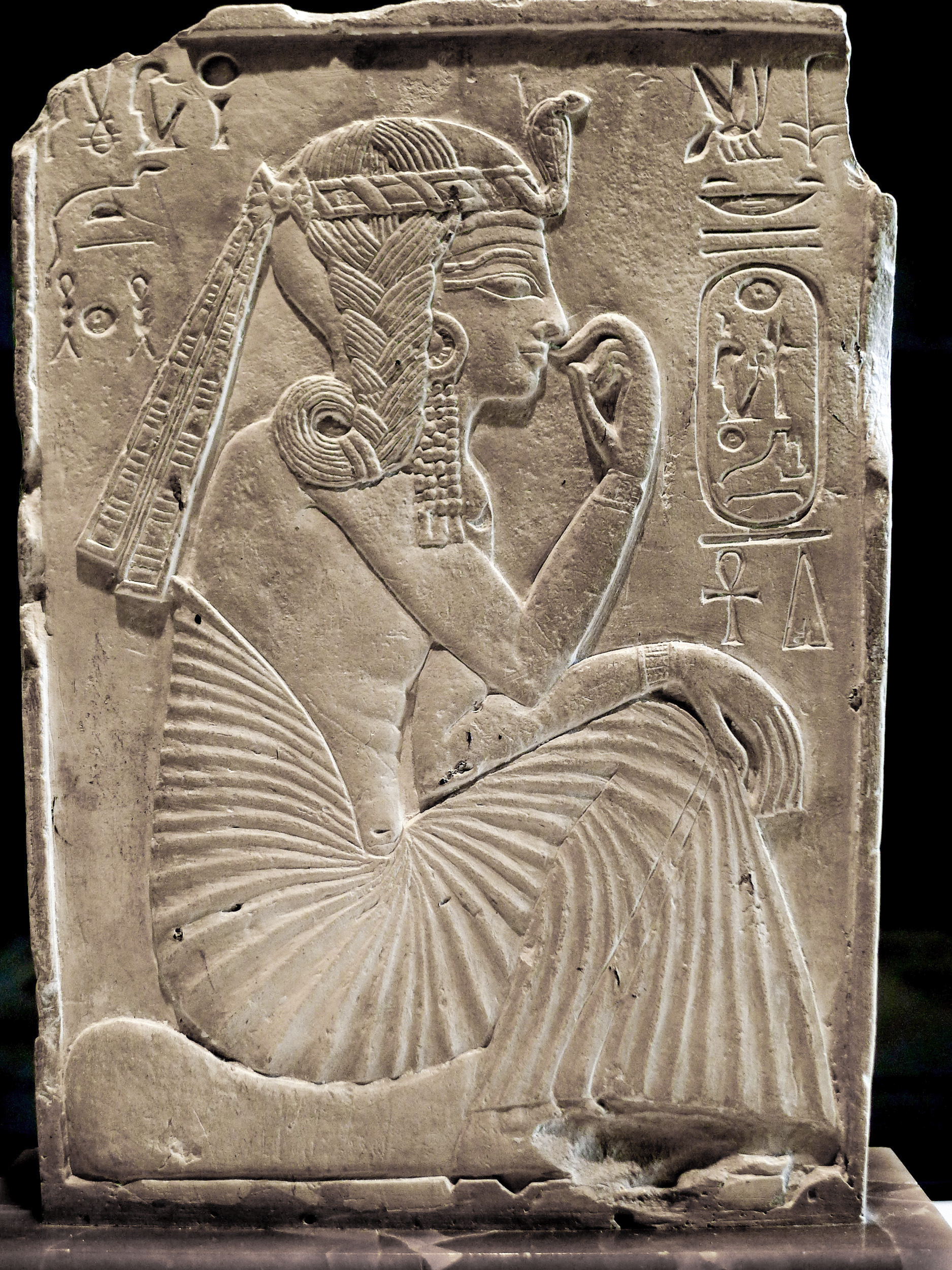
Ramsès II enfant. 19e dyn. Calcaire, H. 18 cm.
Louvre[44]
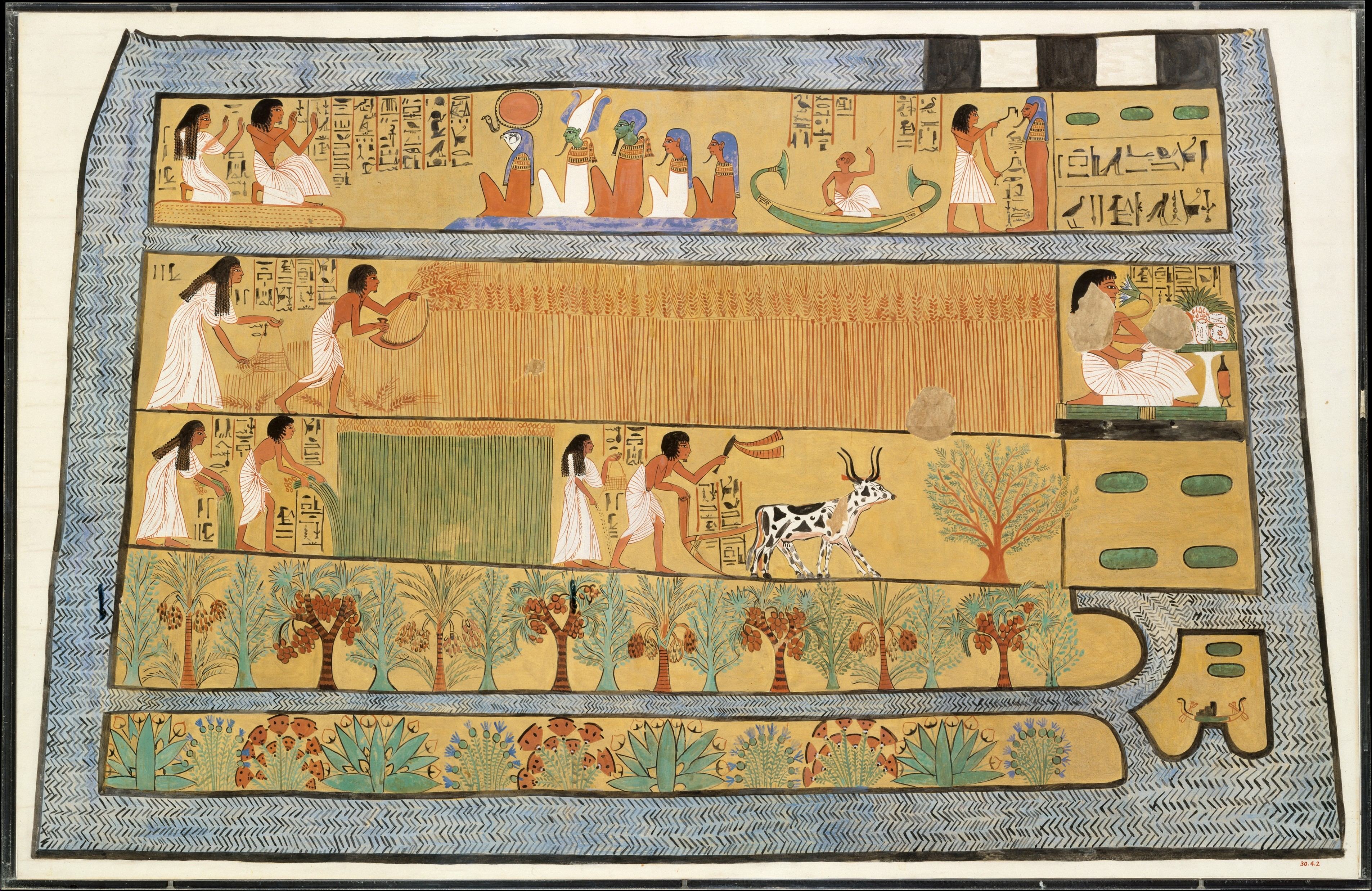
Le champ des Roseaux, domaine d'Osiris. Peinture murale de la tombe de Senedjem, XIXe dyn. (fac-simile du Met)
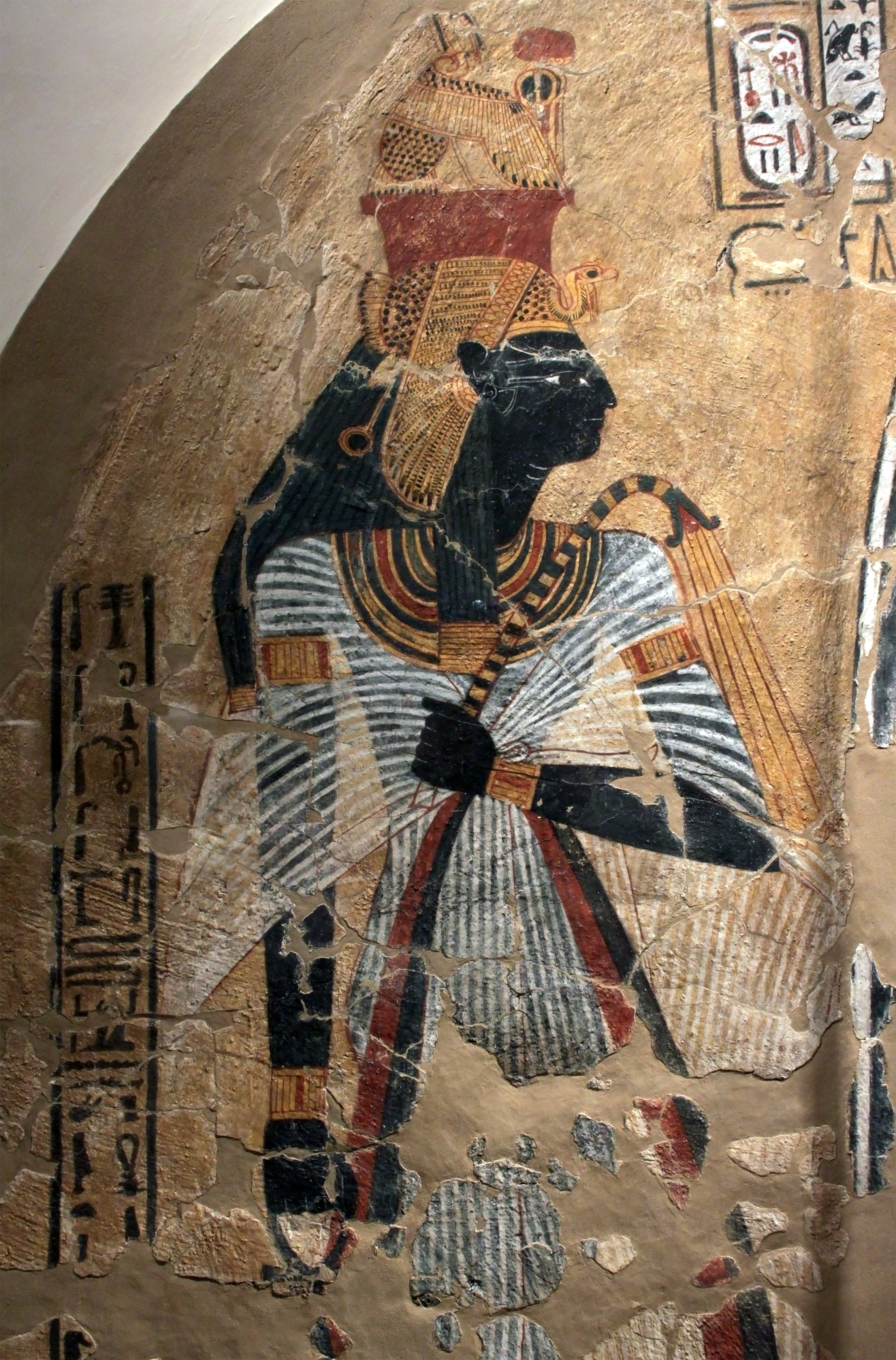
La reine Ahmès-Néfertary déifiée. Tombe d'Inerkhaouy TT359. Deir el-Medineh, XXe dyn. Neues Museum
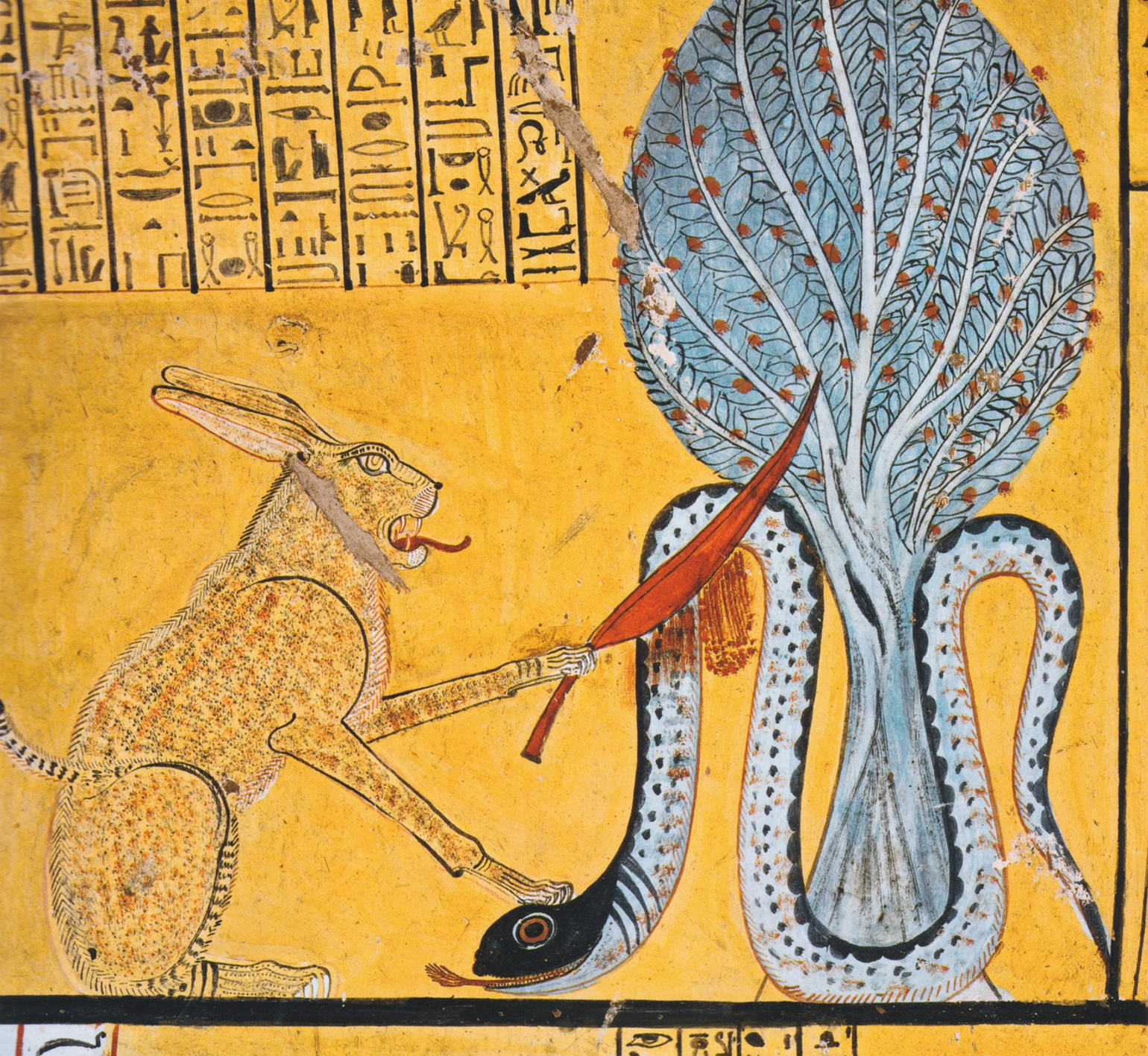
Chat tuant un serpent devant l'arbre-iched (chap. 17, Livre des morts), Deir el-Médineh. Tombe d'Inerkhaouy (chef d'équipe, « pluridisciplinaire »)
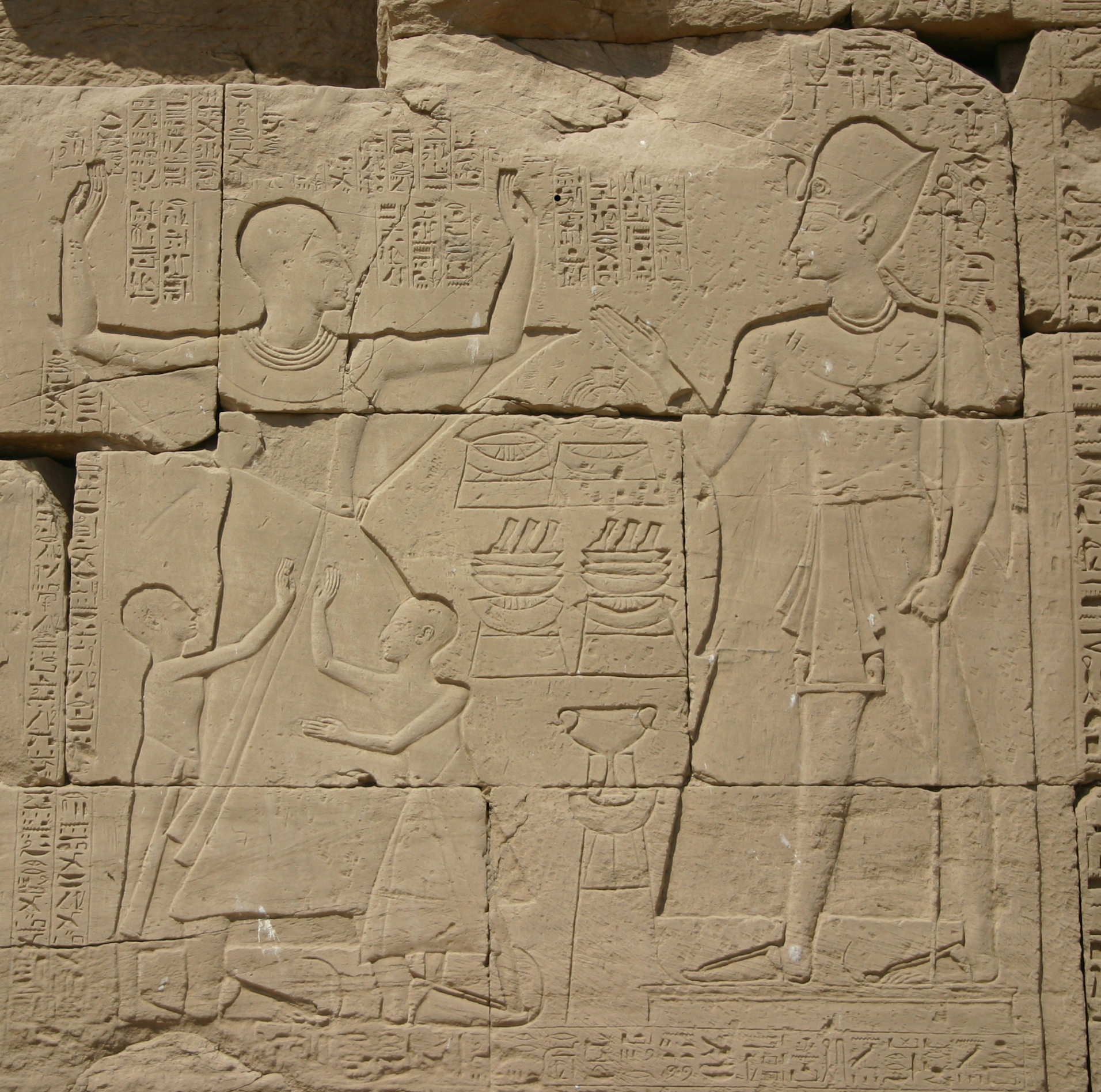
Le grand prêtre d'Amon, Amenhotep et Ramsès IX, XXe dyn.. Relief en creux. Karnak.

### L'image du pouvoir

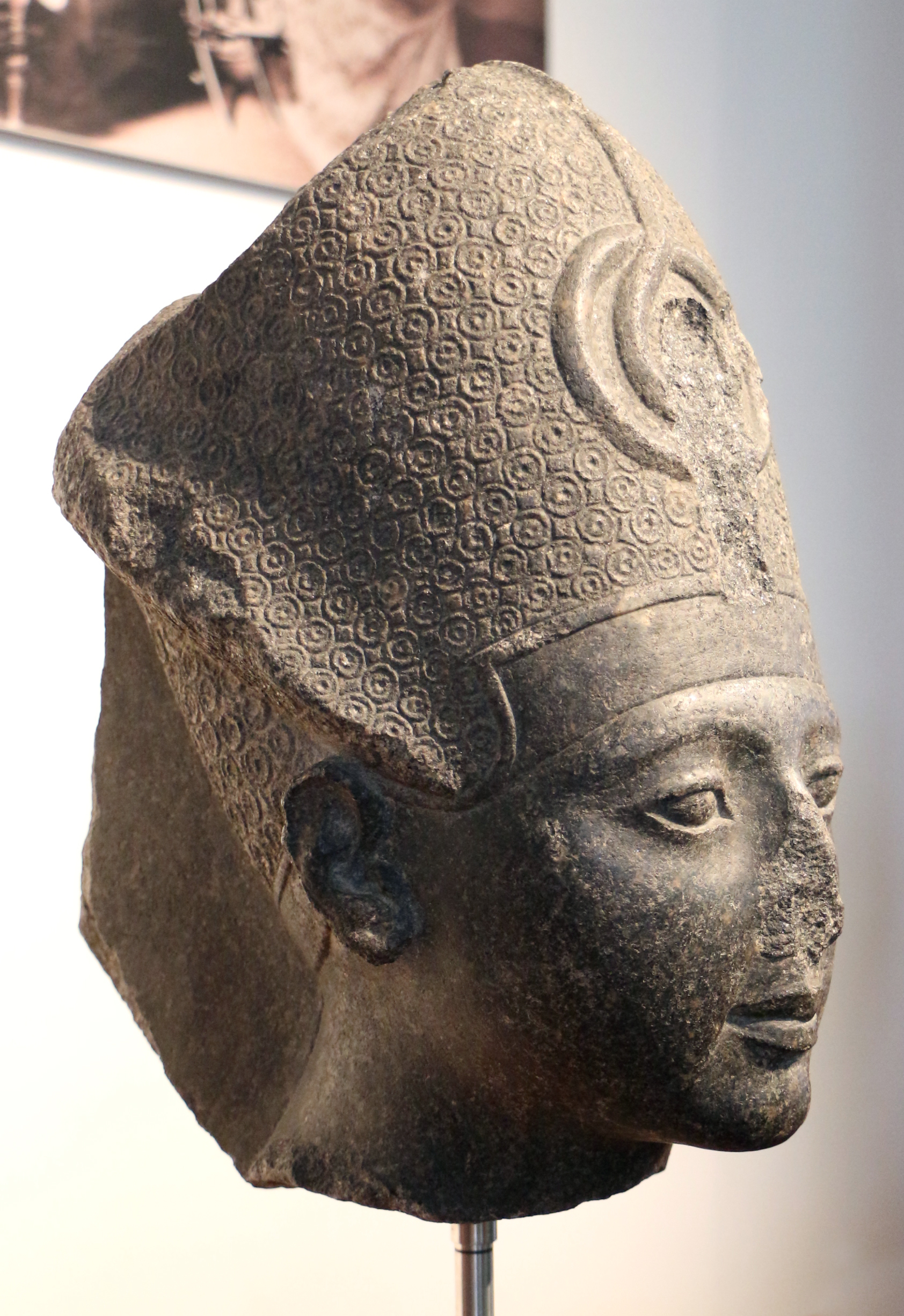
Séthi Ier. Granit. Musée Barracco Rome

L'art royal des Ramessides revient à des solutions plus anciennes, du début de la XVIIIe dynastie. La statue-portrait de Ramsès II (Turin) en est un bon exemple : jeunesse éternelle du pharaon idéalisé dans une diorite sombre. Il reprend une attitude traditionnelle qui remonte au règne de Thoutmôsis III, la reine Néfertari en taille réduite est à sa droite, et son fils à sa gauche. Il est coiffé du khépresh, la couronne bleue des « rois de guerre ». Il porte un collier ousekh et tient le sceptre héqa dans la main droite. Sous son règne, de nombreux militaires parviennent au sommet de l'État. Les soldats, de leur côté, rendent un culte appuyé à différents types de statues figurant le roi. Cette pratique est héritée de la période des Thoutmôsis, mais elle se renforce au XIIIe siècle (Ramsès Ier, Séthi Ier, Ramsès II, Mérenptah). À Abou Simbel, à Louxor comme à Pi-Ramsès des statues colossales du souverain sont élevées, et un grand nombre de petites stèles sont érigées par des soldats dans le delta oriental, ce qui témoigne qu'un culte des statues royales était très répandu dans la population des militaires. Elles étaient là aussi pour impressionner les peuples voisins et les marchands.
- Ramsès II assis. Diorite, H. 194 cm.
Musée égyptologique de Turin
- Ramsès II et Horus
Calcaire peint. Vers 1275
Bas-relief. XIXe
Temple de Ramsès II, Abydos
Musée du Louvre

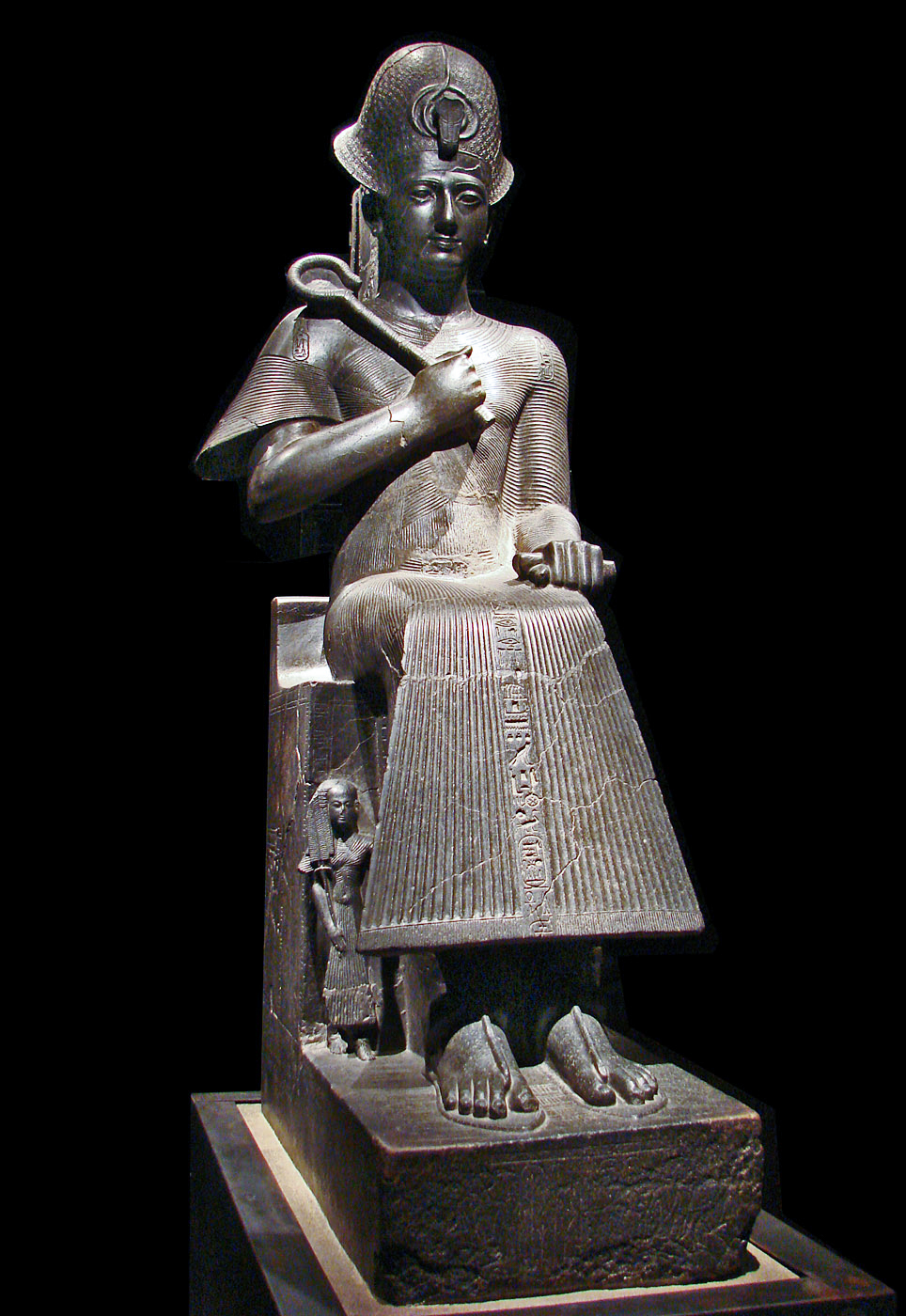
Ramsès II assis. Diorite, H. 194 cm. Musée égyptologique de Turin
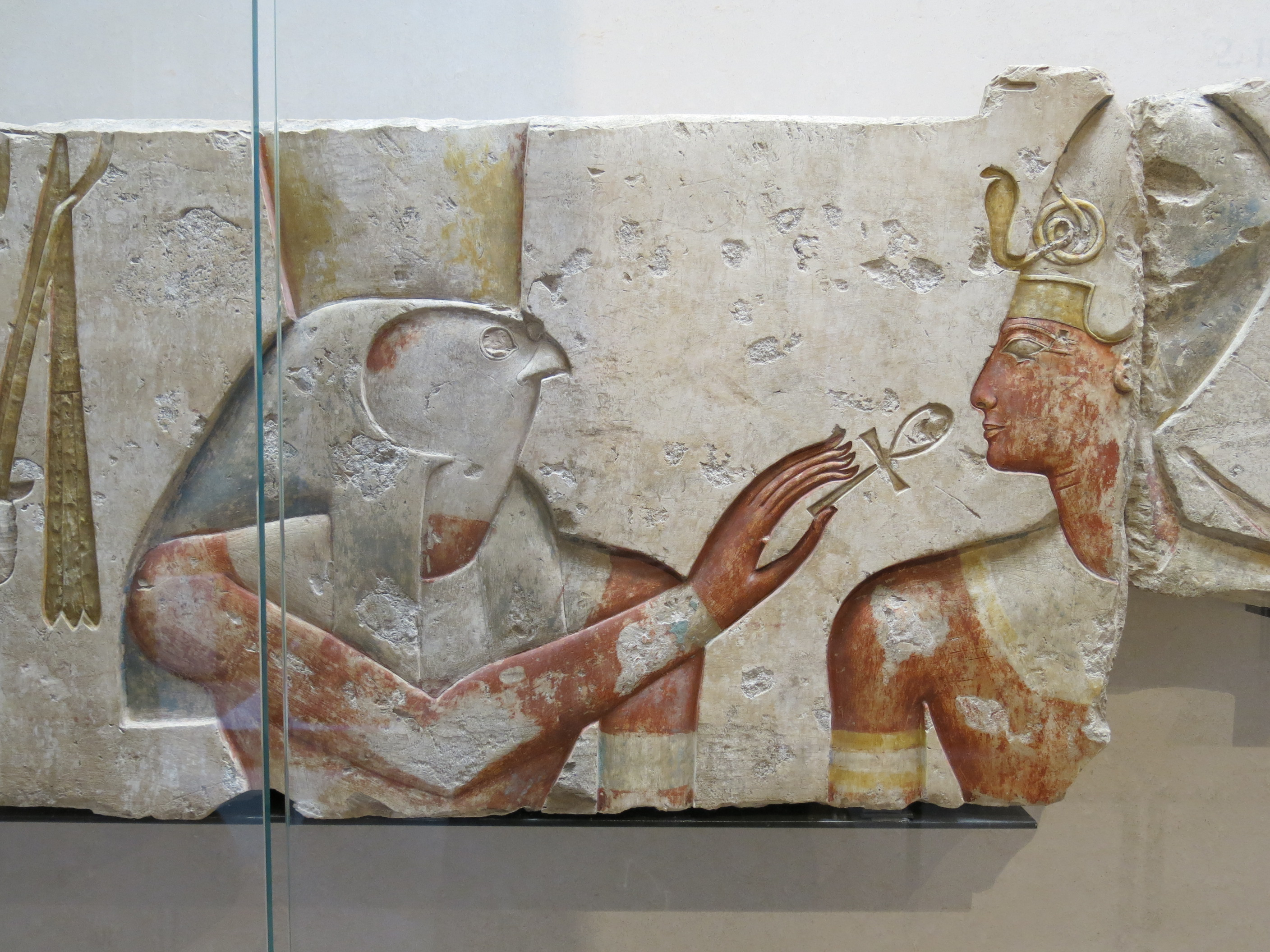
Ramsès II et Horus Calcaire peint. Vers 1275 Bas-relief. Temple de Ramsès II, Abydos Musée du Louvre
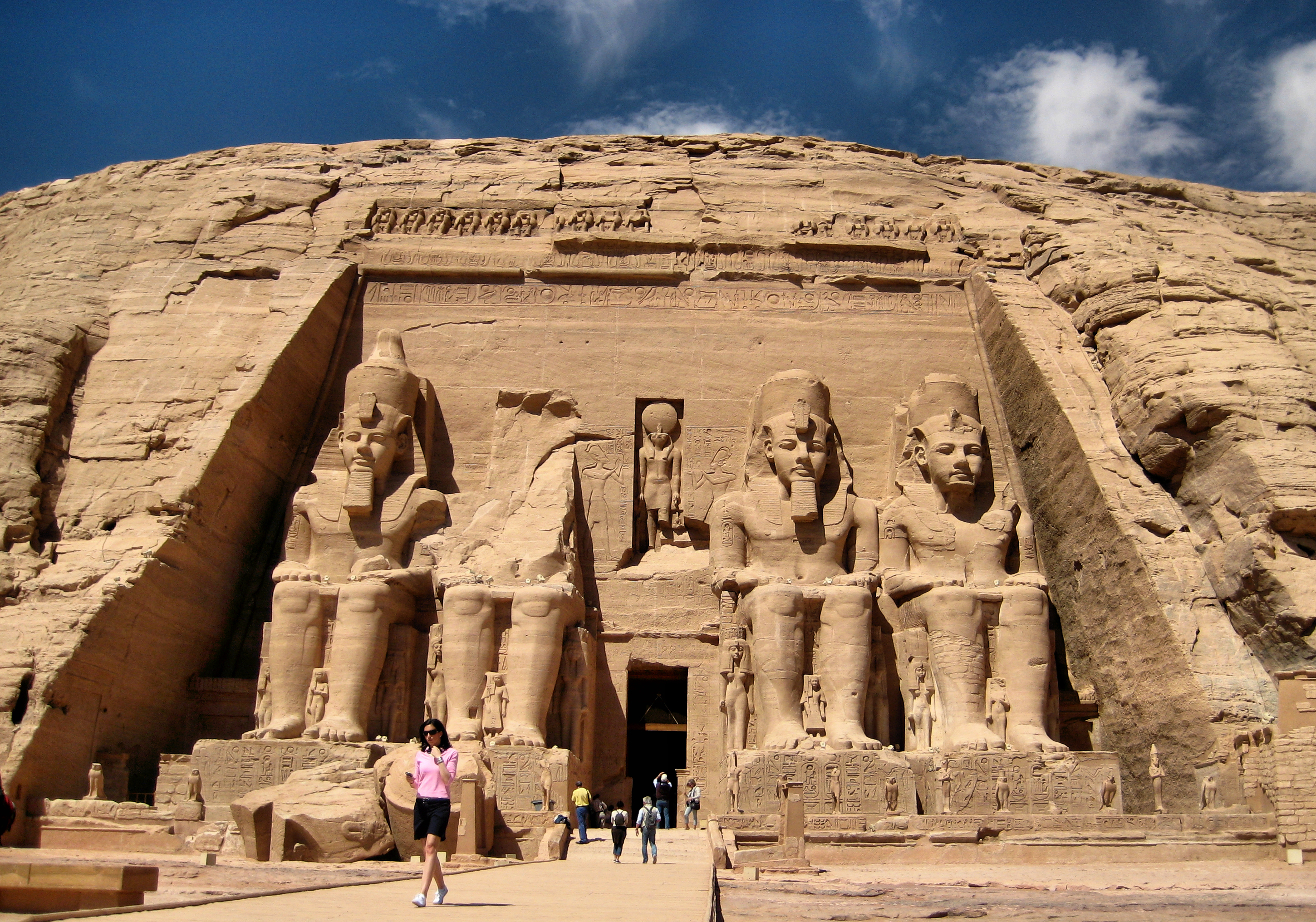
Grand temple d'Abou Simbel. Divinisation de Ramsès II : quatre figures colossales. Nubie. Règne de Ramsès II, XIXe dyn.
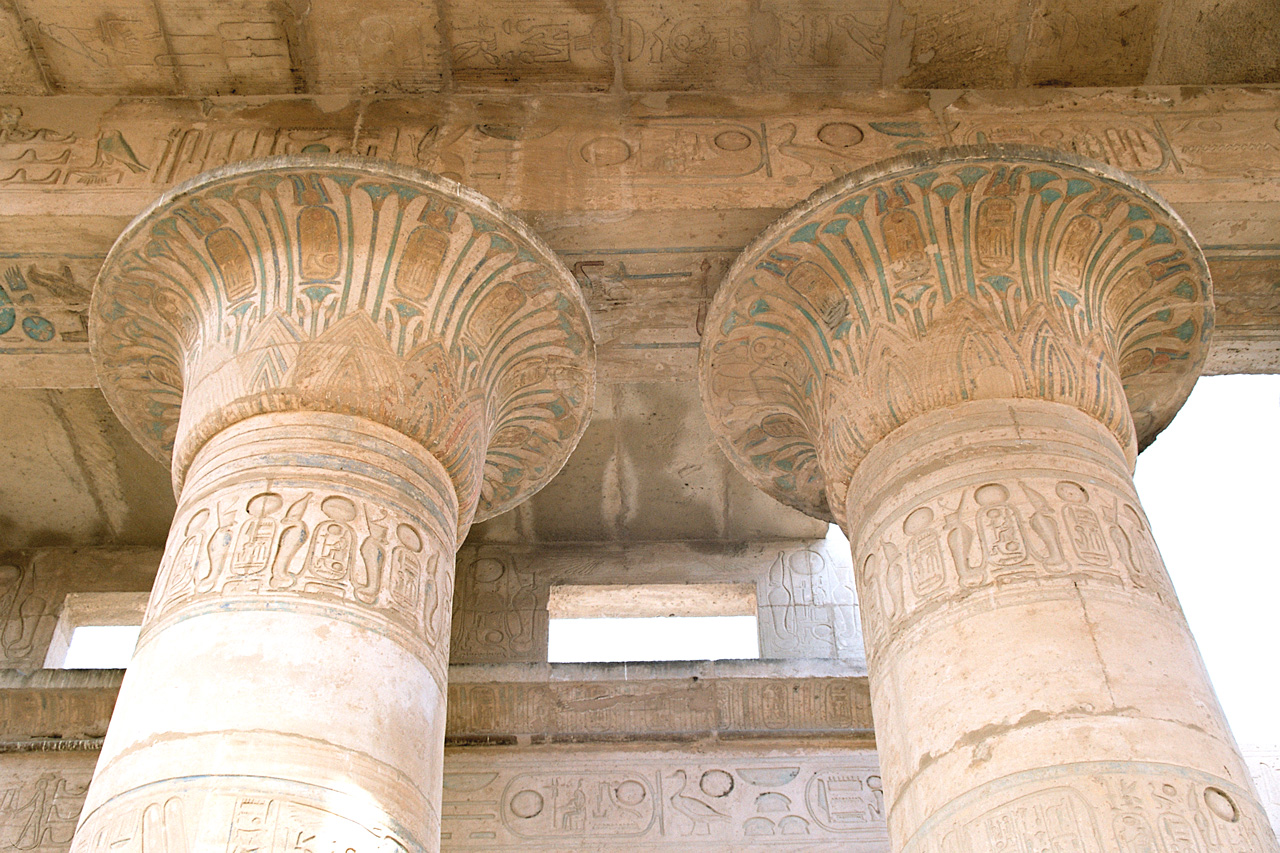
Colonnes campaniformes à chapiteau ouvert. Ramesséum, Ramsès II. Louxor
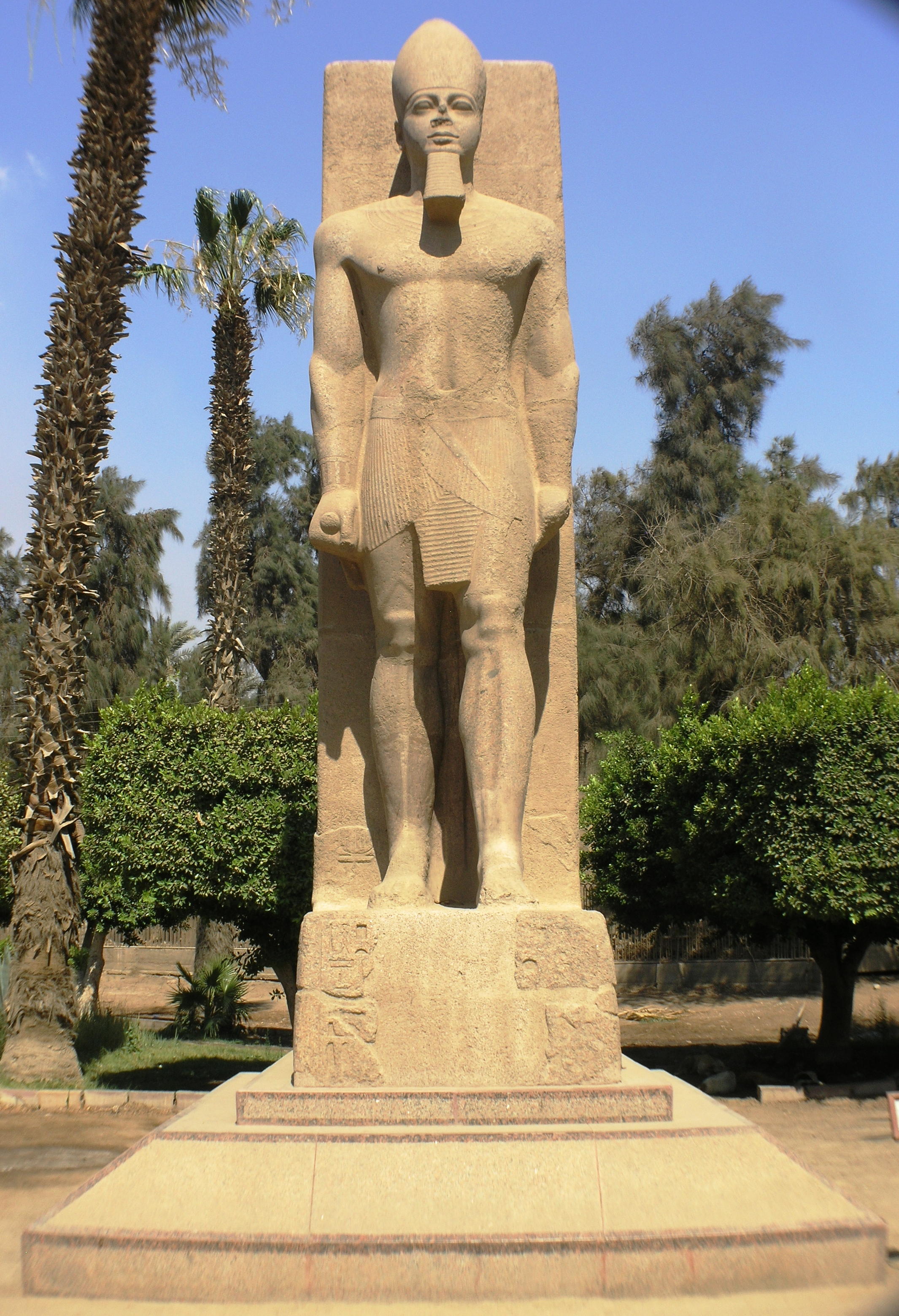
Statue colossale de Ramsès II offerte à l'adoration de la foule, des soldats en particulier. Memphis

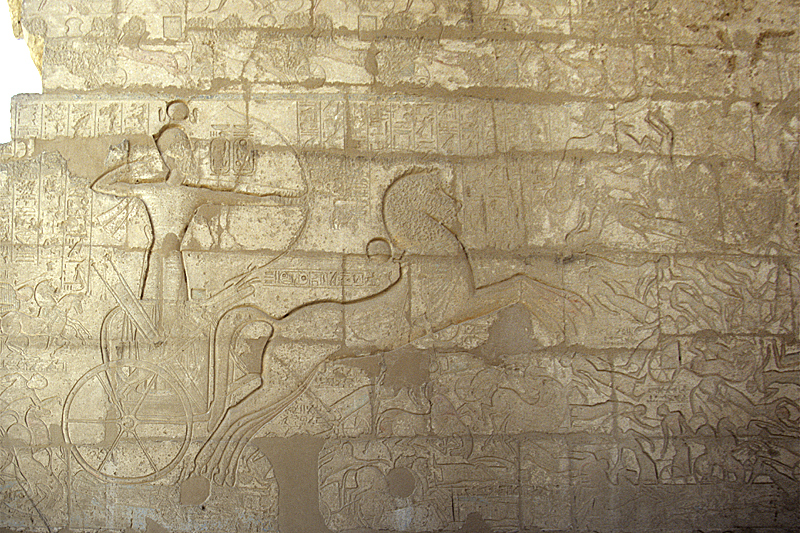
Ramsès II vainqueur à la bataille de Qadesh. Ramesséum
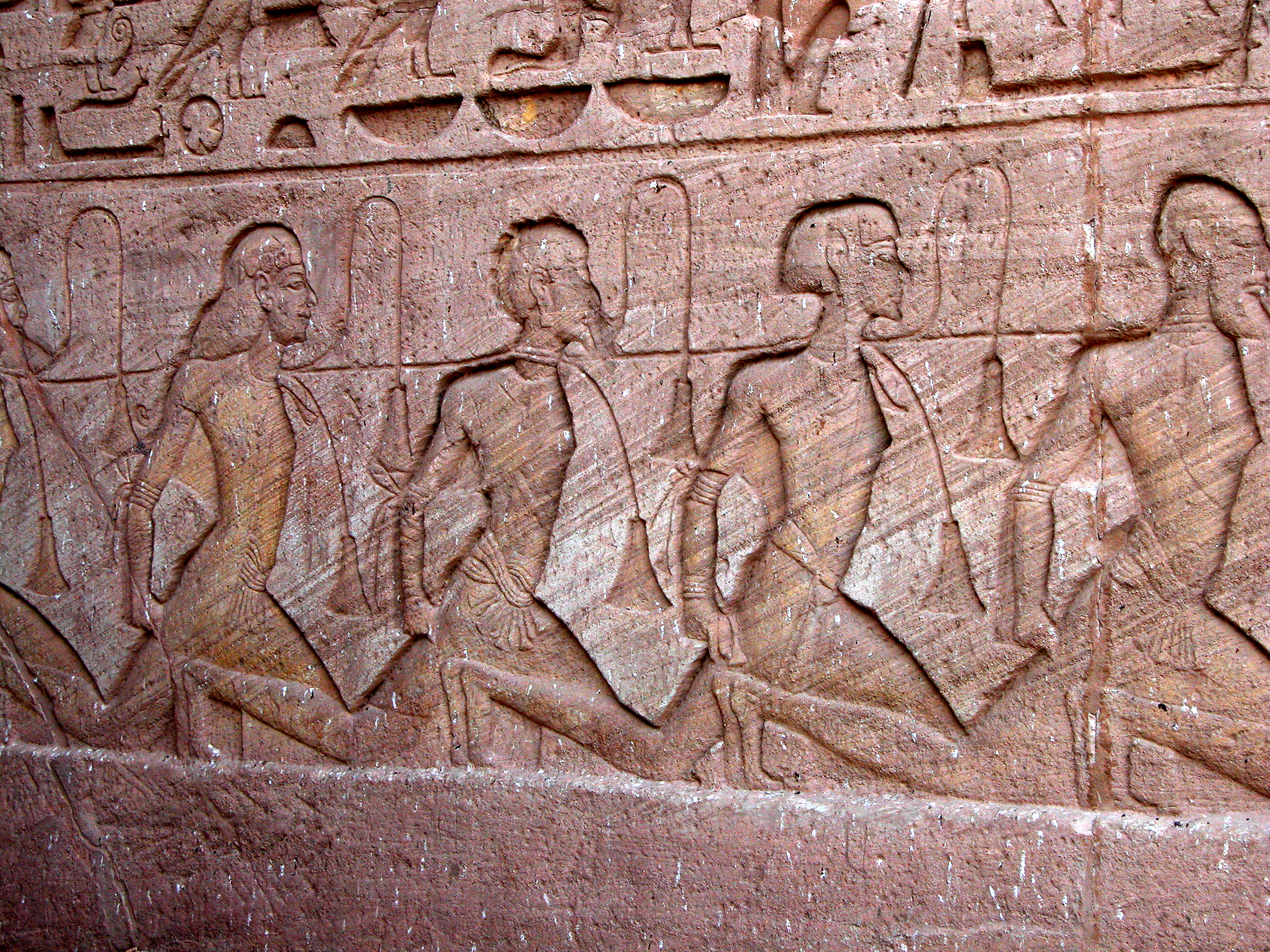
Peuples du Nord réduits en esclavage. Temple de Ramsès II, Abou Simbel
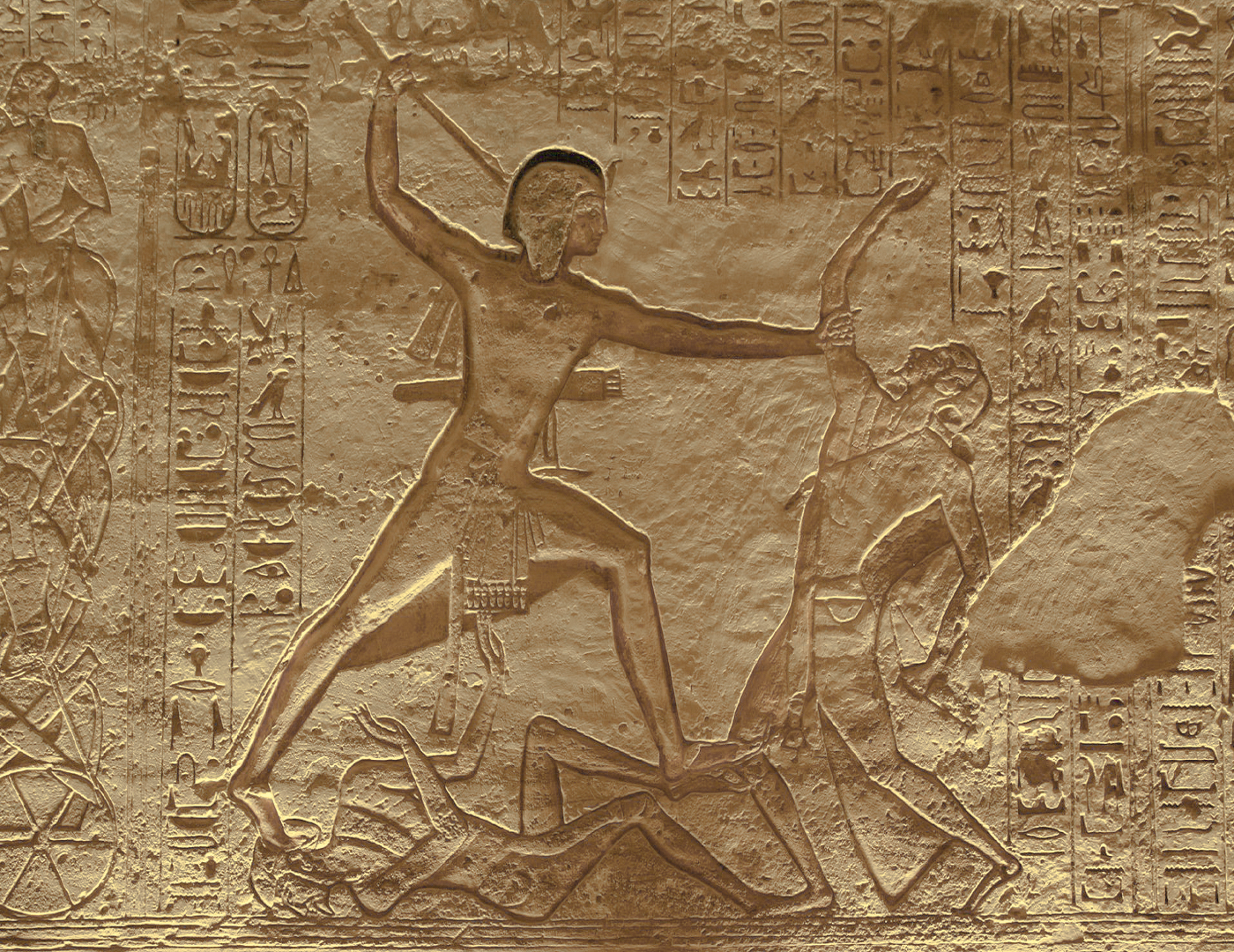
Ramsès II tuant un chef libyen. Abou Simbel
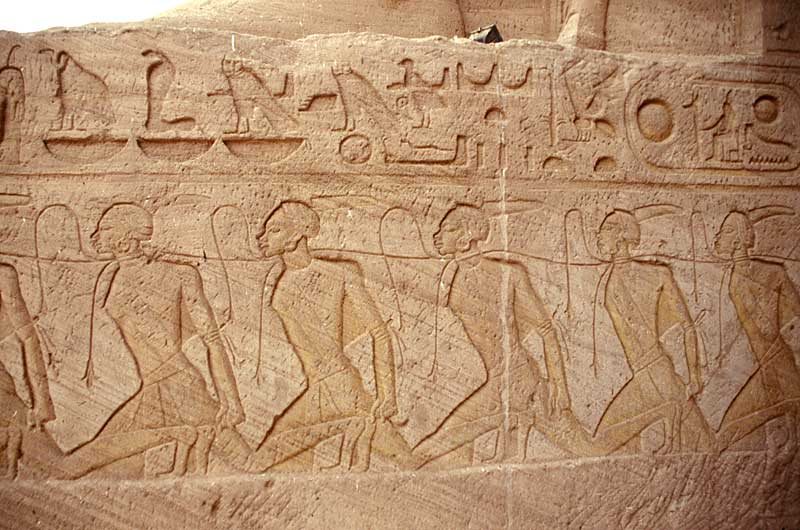
Nubiens réduits en esclavage. Temple de Ramsès II, Abou Simbel
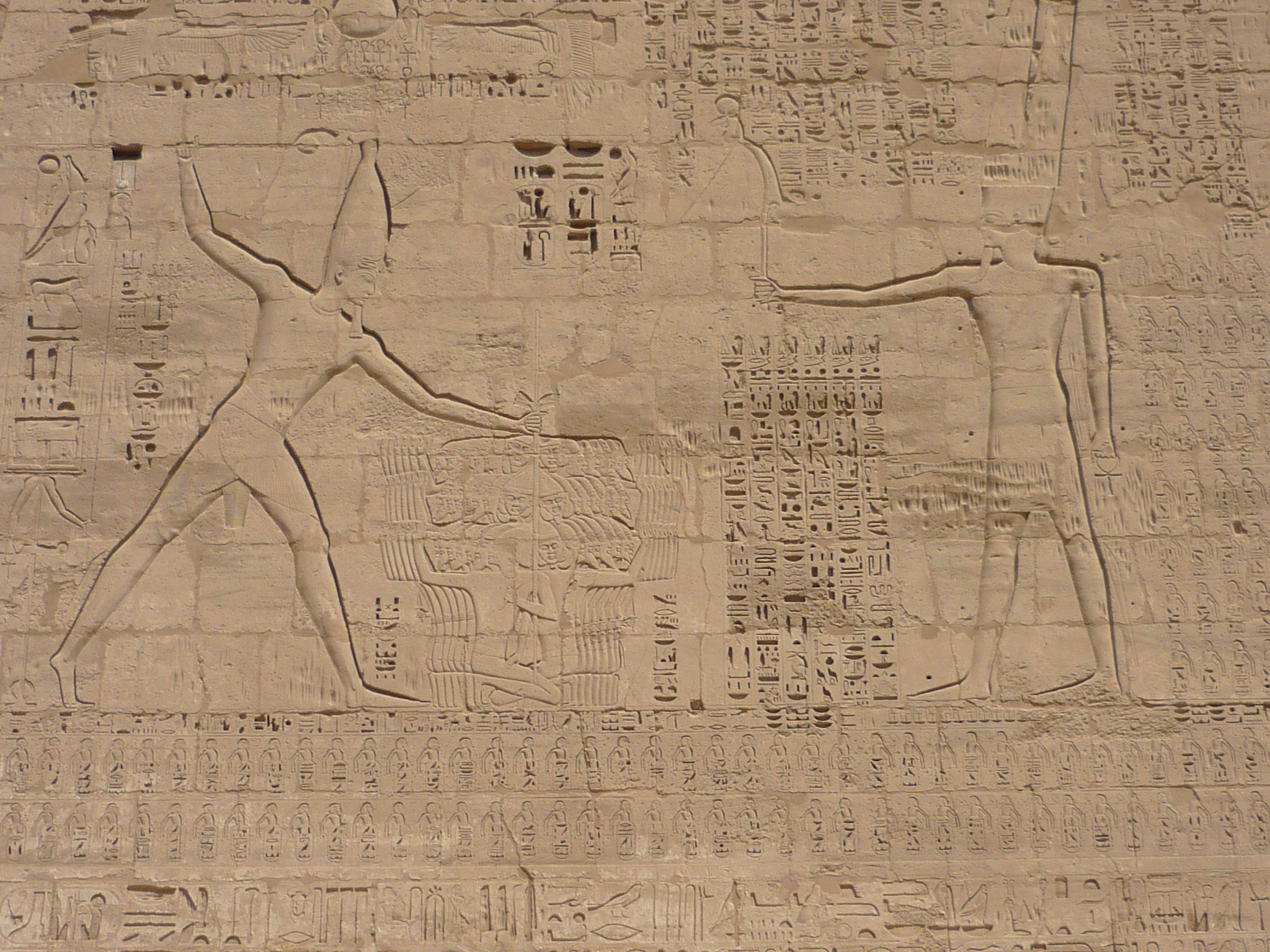
Ramsès III vainqueur et le dieu Amon. Médinet Habou

Ramsès II est, enfin, celui qui a fait construire le plus de monuments dans l'ancienne Égypte. Parmi ceux-ci, les plus célèbres sont le Ramesséum, le temple de Ramsès II, Abydos et le grand temple d'Abou Simbel. Mais la partie essentielle de cet héritage est perdue, c'est l'ancienne capitale Pi-Ramsès. L'archéologie en retrouve les traces, sur place et dans l'ancienne Tanis, qui prit la relève, deux-cents ans plus tard, de la capitale ensablée en raison du manque d'entretien de ce bras du Nil à la fin de la XXe dynastie. La cité disparue, base militaire autant que capitale administrative, semble avoir été bâtie autour d'un temple au moins aussi grand que le Ramesséum. Il n'en reste plus que deux pieds, sur un socle noyé dans les herbes.

## Céramique et art du verre. Joaillerie. Ébénisterie
La terre cuite claire est, pour les pièces les plus luxueuses, peinte en bleu avant de recevoir un dessin au pinceau de noir ou/et de rouge. L'usage de la faïence égyptienne est assez répandu parmi les classes aisées. Les ingrédients de la faïence ne sont ni rares ni précieux. Ils conviennent parfaitement pour des objets tels que les ouchebti qui accompagnent le mort. Ces petites statuettes sont souvent en faïence bleu-vert, bleu azur ou bleu égyptien (des glaçures au cuivre) qui peut être relevée d'un trait ou de points d'émail noir, comme sur les coupes bleues ou « coupes des marais », souvent occupées par la déesse Hathor ou la déesse hippopotame, Taouret. Ces coupes pouvaient aussi bien servir au culte de la déesse, au temple, qu'à la maison ou emporté dans la tombe. Le motif du nénuphar est symbole de renaissance, le dieu Soleil étant né d'une première fleur au commencement du monde.
La faïence égyptienne est aussi utilisée comme carreaux de revêtement, souvent ornés de scènes d'un très grand naturalisme à l'époque amarnienne. La faïence égyptienne est, enfin, employée pour des ornements corporels, qu'il s'agisse d'une simple perle ou d'un pectoral.
Le verre coulé permet d'obtenir des effets spectaculaires pour de petits flacons (flacon à khôl, balsamaire à parfum) et des perles.

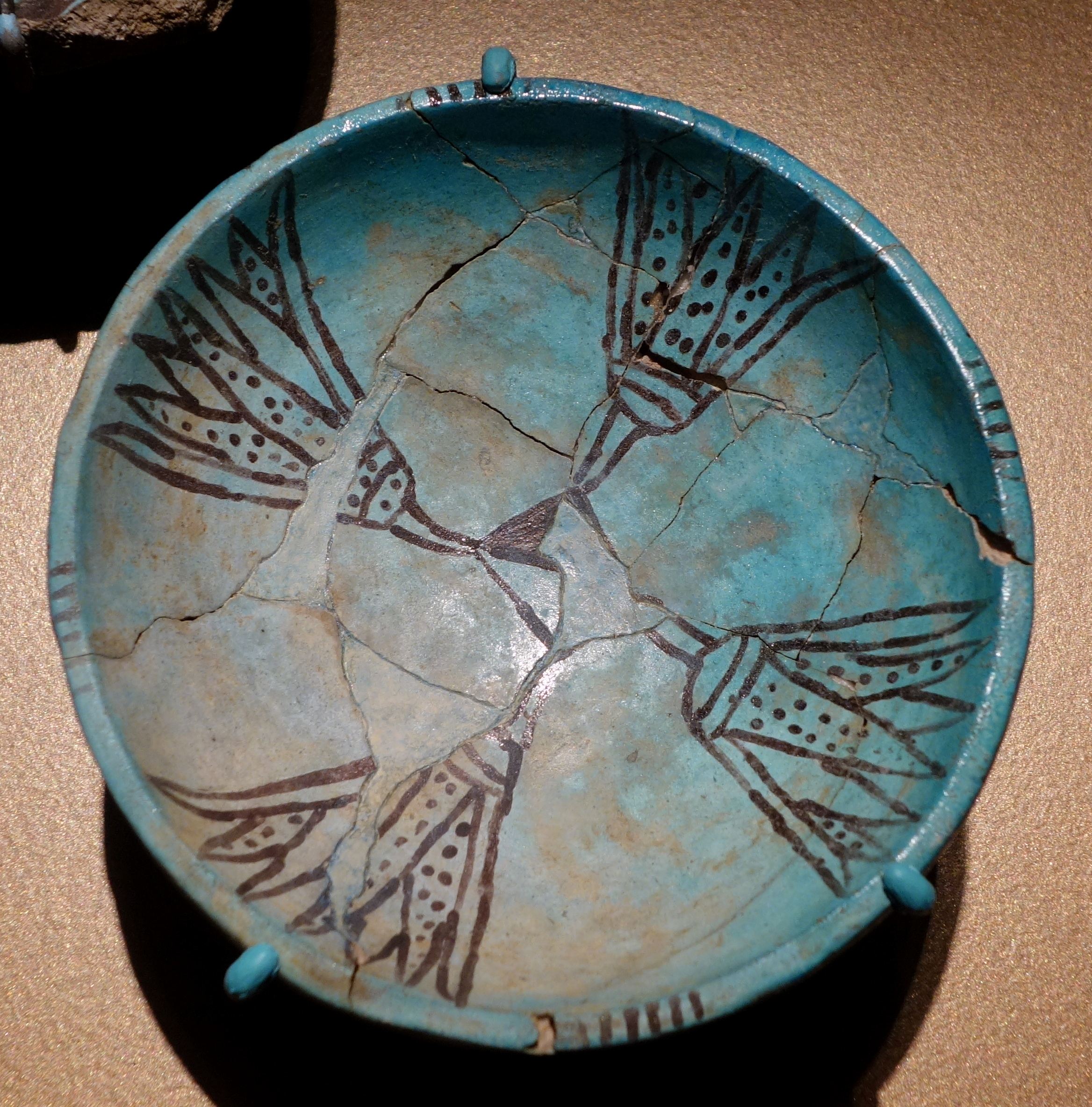
Bol aux fleurs de lotus. Faïence. Période Hatchepsout, Thoutmôsis III, Amenhotep II. Musée de Brooklyn
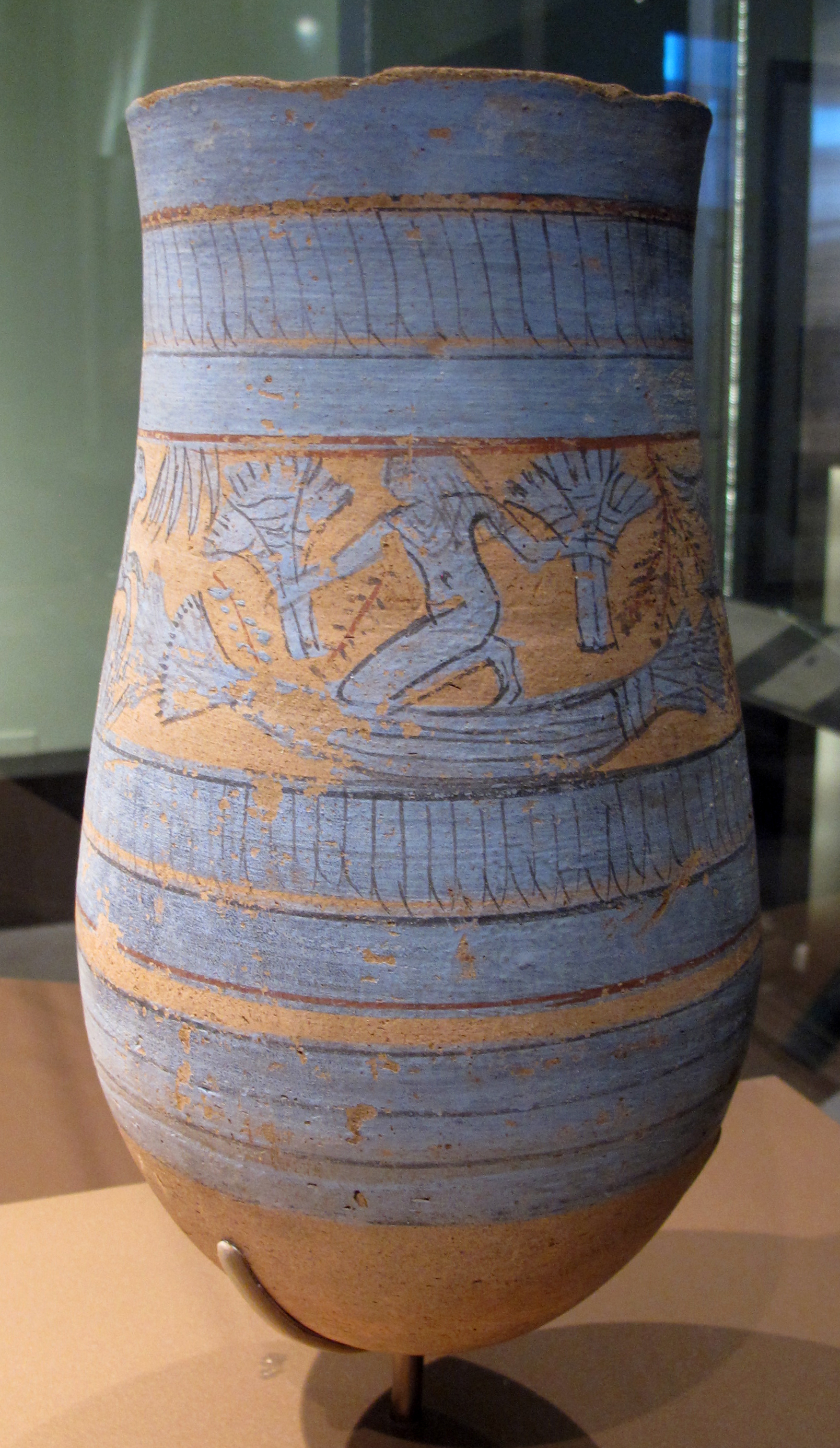
Vase peint en bleu, r. d'Amenhotep III 1391-1353. Brooklyn
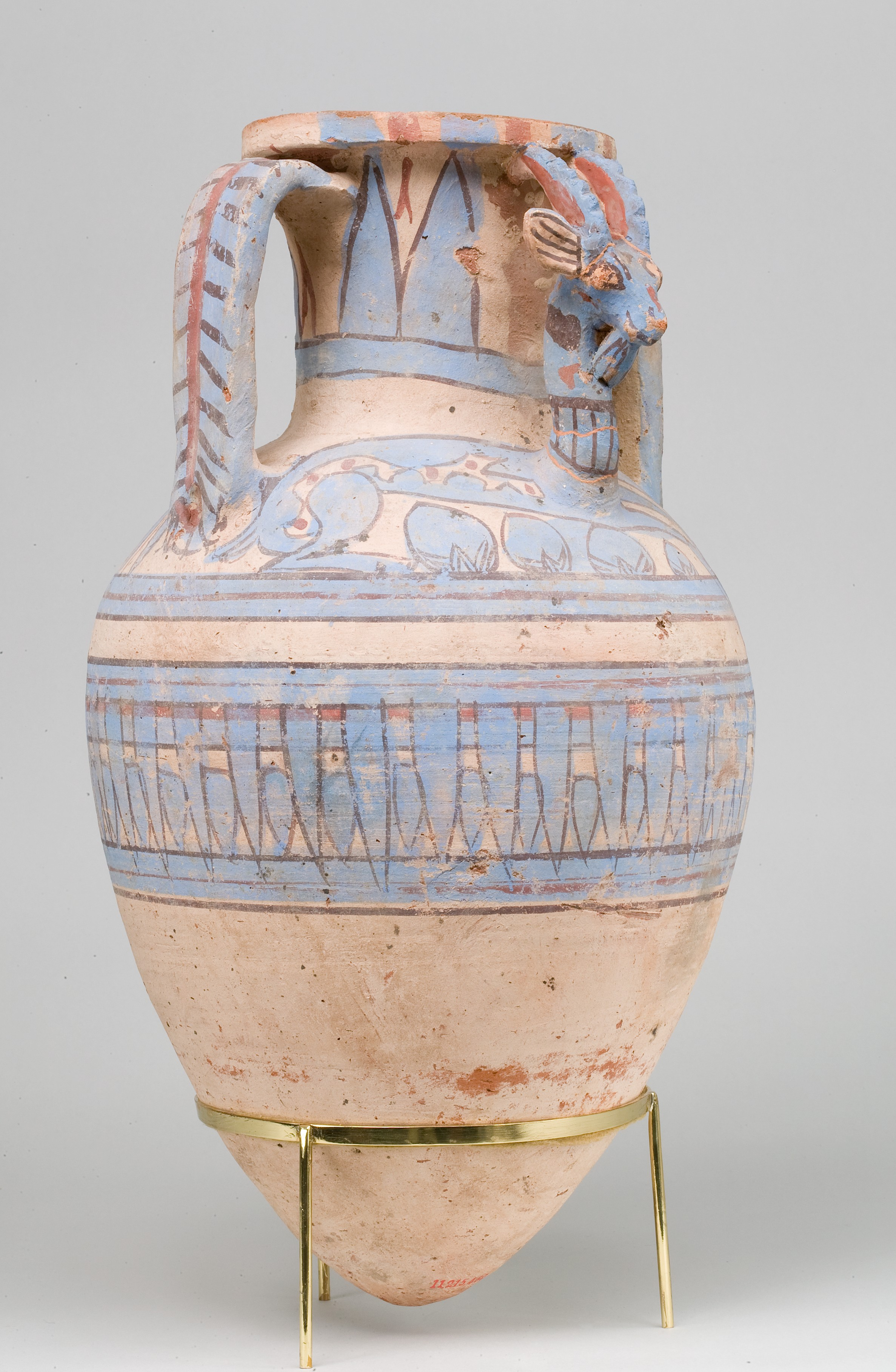
Amphore peinte en bleu au bouquetin de Nubie. H. 39,5 cm. Règne d'Amenhotep III. Met
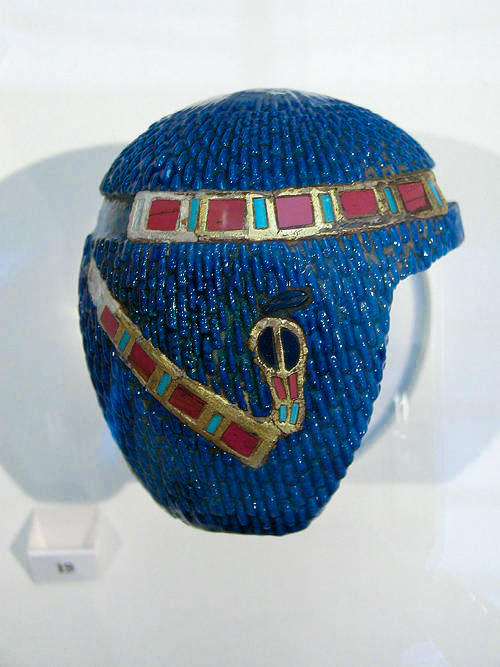
Perruque d'influence nubienne pour une statuette royale. XIXe dynastie. H. 10 cm. Plâtre émaillé et doré, verre. British Museum
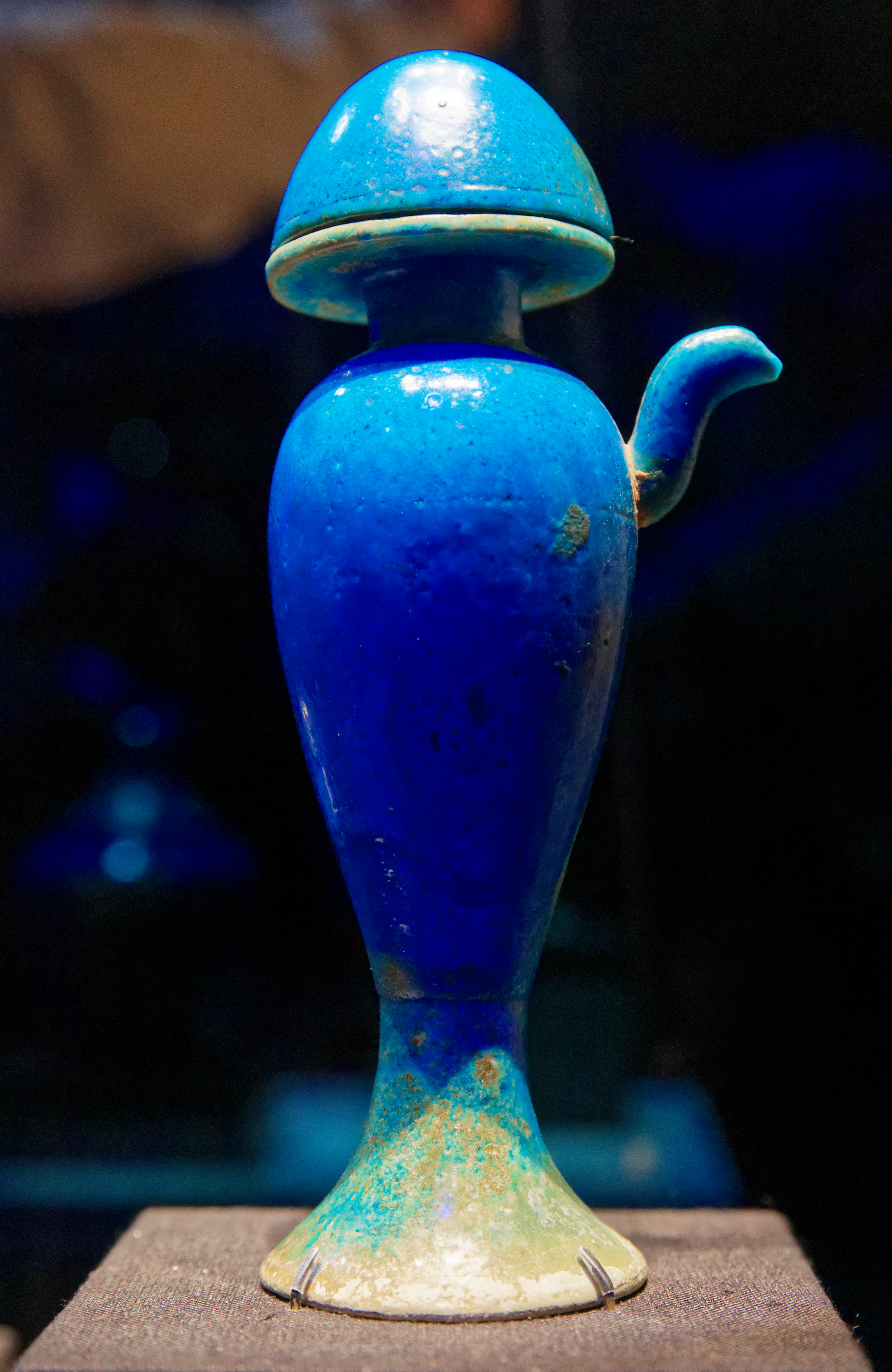
Vase à libation, nemset, en faïence. Tombeau de Toutânkhamon. Musée du Caire
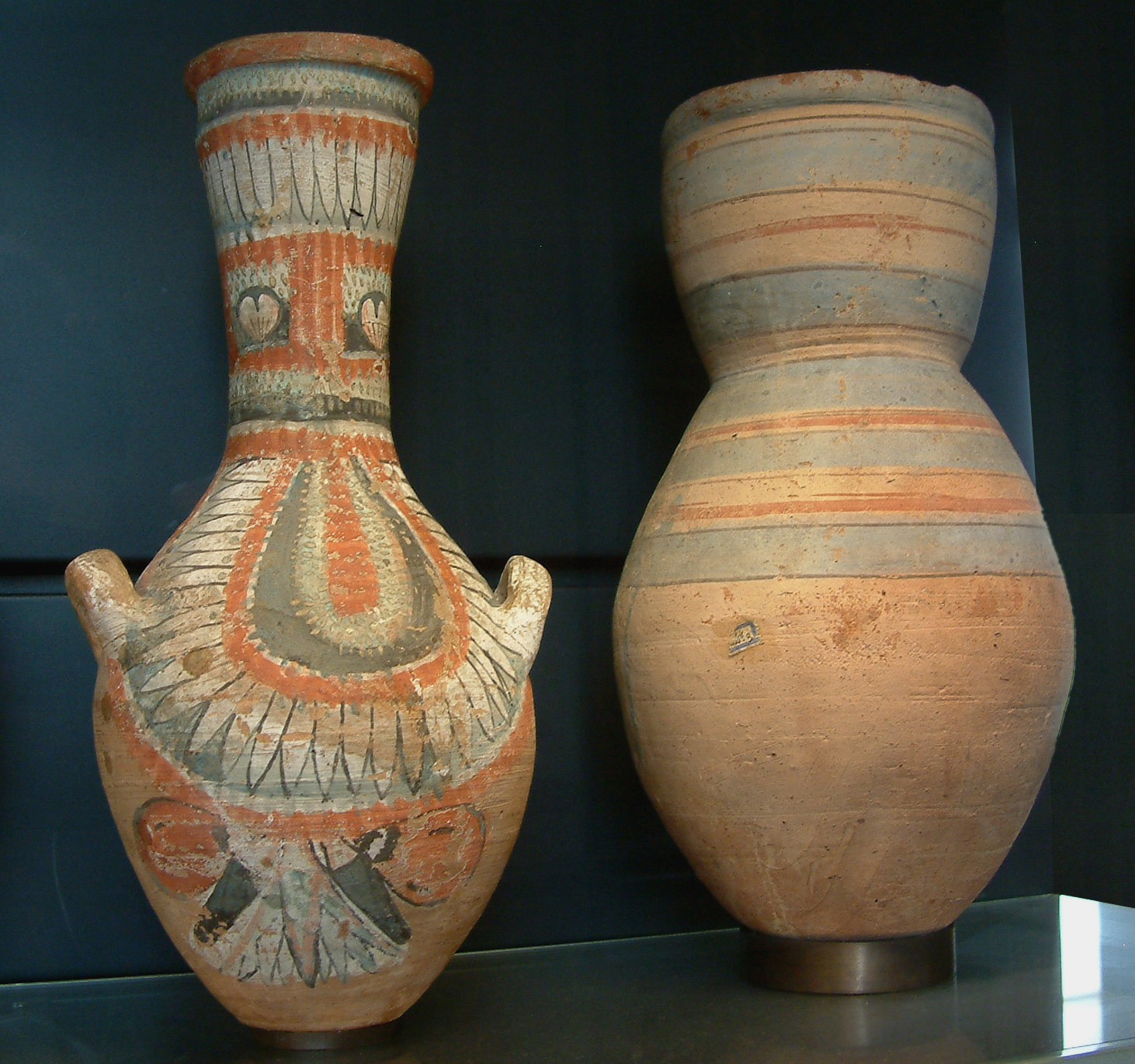
Pots. Terre cuite peinte Nouvel Empire, période Toutânkhamon-Horemheb Musée du Louvre
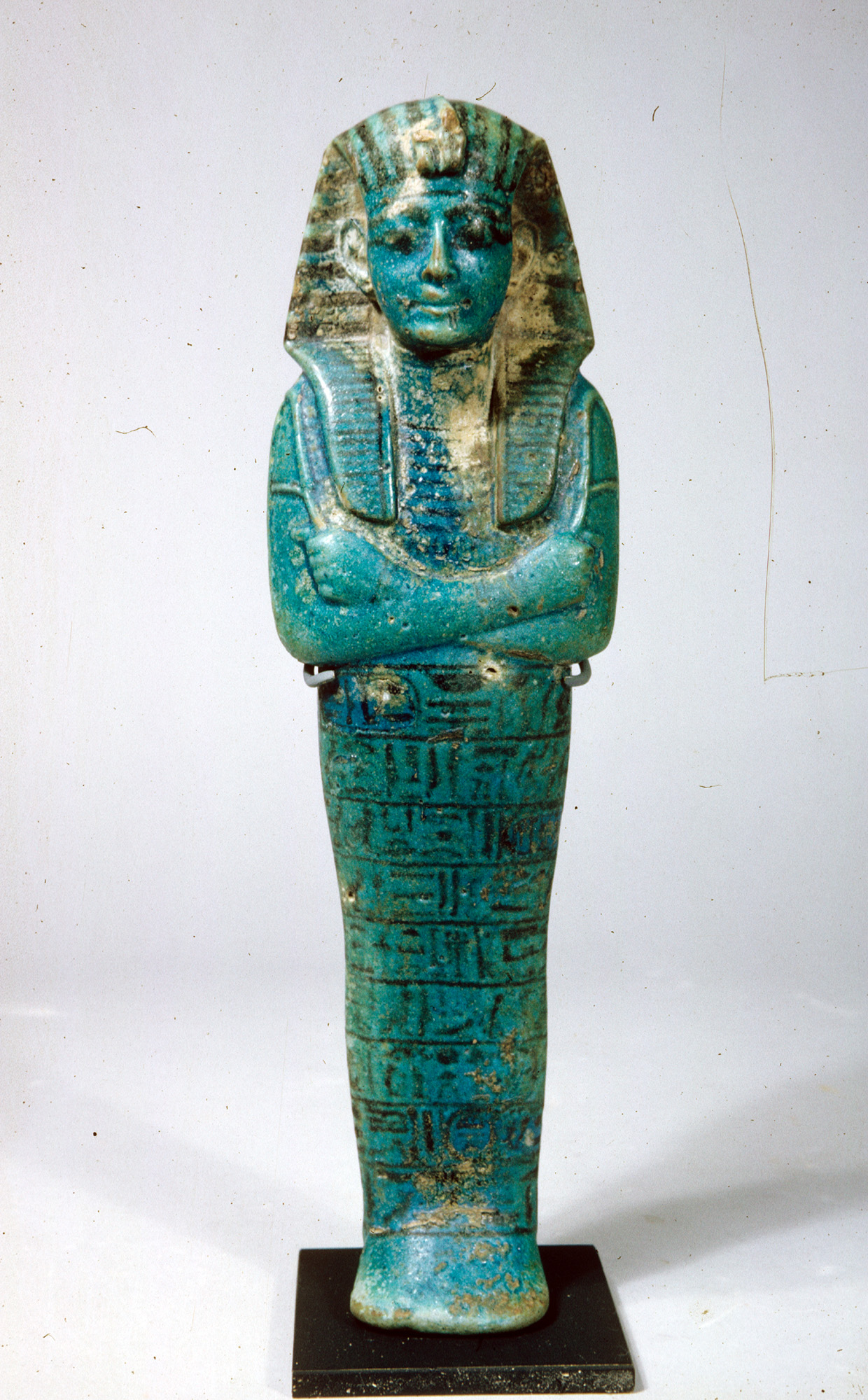
Ouchebti de Ramsès VI, v. 1143-36. Faïence, H. 28,5 cm MET
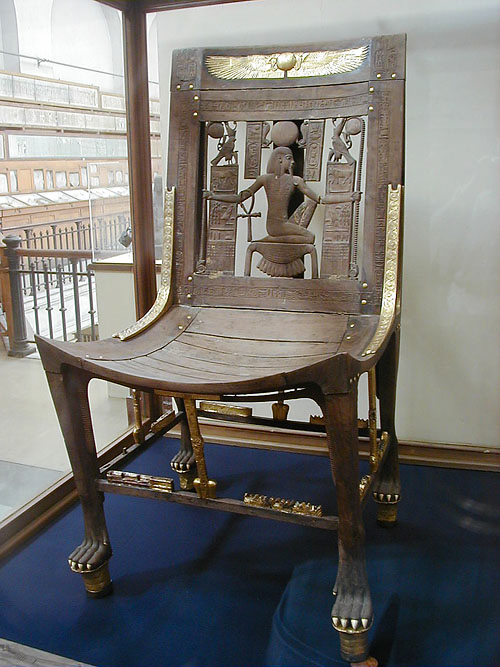
Siège de Toutânkhamon. Cèdre sculpté à claire-voie et plaques d'or ouvragées
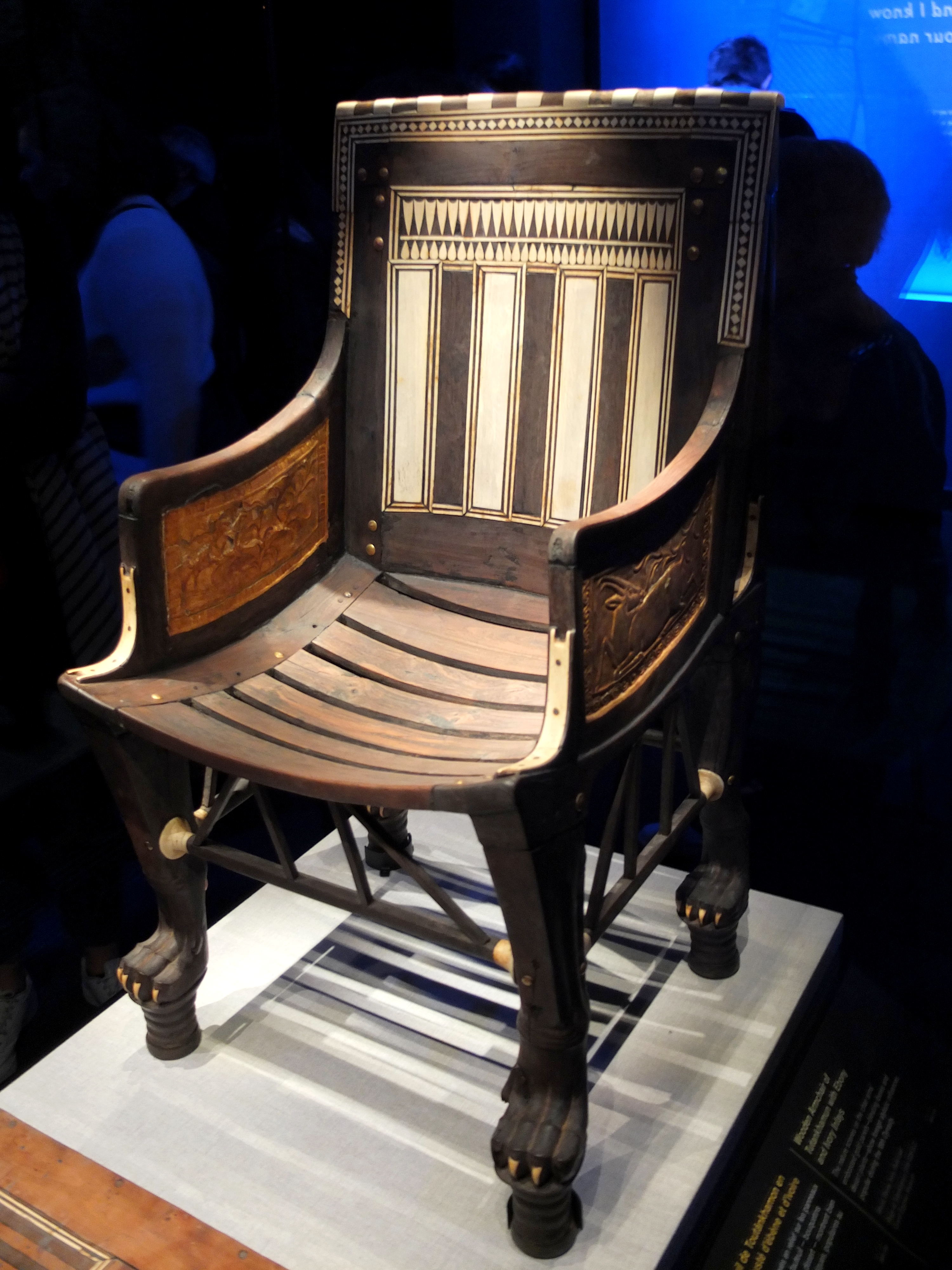
Petit fauteuil de Toutânkhamon. Marqueterie : cèdre, ébène, ivoire, plaques d'or ouvragées

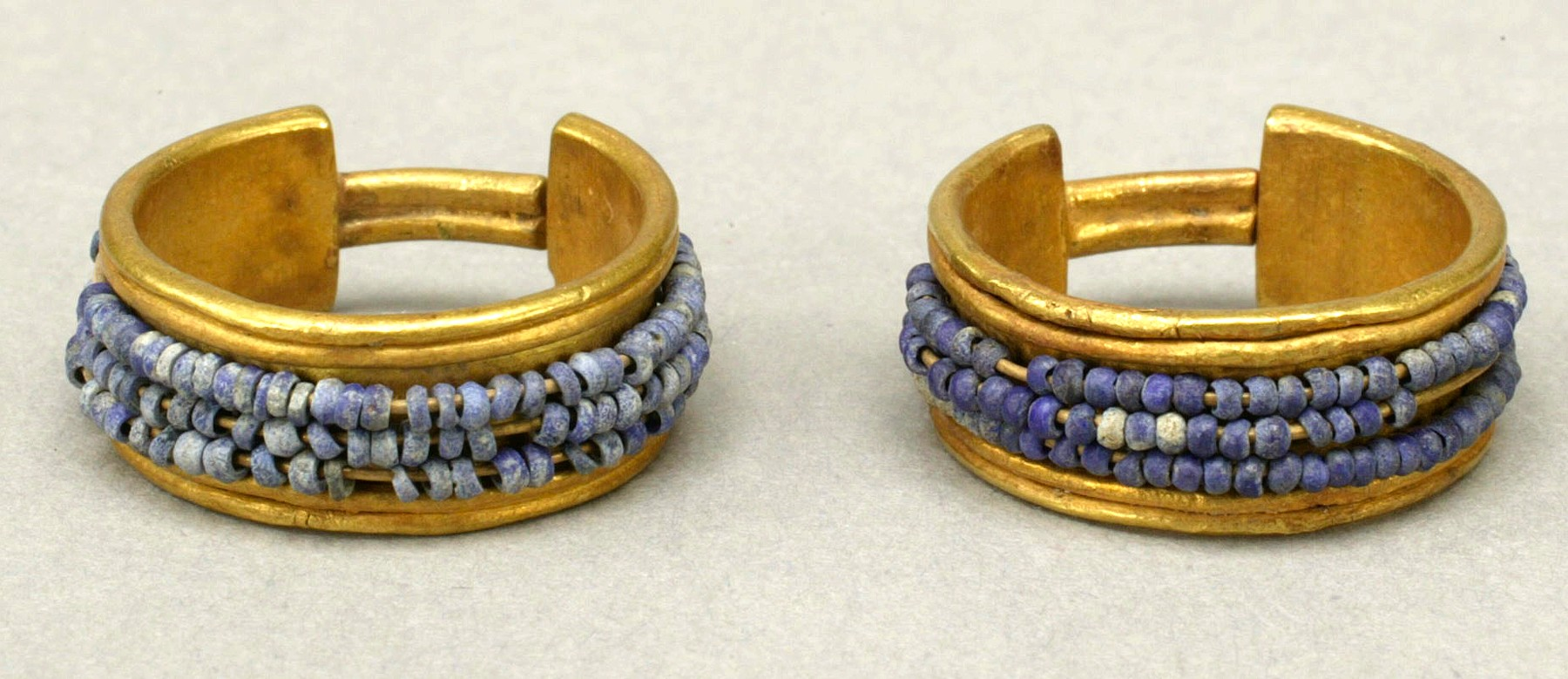
Boucles d'oreille à perles de verre, or. Période Ahmôsis Ier–Thoutmôsis III, 1550-1425. MET
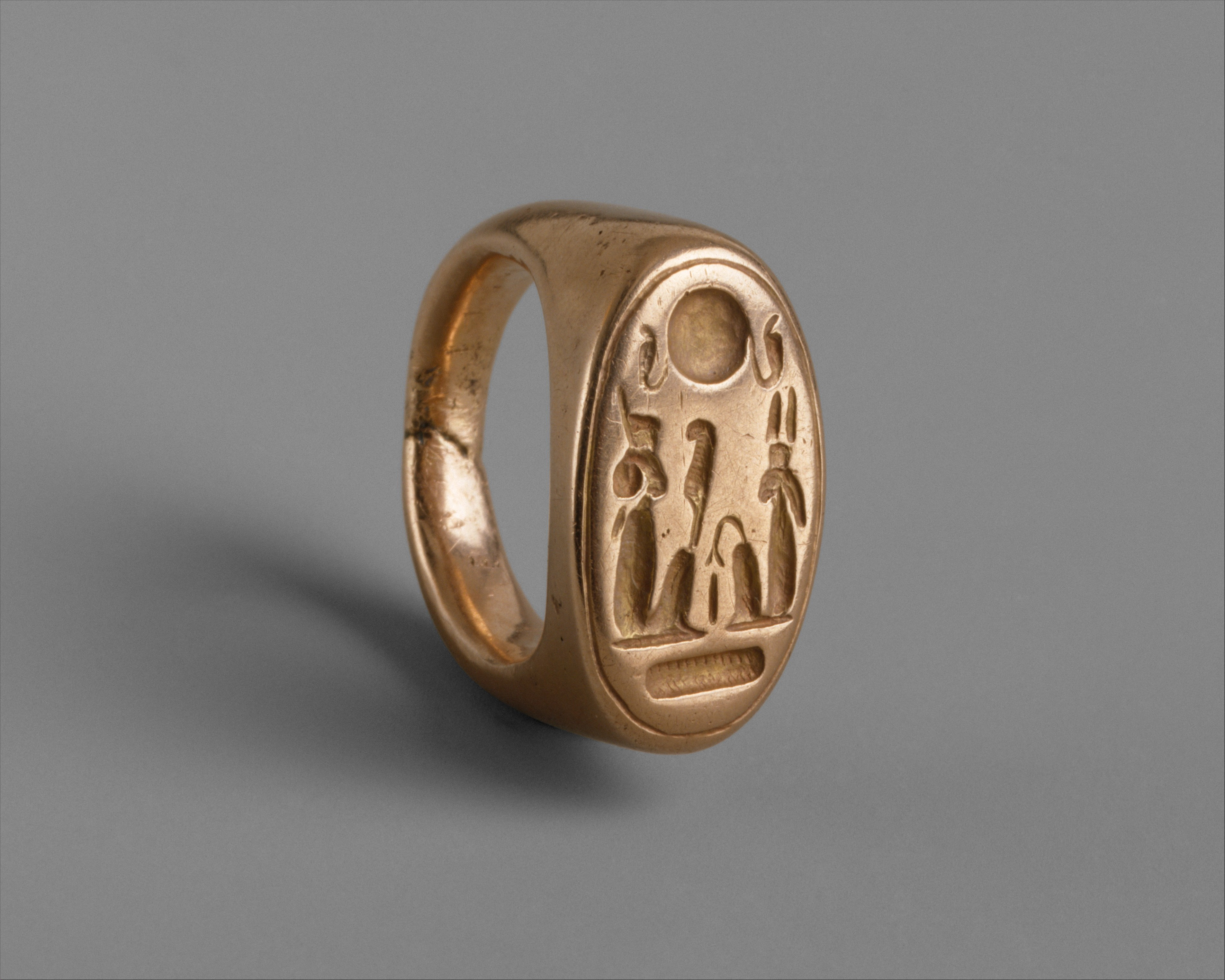
Bague. Akhenaton en dieu Shou, Néfertiti en déesse Tefnout. Or. Met
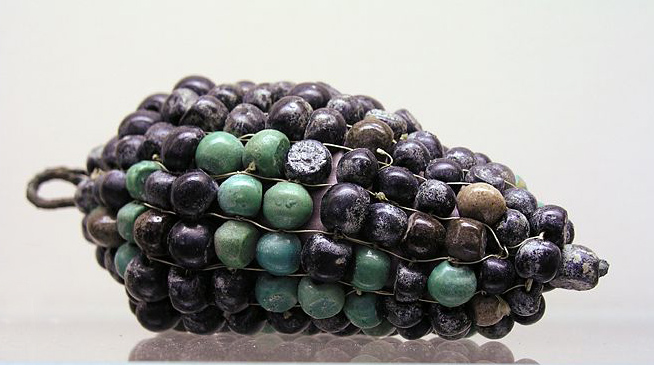
Grappe de raisin, verre et bronze sur bois. Amarna. Ashmolean Museum
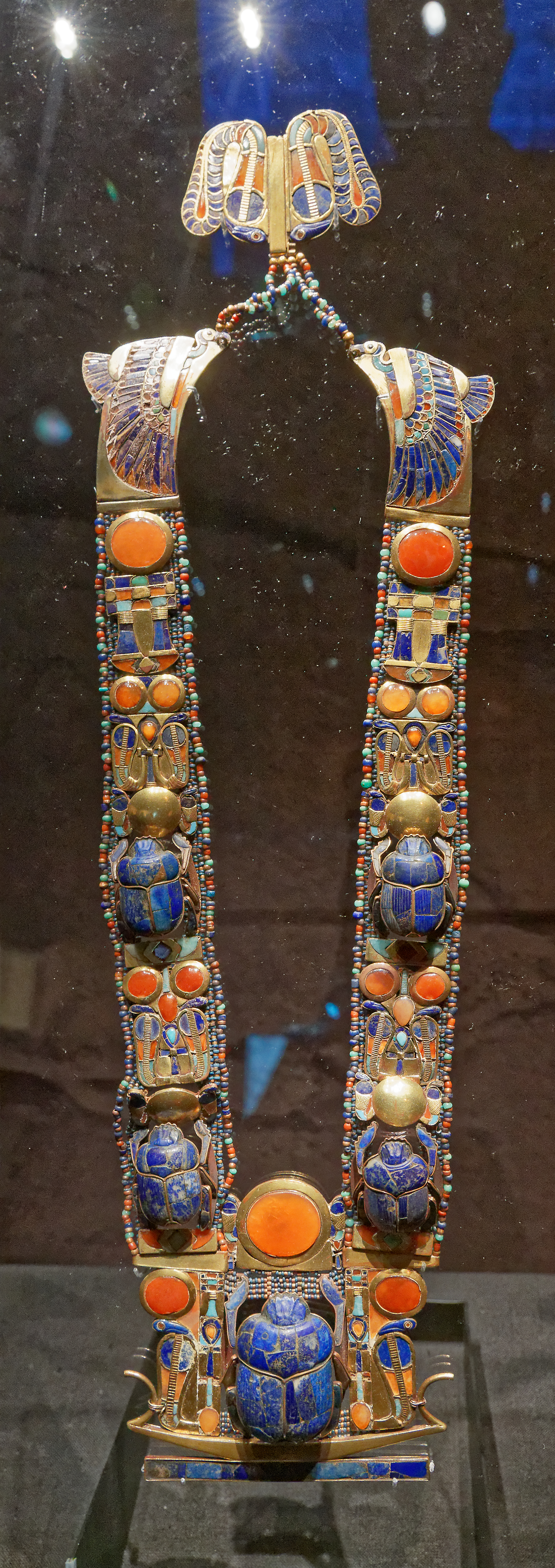
Pectoral, chaîne et contrepoids avec scarabées de Toutânkhamon. Musée du Caire
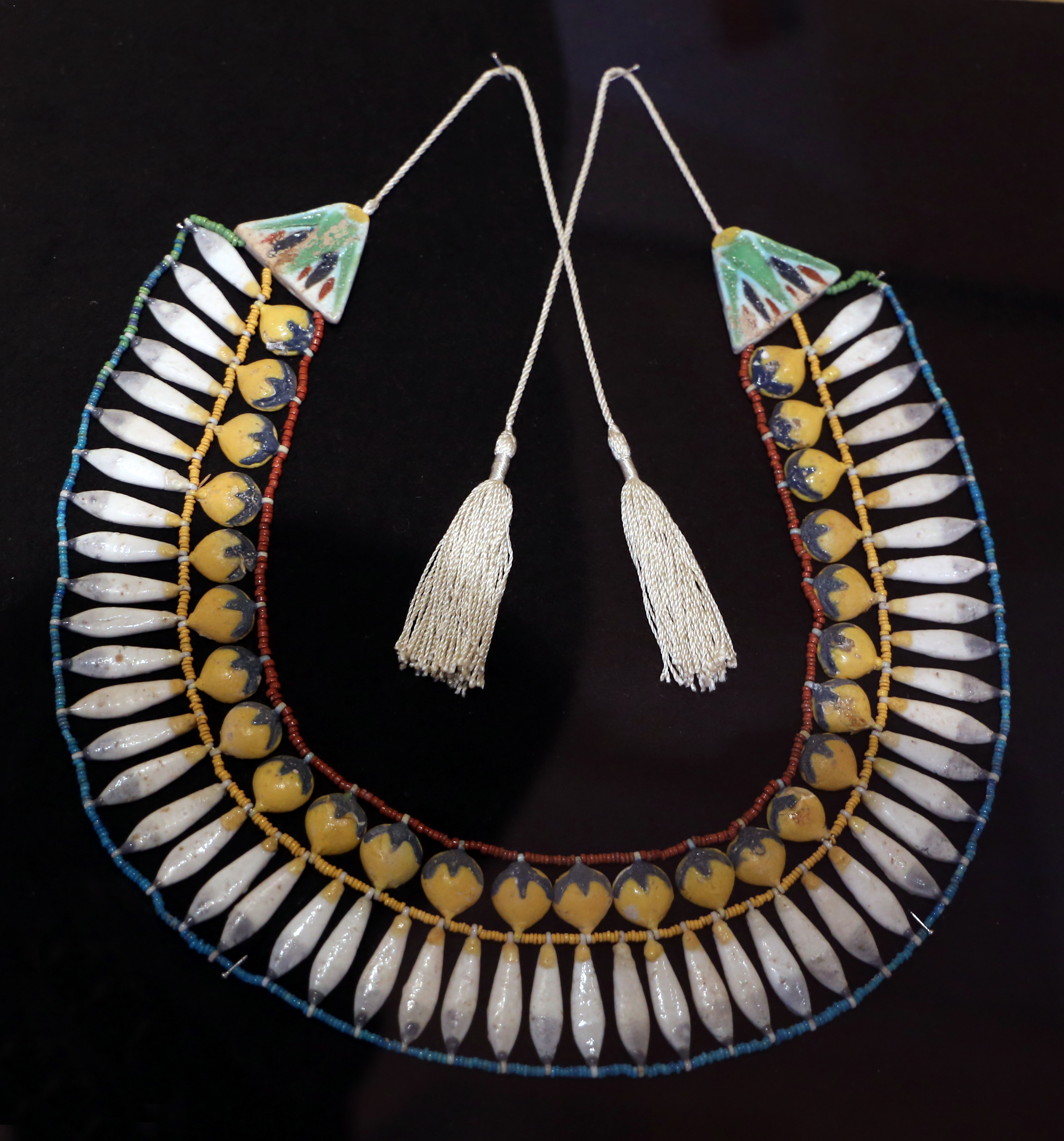
Collier en verre et faïence. Époque d'Aÿ, v. 1325
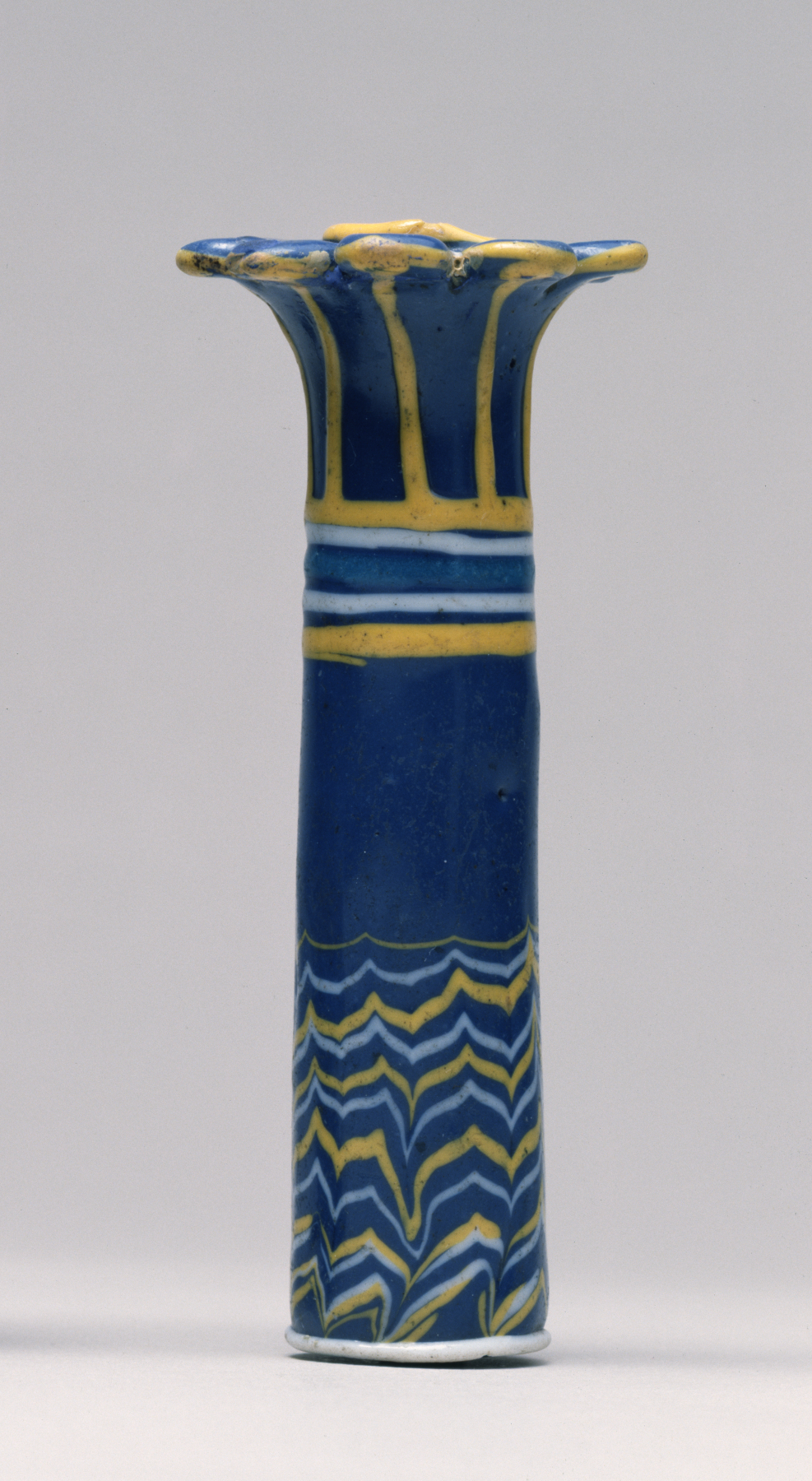
Vase à kohl. Verre coulé en forme de colonne. Walters
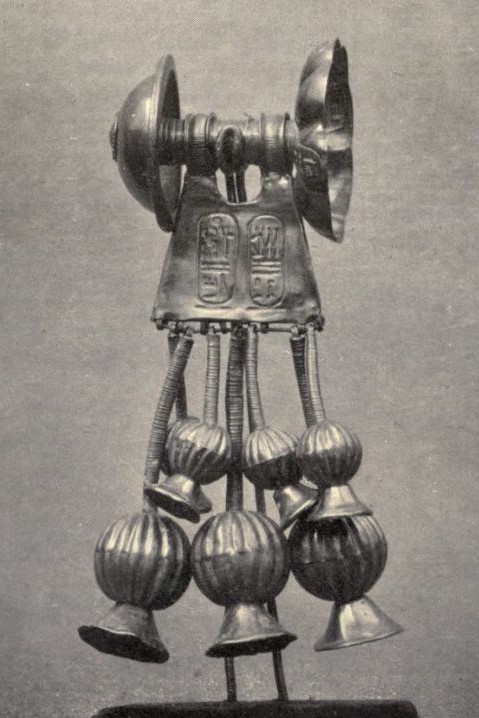
Pendants d'oreille de la reine Taousert. Fin de la XIXe dynastie. Musée du Caire. Arthur Weigall, 1913
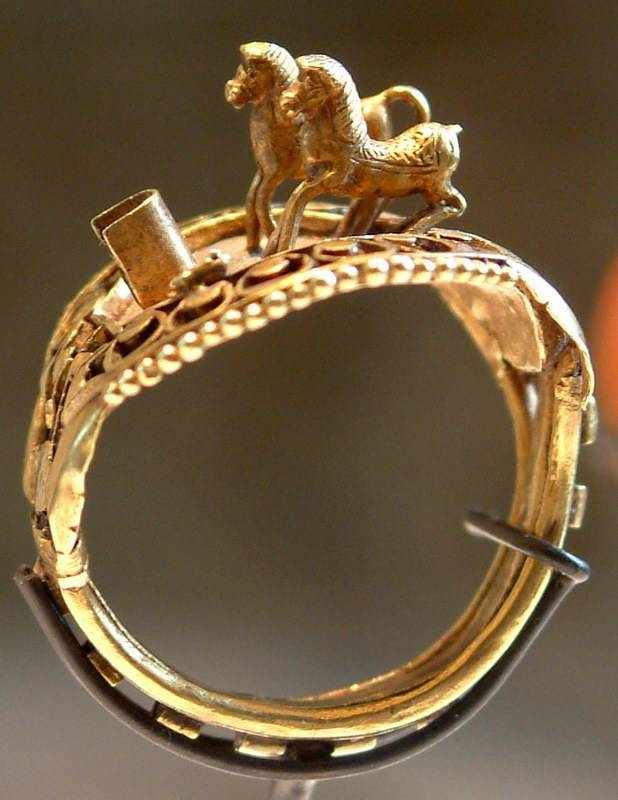
Bague aux chevaux Après Ramsès XI, 1150-1069, fin du Nouvel Empire Musée du Louvre